# Dubrovnik

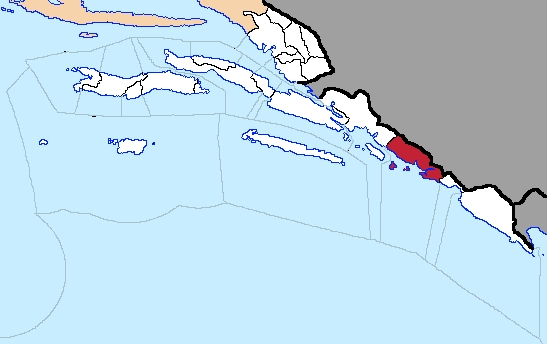
Lage der Stadt in der Gespanschaft Dubrovnik

Dubrovnik [ˈdǔbrɔ̞ːʋnik] (lat. Rausium, später Ragusium; italienisch und deutsch Ragusa, älter auch Ragus) ist eine Stadt im südlichen Kroatien an der Adriaküste. Die Altstadt wurde im Jahr 1979 von der UNESCO in die Liste des Weltkulturerbes aufgenommen.
Die gut 40.000 Einwohner zählende Stadt ist Verwaltungssitz der Gespanschaft Dubrovnik-Neretva (kroatisch Dubrovačko-neretvanska županija) und Sitz der katholischen Diözese. Die Mehrheit der Bevölkerung stellen mit über 90 % ethnische Kroaten. Minderheiten bilden Bosniaken, Serben, Montenegriner, Albaner sowie eine kleine jüdische Gemeinschaft. Dubrovnik war und ist ein Zentrum der kroatischen Kultur. Geschichtlich war es eine bedeutende Handelsstadt sowie Hauptort der einstigen Republik Ragusa. Zahlreiche bedeutende kroatische Dichter, Künstler, Gelehrte, Mathematiker und Physiker stammen aus Dubrovnik.
Die kroatische Bezeichnung der Stadt ist von dem slawischen Wort dubrava (Eichenhain) hergeleitet; die romanische Bezeichnung Ragusa/Rausa geht auf den Namen der kleinen Insel zurück, auf der die erste Siedlung (Lave, Lausa) entstanden war.

## Stadtgliederung

### Stadtteile
Laut der letzten Volkszählung von 2021 hatte Dubrovnik zusammen mit allen 32 Stadtteilen 41.562 Einwohner. Davon befanden sich insgesamt 387 Personen, sogenannte Auslandskroaten, zum Zeitpunkt der Volkszählung im Ausland.
- Bosanka – 169
- Brsečine – 84
- Čajkovica – 192
- Čajkovići – 23
- Donje Obuljeno – 243
- Dubravica – 33
- Dubrovnik – 26922
- Gornje Obuljeno – 141
- Gromača – 149
- Kliševo – 52
- Knežica – 148
- Koločep – 231
- Komolac – 355
- Lopud – 278
- Lozica – 142
- Ljubač – 73
- Mokošica – 2193
- Mravinjac – 67
- Mrčevo – 76
- Nova Mokošica – 5682
- Orašac – 51
- Osojnik – 335
- Petrovo Selo – 24
- Pobrežje – 169
- Prijevor – 460
- Rožat – 395
- Suđurađ – 222
- Sustjepan – 301
- Šipanska Luka – 254
- Šumet – 168
- Trsteno – 215
- Zaton – 1024

### Stadtbezirke
Die Stadt Dubrovnik besteht aus acht Bezirken mit kommunaler Selbstverwaltung.
- Ploče-Iza Grada
- Dubrovnik
- Pile-Kono
- Lapad
- Montovjerna
- Gruž
- Komolac
- Mokošica

## Geographie

### Lage
Die Stadt liegt nordöstlich von Lokrum, der letzten Insel an der südlichen Adria, wo dann das offene Meer beginnt. Die Stadt liegt an den Südhängen des Dinarischem Gebirges am Fuße des 412 Meter hohen Berges Srđ und ist die letzte größere Küstenstadt im Süden Kroatiens. Nördlich gelangt man nach etwa 11 Kilometern zur Staatsgrenze von Bosnien und Herzegowina. Montenegro ist etwa 38 Kilometer südlich von Dubrovnik entfernt.
Zum Stadtgebiet gehören auch die Elaphiten sowie die Insel Lokrum.

### Flora und Fauna
Die Küste der Region Dubrovniks ist übersät mit Buchten, Stränden und steilen Klippen und umgeben von vielen dicht bewaldeten Inseln. Die Flora der Gegend zeichnet sich durch Pflanzenvielfalt, mit einer Fülle an Zypressen, Kiefern und Olivenbäumen. Neben zahlreichen Weinbergen gibt es auch Obstplantagen mit Zitronen, Orangen und Mandarinen. An den Hängen und Inseln wachsen reichlich aromatische Sträucher und Blumen, exotische Pflanzen wie Palmen und Agaven sowie Kakteen. Die Gärten und Parks der Dubrovniker Paläste und der Sommerresidenzen beherbergen zahlreiche Pflanzenarten aus aller Welt, die von örtlichen Kapitänen von ihren Handelsreisen mitgebracht wurden. Heute wird ein Teil dieser botanischen Schätze in den Gärten des Arboretum von Trsteno und der Insel Lokrum aufbewahrt.
Neben der mediterranen Landschaft, die vielen Tierarten ein Zuhause bietet, verfügt die Adria auch über eine unerschöpflich reiche Artenvielfalt. Der Mauersegler wurde zum Symbol der Stadt Dubrovnik, ein in dieser Region im Sommer sehr verbreiteter Vogel.
Auf dem steinigen Boden der südlichen Adria halten sich Seebarsch, Zahnbrasse, Drachenkopf, Sägebarsch, Rotbrasse und weitere Fischarten auf. Krebse, Tintenfische, Austern und Miesmuscheln bewohnen ebenfalls das Küstengebiet sowie das Meer im Süden Kroatiens.

### Klima

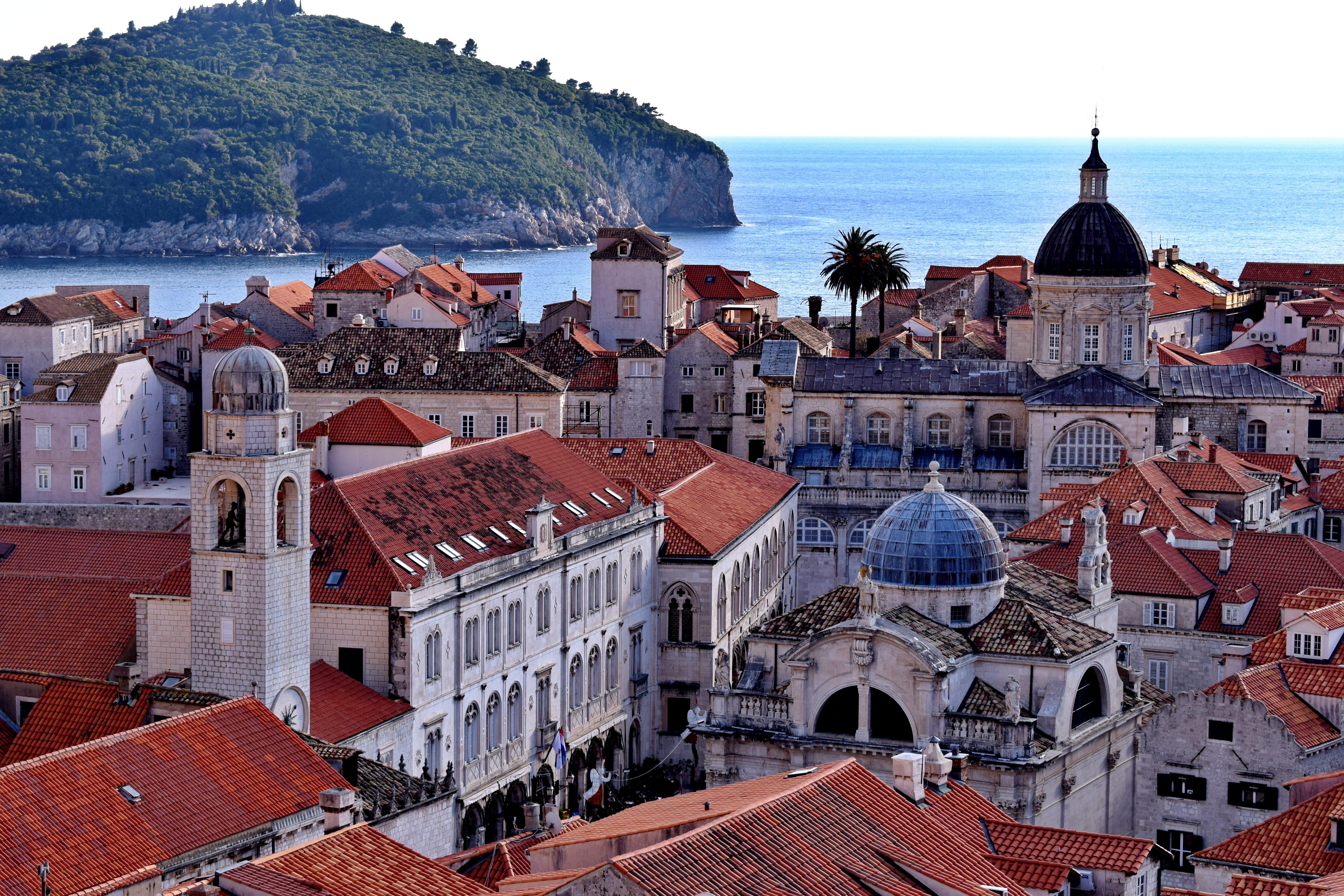
Altstadt mit Blick auf die Insel Lokrum

Dubrovnik hat ein mediterranes Klima mit sehr heißen, trockenen Sommern, regenreichen und milden Wintern. Die Jahresdurchschnittstemperatur in Dubrovnik beträgt 16,6 °C. Die durchschnittliche mittlere Lufttemperatur beträgt im Januar 9,4 °C und im August 25,2 °C.

### Klimatabelle
|                       | Jan  | Feb  | Mär  | Apr  | Mai  | Jun  | Jul  | Aug  | Sep  | Okt   | Nov   | Dez   |   |         |
| Mittl. Tagesmax. (°C) | 12,2 | 12,3 | 14,4 | 16,9 | 21,3 | 25,2 | 28,3 | 28,7 | 25,4 | 21,4  | 16,6  | 13,3  | ⌀ | 19,7    |
| Mittl. Tagesmin. (°C) | 6,5  | 6,4  | 8,5  | 10,9 | 15,2 | 18,8 | 21,5 | 21,7 | 18,7 | 15,2  | 10,8  | 7,8   | ⌀ | 13,5    |
|                       |      |      |      |      |      |      |      |      |      |       |       |       |   |         |
| Niederschlag (mm)     | 95,2 | 89,2 | 97,7 | 90,9 | 76,1 | 48,6 | 24,1 | 59,0 | 78,7 | 109,9 | 141,9 | 125,3 | Σ | 1.036,6 |
|                       |      |      |      |      |      |      |      |      |      |       |       |       |   |         |
| Sonnenstunden (h/d)   | 4    | 5    | 5    | 7    | 9    | 10   | 11   | 11   | 9    | 7     | 4     | 3     | ⌀ | 7,1     |
|                       |      |      |      |      |      |      |      |      |      |       |       |       |   |         |
| Regentage (d)         | 11,2 | 10,9 | 11,6 | 11,2 | 9,5  | 6,7  | 4,4  | 4,5  | 6,4  | 10,3  | 11,3  | 12,5  | Σ | 110,5   |
|                       |      |      |      |      |      |      |      |      |      |       |       |       |   |         |
| Wassertemperatur (°C) | 13   | 13   | 13   | 15   | 17   | 22   | 23   | 24   | 22   | 20    | 18    | 15    | ⌀ | 17,9    |

| 6,5 |

| 6,4 |

| 8,5 |

| 10,9 |

| 15,2 |

| 18,8 |

| 21,5 |

| 21,7 |

| 18,7 |

| 15,2 |

| 10,8 |

| 7,8 |

| 6,5 |

| 6,4 |

| 8,5 |

| 10,9 |

| 15,2 |

| 18,8 |

| 21,5 |

| 21,7 |

| 18,7 |

| 15,2 |

| 10,8 |

| 7,8 |

## Geschichte
Zur Geschichte der Stadtrepublik siehe auch den Hauptartikel Republik Ragusa.

### Antike
Neue archäologische Funde bezeugen, dass auf dem Felsen, der in der Antike Ragusa genannt wurde, im 3. Jahrhundert v. Chr. eine illyrische Siedlung existierte. Mit der Neuordnung des Römischen Reiches und insbesondere der kirchenadministrativen Verhältnisse in der Mitte des 6. Jahrhunderts wurde der Felsen um 550/560 unter Justinian I. befestigt sowie eine als Bischofssitz gedachte Basilika mit größeren Ausmaßen (31 m × 18 m) auf dem Platz der jetzigen Kathedrale errichtet. Doch schon während der Gotenkriege 533/534 scheint Ragusa in den Operationen Belisars eine Rolle gespielt zu haben. Frühestens zu Anfang des 7. Jahrhunderts siedelten infolge der Slaweneinfälle die Bewohner des zerstörten Epidaurum (das heutige Cavtat) auf die befestigte Insel über.

### Mittelalter
Kaiser Konstantin VII. Porphyrogennetos (905–959, reg. 945–959) beschreibt in seinem Werk De Administrando Imperio alle Völker des Kaiserreiches, wie auch jene, die an das Reich grenzen, deren Herkunft und die Geschichte der Städte in diesem Raum. Porphyrogennetos zufolge lautete die älteste Bezeichnung Dubrovniks Lausion, das von einem griechischen Wort für steil abgeleitet worden sein soll. Im Laufe der Zeit habe sich das L in ein R gewandelt, woraus sich die Bezeichnung Rausion und später wiederum Ragusium gebildet habe. Folgende Varianten sind ebenfalls bekannt: Rausium, Racusium, Rausa, Ragusa, Racusa. In der päpstlichen Bulle Papst Benedikts VIII., die 1022 dem Erzbischof von Dubrovnik übermittelt wurde, findet sich die Bezeichnung Labusedi, die vom lateinischen Wort labes, zu deutsch Sturz, abgeleitet wurde. Aus dem Griechischen stammen daher die Bezeichnungen Lausion und Rausion, aus dem Lateinischen die Bezeichnungen Labusa und Labusedi.
Nachdem die Slawen die Bevölkerung von Epidaurum vertrieben hatten, siedelten sie sich in dieser Stadt an. Sie gründeten ebenfalls eine Siedlung auf dem Festland am Fuße des Sergiusberges gegenüber jener Insel, auf welche die romanische Bevölkerung geflohen war, auf einem Landstück, das von einem dichten Eichenwald bedeckt war. Da die Eiche im Slawischen dub hieß, bildete sich daraus höchstwahrscheinlich die Bezeichnung Dubrovnik. Die romanische Restbevölkerung der Stadt sprach die ragusäische Sprache.
Mit der Zeit entwickelten sich freundschaftliche Beziehungen zwischen der Insel-Siedlung und der slawischen Bevölkerung auf dem Festland. Im 12. Jahrhundert wurde der Kanal zwischen dem Festland und der Insel aufgeschüttet, wodurch die beiden Siedlungen zusammenwuchsen. Heute befindet sich an dieser Stelle die berühmte Hauptstraße Dubrovniks, der Stradun (die Placa ist der zugeschüttete Meeresarm, der die Insel vom Festland trennte). An dieser Nahtstelle entwickelte sich später das Zentrum der vereinigten Stadt. Das Erzbistum Ragusa wurde 980 gestiftet.
Dubrovnik stand seit seiner Gründung unter dem Schutz von Byzanz (einige Zeit residierte hier ein byzantinischer Stratege). An der Wende vom 12. zum 13. Jahrhundert war Dubrovnik mit dem bosnischen Ban Kulin verbündet. Bosnien wurde zum wichtigen Rohstofflieferanten der Stadt (Holz und Metalle). Gleichzeitig verliefen durch Bosnien wichtige Handelsrouten ins Innere Südosteuropas. Zur Zeit der Kreuzzüge stand die Stadt zeitweise unter der Herrschaft Venedigs (1205–1358). 1242 wurde die Stadt von den Mongolen belagert und das Umland verwüstet. 1240 und 1244 wurde das Bündnis mit Bosnien erneuert.
Nach dem Friedensschluss von Zadar 1358 erkannte Dubrovnik die Oberhoheit der kroatisch-ungarischen Könige an und zahlte ihnen Tribut bis zu deren Niederlage von Mohács 1526. Allerdings reisten schon ab 1420 regelmäßig Delegationen zu den Osmanen, die neben der Beteuerung ihrer Neutralität jährliche Tribute überbrachten, zuletzt 12.500 Dukaten, gezahlt bis zum Frieden von Passarowitz 1718.
Nach Erlangung seiner Autonomie (dem ungarisch-kroatischen König wurden nur Abgaben in Form von Steuern und Schiffen geleistet) begann Dubrovnik sein Leben als selbstständige Republik Ragusa. Der Republik gelang es, ihre Autonomie zu bewahren, und die Bürger der Stadt wählten ihren Stadtrat und den Senat.
Schutzpatron der Stadt wurde der Hl. Blasius (in Dubrovnik: sveti Vlaho; sonst kroatisch: sv. Blaž), ein Arzt aus der Zeit Diokletians, welcher der Überlieferung zufolge Dubrovnik bei einem Angriff der Republik Venedig rettete.
1416 schaffte die Republik Ragusa als erster Stadtstaat Europas die Sklaverei ab; gleichzeitig wurde der Sklavenhandel gesetzlich verboten.

### Osmanische Epoche

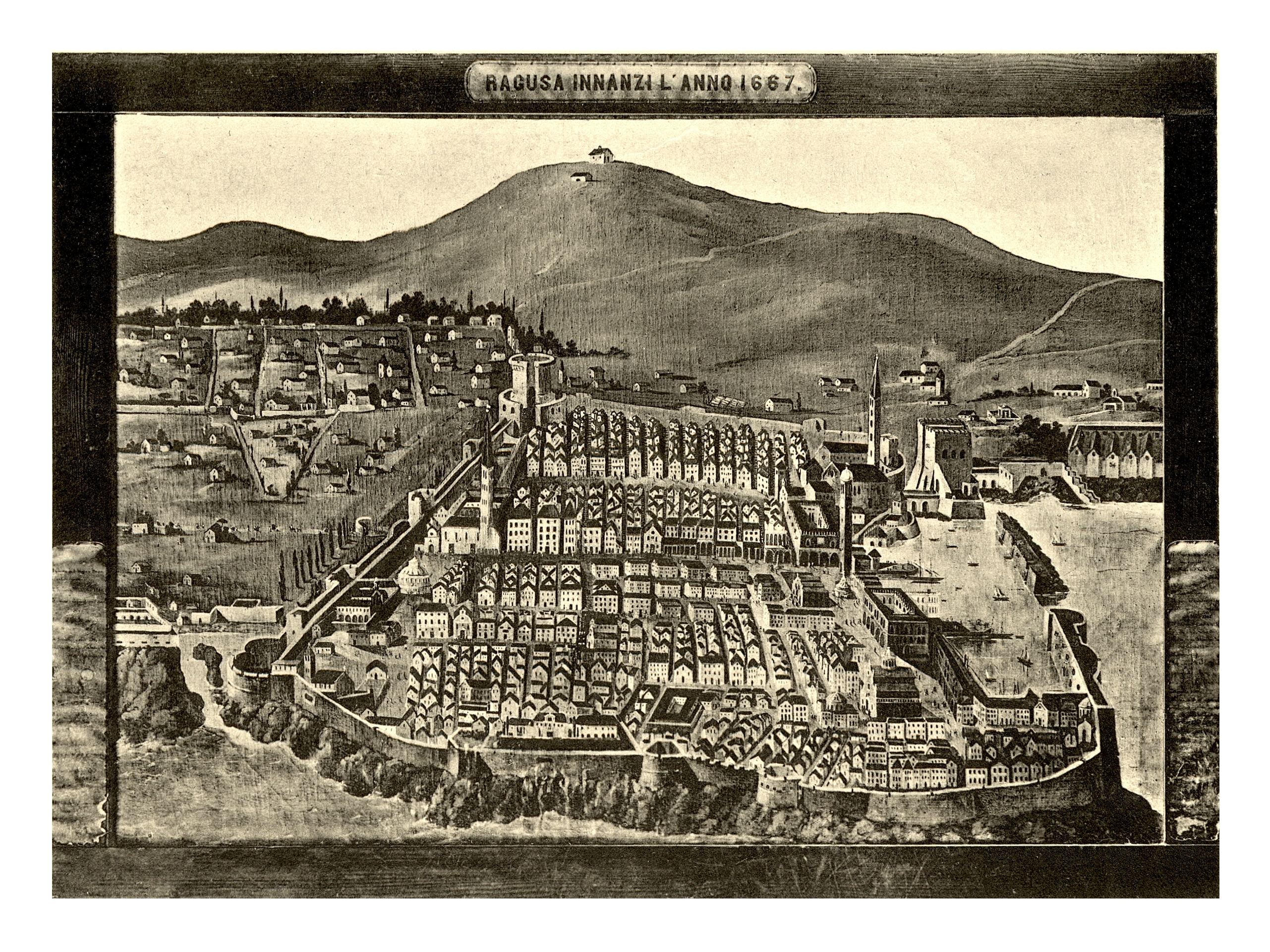
Ragusa vor dem Erdbeben 1667, Heliografie Kowalczyk 1909

Im 15. und 16. Jahrhundert erlebte Dubrovnik seinen größten wirtschaftlichen Aufschwung durch den ertragreichen Handel mit den Osmanen im Hinterland und den Küstenstädten des Mittelmeerraums.
Die Handelsflotte Dubrovniks bestand im 16. Jahrhundert aus 160 Schiffen und war zu jener Zeit eine der größten im Mittelmeer. Die bedeutendste Schutzmacht der Republik Dubrovnik war das Königreich Spanien, die größte Bedrohung der Unabhängigkeit und Freiheit Dubrovniks war Venedig. Mit dem Frieden von Passarowitz im Jahr 1718 wurde den Osmanen zwischen Neum und Klek der Zugang zur Adria gewährt. Heute ist dieser Teil der Küste Bestandteil des Bundesstaates Bosnien und Herzegowina und der Grund, dass Dubrovnik eine Exklave ist.
Der Niedergang der Mittelmeerschifffahrt und besonders das katastrophale Erdbeben von 1667 führten zu einer schweren Krise, von der sich die Stadtrepublik nicht mehr richtig erholte.
Dubrovnik war weltweit der erste Staat, der die Unabhängigkeit der Vereinigten Staaten von Amerika im Jahr 1776 international anerkannte. Im 18. Jahrhundert befanden sich in Dubrovnik über 85 Konsulate.

### Jüngere Geschichte ab 1800

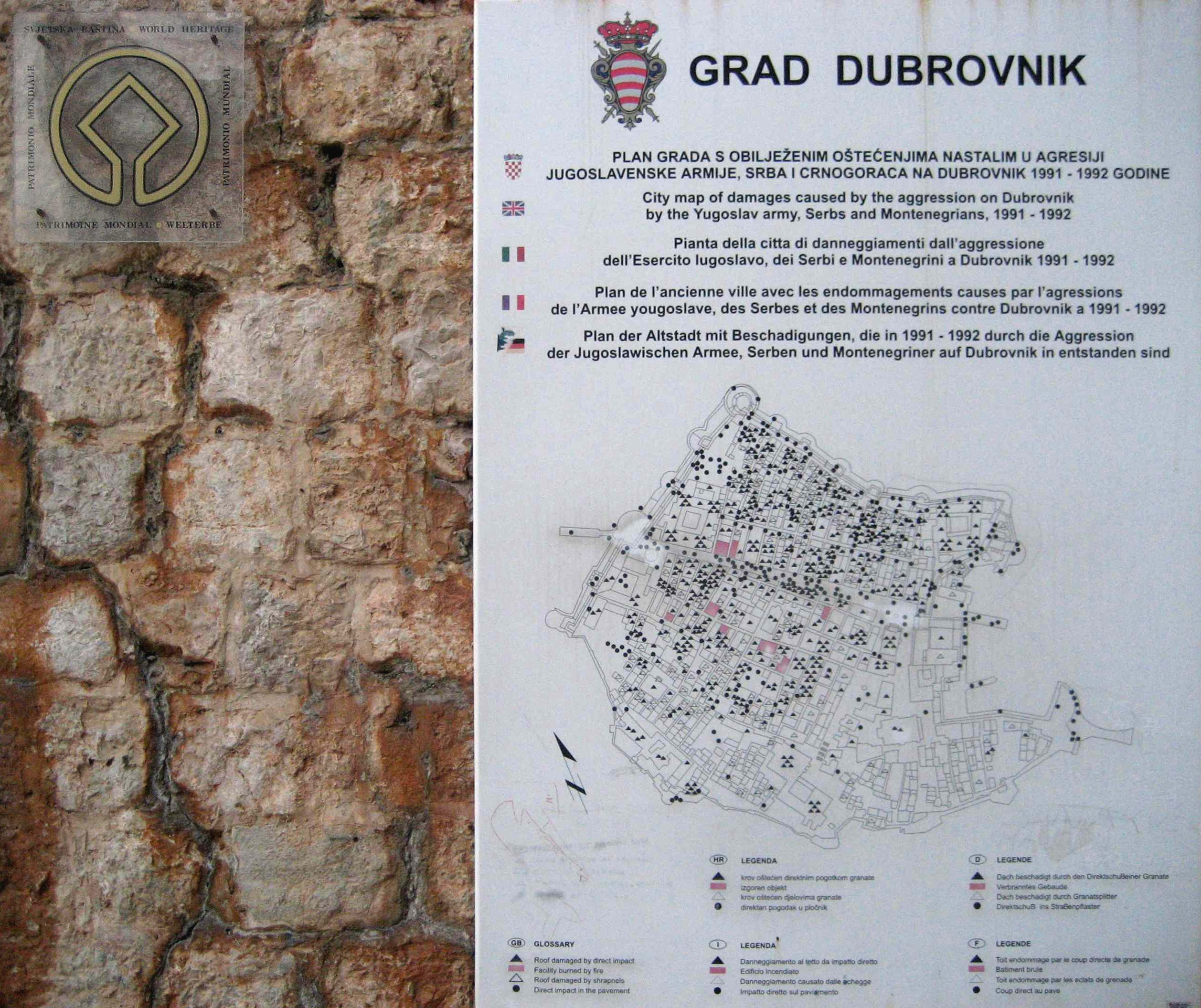
Informationstafel in Dubrovnik: Plan der Altstadt mit Beschädigungen, die 1991 und 1992 durch die Angriffe der jugoslawischen Armee bzw. serbisch-montenegrinischen Truppen auf die Altstadt von Dubrovnik entstanden sind

Im Jahr 1806 besetzten französische Soldaten auf Anordnung von Napoleon Bonaparte die Stadt, und 1808 proklamierte Marschall Marmont die Aufhebung der Republik. Dubrovnik gehörte ab 1809 als Teil des Département Raguse zu den Illyrischen Provinzen des napoleonischen Frankreich. Militärgouverneur mit dem Titel eines Herzogs von Ragusa wurde der Marschall Marmont.

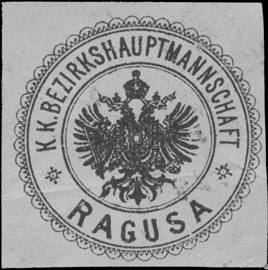
Bezirkshauptmannschaft Ragusa – Siegelmarke

Nach dem Wiener Kongress fiel sie an das Kaisertum Österreich und wurde Teil des Kronlandes Dalmatien. Bei der Reichsreform zur Doppelmonarchie Österreich-Ungarn 1867 blieb Ragusa mit Dalmatien bei der cisleithanischen Reichshälfte. Ragusa wurde Sitz der Bezirkshauptmannschaft des gleichnamigen Bezirks. Der Brockhaus von 1886 schildert die Stadt als einer Festung ähnlich, doch ziemlich gut gebaut und, obwohl eng und uneben, doch sehr reinlich. Die Industrie beschränke sich auf etwas Seide und Leder und einige Likörfabriken sowie auf vortreffliches Speiseöl. Dreimal wöchentlich komme eine türkische Karawane zum dortigen Basar.
Noch zu Zeiten der Habsburgerherrschaft begann sich der Fremdenverkehr am Anfang des 20. Jahrhunderts zu entwickeln, eine bis 1970 existierende Straßenbahnlinie zum Neuen Hafen wurde gebaut, und der Bruder von Kaiser Franz Joseph, Erzherzog Ferdinand Maximilian von Österreich ließ sich auf der vor der Stadt liegenden Insel Lokrum (italienisch Lacroma) eine Sommerresidenz errichten.

### Ab 1918

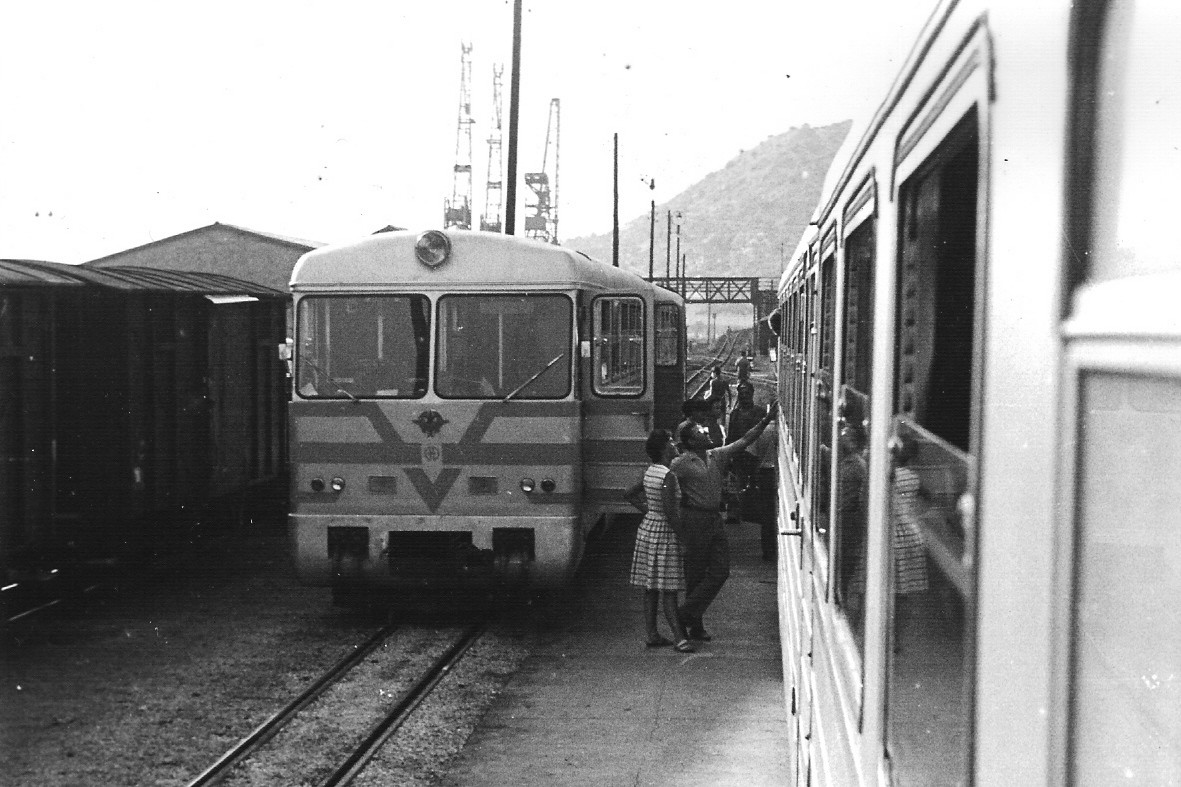
Dubrovnik war durch eine Schmalspur-Eisenbahn mit dem Hinterland verbunden.

Von 1918 bis 1941 gehörte Dubrovnik zum „ersten“ Jugoslawien. Der Tourismus entwickelte sich weiter, zunächst eher auf exklusiver Basis. Luxusvillen entstanden, wie z. B. die bis heute existierende, orientalisierende Villa Šeherezada des estnisch-amerikanischen Hotel- und Casinomillionärs William D. Zimdin östlich der Altstadt. Im Rahmen der Umstrukturierung der inneren Landesgrenzen wurde Dubrovnik 1939 aus historischen Gründen und wegen der mehrheitlich kroatischen Bevölkerung ein Teil der Banschaft Kroatien (Banovina Hrvatska).

### Neuzeit
Während des Zweiten Weltkrieges kam die Stadt zum so genannten Unabhängigen Staat Kroatien unter Ante Pavelić. Die Serben fielen der systematischen Verfolgung zum Opfer, die jüdische Bevölkerung wurde enteignet und viele wurden in Konzentrationslager in Kroatien deportiert. Während der italienischen Besetzung wurden in angelegten Internierungslagern auf der Insel Lopud bei Gruž Juden gefangen gehalten. Mit dem Vormarsch der Alliierten in Italien und auf dem Balkan war Dubrovnik ein wichtiger Hafen für den Abzug der deutschen Truppen aus Griechenland, Albanien und Italien im Jahr 1943. Um den Abzug der deutschen Wehrmacht und der verbündeten kroatischen Ustaschas zu verhindern sowie zu erschweren, wurde Dubrovnik damals mehrmals durch die Luftwaffe der USA bombardiert.
Der schwerste Luftangriff fand am 28. November 1943 statt, dabei wurde ein Bomber des Typs North American B-25 abgeschossen und stürzte über Dubrovnik ab. Bei diesem Angriff kamen um die 50 Menschen ums Leben und es gab viele Verletzte. In den Jahren 1943 und 1944 wurde Dubrovnik insgesamt 26-mal aus der Luft angegriffen und die Schäden waren enorm.
Nach 1945 blieb Dubrovnik Teil der kroatischen Teilrepublik im zweiten Jugoslawien. Im Jahr 1956 fand in Dubrovnik eine architekturhistorisch bedeutende Veranstaltung statt: der 10. (und vorletzte) aus der Reihe der CIAM-Kongresse (Congrès Internationaux d’Architecture Moderne). Die Stadt wurde in der Zeit nach dem Zweiten Weltkrieg eines der wichtigsten Ziele des Adria-Tourismus.
Im Kroatienkrieg wurde die zum Weltkulturerbe gehörende Stadt belagert und beschossen. Die Angriffe wurden im Juni 1991 durch die Jugoslawische Volksarmee (JNA) begonnen und endeten neun Monate später im Jahr 1992 nach einer Gegenoffensive. Während der Belagerung wurden zahlreiche zivile Ziele bombardiert. Laut Kroatischem Roten Kreuz kamen dabei insgesamt 114 Zivilisten ums Leben. Die materiellen Schäden sind mittlerweile fast vollständig behoben, und die Stadt gilt wieder als das beliebteste Urlaubsziel in der Region.

## Politik

### Kommunalwahlen
Bei der Kommunalwahl vom 16. Mai 2021 waren 38.500 Bürgerinnen und Bürger in Dubrovnik wahlberechtigt und aufgefordert den neuen Gemeinderat sowie den neuen Bürgermeister zu wählen, wovon 19.785 Menschen ihr Wahlrecht nutzten. Dabei gab es insgesamt 19.364 (97,87 %) gültige und 421 (2,13 %) ungültige Stimmen. Bei einer Wahlbeteiligung von 51,42 % kam es zu folgendem Ergebnis:

Wappen Dubrovniks
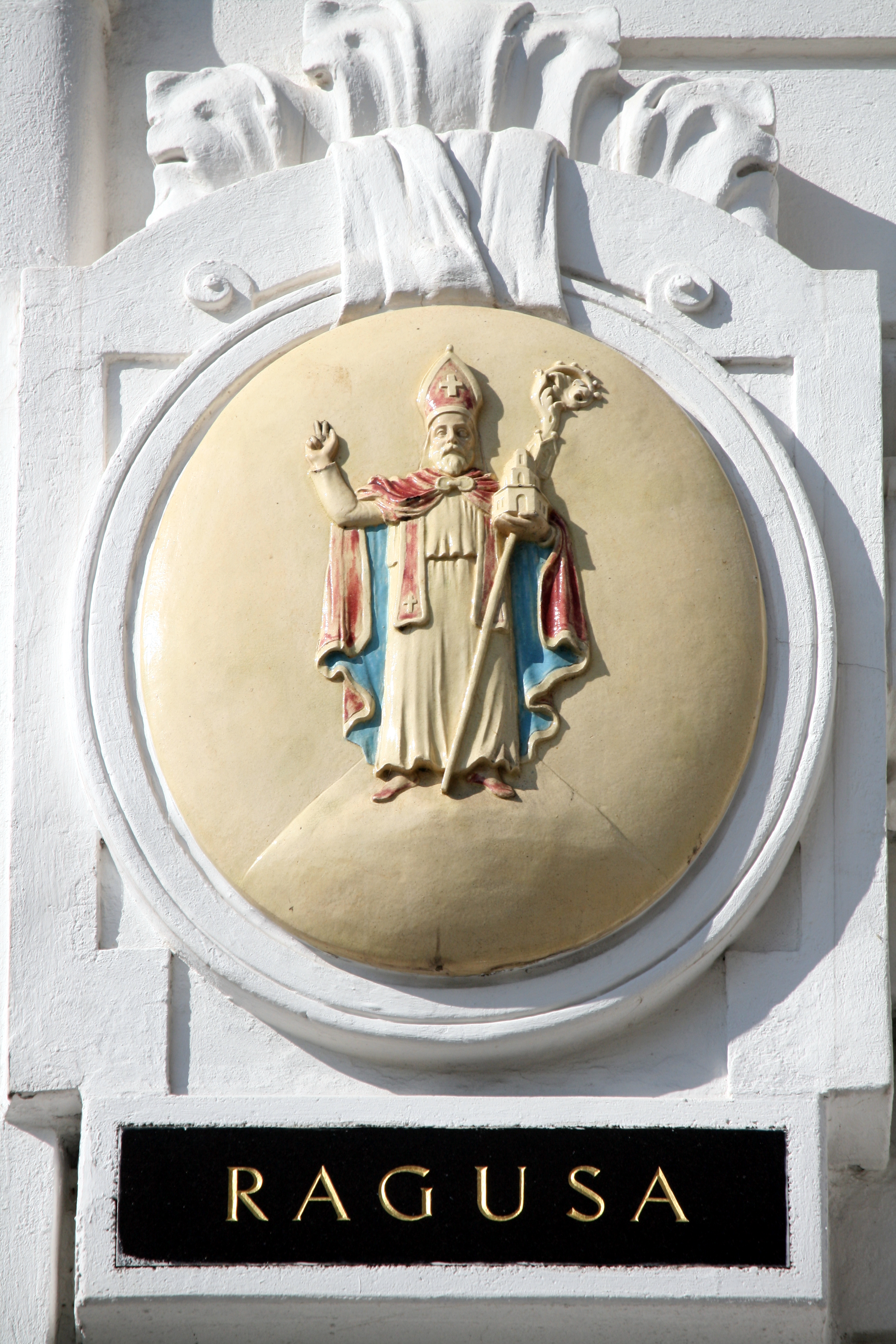
Das alte Wappen von Dubrovnik mit dem Stadtpatron St. Blasius  auf dem einst von der Marinesektion des k.u.k. Kriegsministeriums genutzten Amtsgebäude Marxergasse 2 in Wien. Im amtlichen Gebrauch der k.u.k. Marine wurden die Namen in italienischer Sprache verwendet.

| Parteien und Wählergemeinschaften | Parteien und Wählergemeinschaften                                                                                    | % 2021 | Stimmen 2021 | Sitze 2021 |
| HDZ / HS / HSU                    | Hrvatska demokratska zajednica / Hrvatski suverenisti / Hrvatska stranka umirovljenika                               | 28,8   | 5.579        | 7          |
| SJG / MOŽEMO                      | Srđ je grad / Možemo!                                                                                                | 14,2   | 2.742        | 3          |
| DDS                               | Dubrovački demokratski sabor                                                                                         | 13,9   | 2.685        | 3          |
| KLGB                              | Kandidacijska lista grupe birača – Ivica Roko                                                                        | 9,1    | 1.754        | 2          |
| DUSTRA                            | Dubrovačka stranka                                                                                                   | 8,9    | 1.733        | 2          |
| SDP GLAS                          | Socijaldemokratska partija Hrvatske / Građansko-liberalni savez                                                      | 8,4    | 1.620        | 2          |
| MOST                              | Most nezavisnih lista                                                                                                | 7,7    | 1.485        | 1          |
| HNS / HSLS / REFORMISTI           | Hrvatska narodna stranka – Liberalni demokrati / Hrvatska socijalno-liberalna stranka / Narodna stranka – Reformisti | 6,8    | 1.314        | 1          |
| DP                                | Domovinski pokret | 2,3    | 452          | 0          |
| Gesamt                            | Gesamt | 100    | 19.364       | 21         |
| Wahlbeteiligung                   | Wahlbeteiligung | 51,4 % | 51,4 %       | 51,4 %     |

### Bürgermeister
2021 wurde Mato Franković mit 7.301 Stimmen (36,9 %) für eine zweite Amtszeit bestätigt.

### Welt-Bürgermeister
Das Projekt World Mayor verlieh im Jahr 2006 der Stadt Dubrovnik und der Bürgermeisterin Dubravka Šuica den achten Platz im Ranking der Bürgermeister in der Welt. Das Ranking wurde per Internet-Abstimmung ermittelt. Mit diesem Projekt soll die Bedeutung des Bürgermeisteramtes hervorgehoben werden.

### Stadtflagge und Wappen
Die Flagge zeigt den Stadtpatron St. Blasius im Bischofsgewandt mit einem Modell des alten Stadtkerns sowie dem Bischofsstab in der linken Hand. Die rechte Hand ist zum Segen erhoben. Die Kleidung ist in den Nationalfarben rot, blau, gelb und weiß gehalten. Die Buchstaben S und B stehen als Abkürzung für lat. Sanctus Blasius bzw. kroat. Sveti Blaž. – Der Schutzpatron ist auch als Skulptur über dem westlichen Stadttor „Vrata od Pile“  in eine Nische eingearbeitet.
Im dreieckigen Wappenschild sind in Dunkelblau zwei waagerechte rote Balken dargestellt. Es ist ein Teil der Krone vom Wappen Kroatiens.

### Städtepartnerschaften

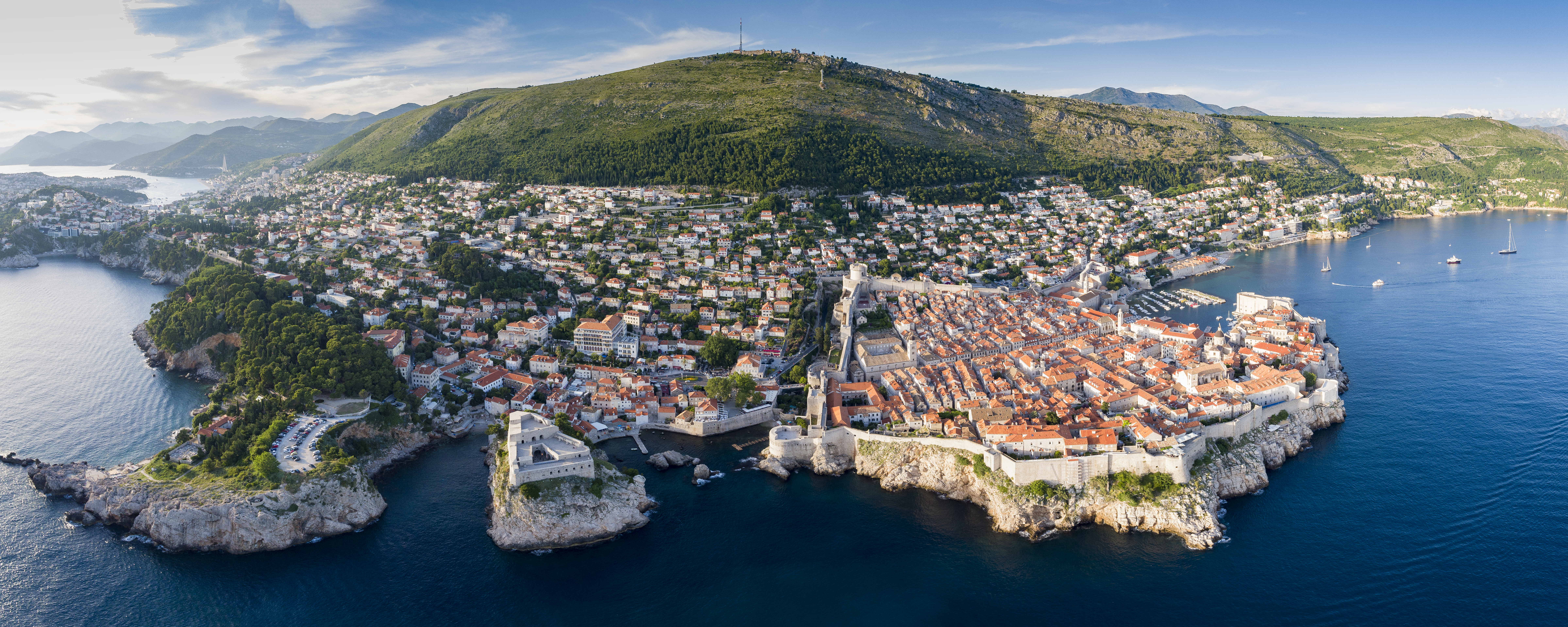
Südseite der Stadt Dubrovnik

Dubrovnik unterhält Städtepartnerschaften mit folgenden Städten:
- Ravenna (Italien), seit 1967
- Vukovar (Kroatien), seit 1993
- Graz (Österreich), seit 1994
- Helsingborg (Schweden), seit 1998
- Ragusa (Italien), seit 2000
- Bad Homburg vor der Höhe (Deutschland), seit 2002
- Sarajevo (Bosnien und Herzegowina), seit 2006
- Monterey (USA), seit 2007
- Rueil-Malmaison (Frankreich), seit 2011[11]
- Sorrent (Italien), seit 2023[12]

Zudem ist die Stadt Mitglied des Bundes der europäischen Napoleonstädte.

### Konsulate
In Dubrovnik befinden sich folgende dreizehn Auslandsvertretungen:
- Albanien
- Belgien
- Dänemark
- Estland
- Frankreich
- Vereinigtes Königreich
- Litauen
- Montenegro
- Niederlande
- Norwegen
- Russland
- Spanien
- Ungarn

## Bevölkerung

### Religion
Gemäß der Volkszählung von 2001 waren 84,57 % der Einwohner römisch-katholisch, 5,28 % muslimisch und 3,88 % gehörten der orthodoxen Glaubensgemeinschaft an. Ein kleiner Teil der Einwohner, mit 3,27 %, gab an, dass sie Agnostiker seien und 2,14 % waren Atheisten. Zum Zeitpunkt der Zählung gehörten noch 20 Menschen in Dubrovnik dem Judentum an.

### Judentum

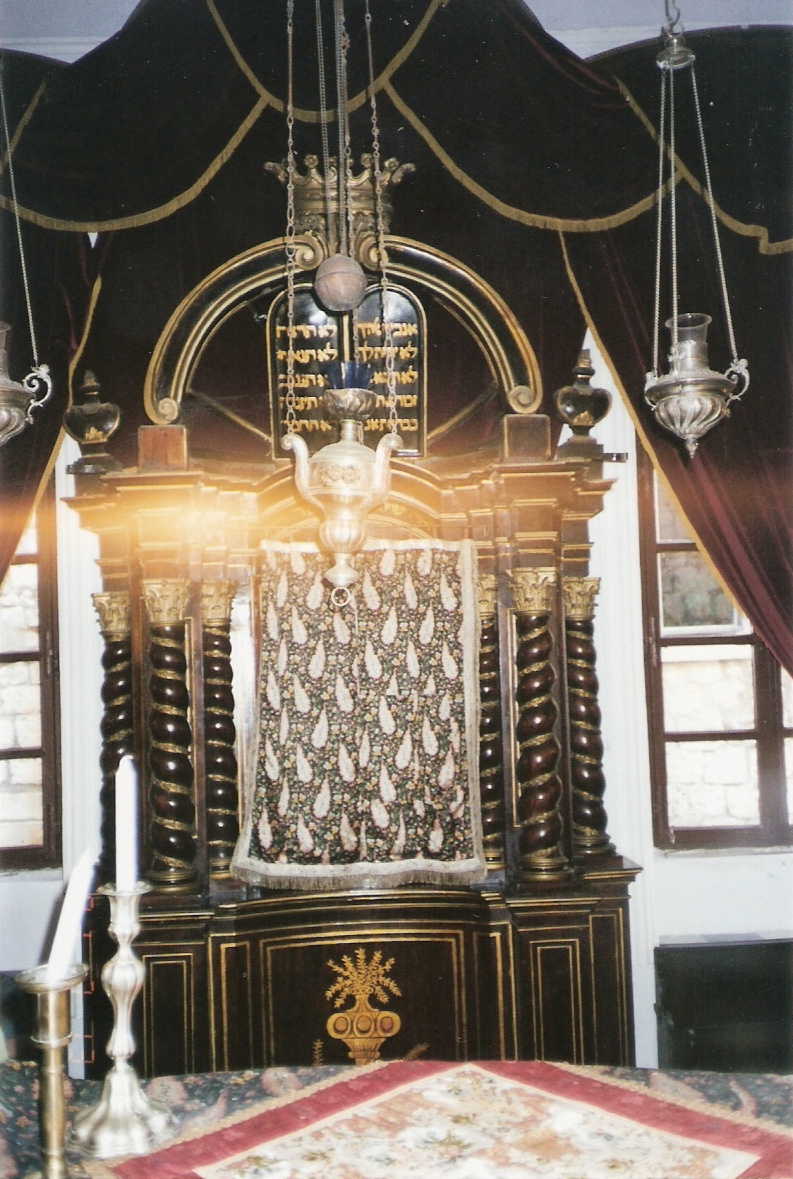
Innenansicht der Synagoge

Zum ersten Mal werden Juden im Jahr 1368 in den Archiven der Stadt Dubrovnik erwähnt. Während des 15. Jahrhunderts wurde die jüdische Bevölkerung aus Apulien, südöstlich im heutigen Italien, vertrieben und siedelten vorübergehend in der Stadt. Auch im Königreich Spanien gab es ab 1492 Vertreibungen der dort ansässigen Juden und es folgte eine Flüchtlingswelle. In der Zeit wurde Dubrovnik ein wichtiges Transitzentrum für die Geflüchteten. Im Jahr 1502 kam es zu einem Pogrom an den jüdischen Flüchtlingen in der Stadt, als eine Frau ermordet wurde und die dortigen Juden für die Ermordung verantwortlich gemacht wurden. Durch Folterungen kam es zu Geständnissen der Beschuldigten und einige von ihnen wurden auf dem Scheiterhaufen verbrannt. Weitere Flüchtlingsströme gab es ab Anfang und bis zur Mitte des 16. Jahrhunderts. Durch die osmanischen Eroberungsfeldzüge auf dem Balkan wurde der Mittelmeerhandel der Stadtrepublik erschwert und ab da durften sich Juden in Dubrovnik dauerhaft niederlassen und erhielten Zollprivilegien, um den Transithandel zu erleichtern.
Die jüdische Bevölkerung wuchs im 18. Jahrhundert weiter an. In Dubrovniks Archiven werden jüdische Schulen, Lehrer, Hochzeiten und jüdische Buchhändler erwähnt. Sie waren auch an der Gründung der ersten Seeversicherungsgesellschaften beteiligt. Mit dem wirtschaftlichen Niedergang von Dubrovnik wurden jedoch allen ausländischen Bürgern Beschränkungen auferlegt. Juden durften keinen Handel mehr treiben und konnten nur noch Lehrer, Ärzte oder Helfer sein.
Nachdem das Königreich Jugoslawien Im April 1941 kapitulierte wurde Dubrovnik zunächst von italienischen Truppen besetzt, gehörte jedoch administrativ zum unabhängigen kroatischen Staat. Jüdisches Eigentum wurde beschlagnahmt und einige wurden in Konzentrationslager in Kroatien deportiert. Die Italiener erlaubten keine Massendeportationen, so dass viele Flüchtlinge aus anderen Teilen Jugoslawiens nach Dubrovnik geflüchtet waren. Im Jahr 1942 wurden etwa 750 Juden in den Internierungslagern auf der Insel Lopud untergebracht. Nach der Kapitulation Italiens konnten die noch verbliebenen Juden in befreite Gebiete der Partisanen gebracht werden.
Im Jahr 2021 lebten noch 18 Juden in der Stadt.

### Bevölkerungsentwicklung
Bei der Volkszählung von 2001 waren von insgesamt 43.770 Einwohnern in Dubrovnik 38.690 (88,39 %) Kroaten, 1.426 (3,26 %) Serben, 1.387 (3,17 %) Bosniaken, 242 (0,55 %) Montenegriner, 92 (0,21 %) Slowenen und 36 (0,08 %) Italiener. Nach der Volkszählung 1991, kurz vor Ausbruch des Kroatienkrieges, waren es noch mit allen Stadtteilen zusammen 51.597 Einwohner gewesen.
Im Jahr 2011 lebten in der Stadt 38.498 (90,34 %) Kroaten, 1.499 (3,52 %) Bosniaken, 1.164 (2,73 %) Serben, 194 (0,46 %) Montenegriner und 78 (0,18 %) Slowenen.
| Bevölkerungsentwicklung | Bevölkerungsentwicklung | Bevölkerungsentwicklung | Bevölkerungsentwicklung | Bevölkerungsentwicklung | Bevölkerungsentwicklung | Bevölkerungsentwicklung | Bevölkerungsentwicklung | Bevölkerungsentwicklung | Bevölkerungsentwicklung | Bevölkerungsentwicklung | Bevölkerungsentwicklung | Bevölkerungsentwicklung | Bevölkerungsentwicklung | Bevölkerungsentwicklung | Bevölkerungsentwicklung | Bevölkerungsentwicklung | Bevölkerungsentwicklung |
| ----------------------- | ----------------------- | ----------------------- | ----------------------- | ----------------------- | ----------------------- | ----------------------- | ----------------------- | ----------------------- | ----------------------- | ----------------------- | ----------------------- | ----------------------- | ----------------------- | ----------------------- | ----------------------- | ----------------------- | ----------------------- |
| 1857                    | 1869                    | 1880                    | 1890                    | 1900                    | 1910                    | 1921                    | 1931                    | 1948                    | 1953                    | 1961                    | 1971                    | 1981                    | 1991                    | 2001                    | 2011                    | 2021                    |                         |
| 6451                    | 6032                    | 8460                    | 8531                    | 10671                   | 11823                   | 10425                   | 14137                   | 15875                   | 18286                   | 22210                   | 30161                   | 41864                   | 47348                   | 30436                   | 28434                   | 26922                   |                         |

Die Stadt Dubrovnik hat sich seit 1880 bis 1991 verfünffacht. Mittlerweile ist auch hier ein deutlicher Bevölkerungsrückgang, wie in ganz Kroatien, deutlich zu erkennen.
Heute identifizieren sich die meisten Einwohner der Stadt als Kroaten. Die ersten Siedler von Dubrovnik waren aber vermutlich die Römer oder Illyrer. Die romanische Bevölkerung sprach damals die dalmatische Sprache, genauer gesagt dessen ragusäischen Dialekt. Beide gelten seit Ende des Mittelalters als ausgestorben.

## Kultur und Sehenswürdigkeiten
Dubrovnik gilt als eine der schönsten Städte des Mittelmeerraumes und ist ein Zentrum des Fremdenverkehrs. Die Stadt entwickelt sich zunehmend zu einem Treffpunkt des internationalen Jetsets und der High Society. Die Altstadt ist autofrei bis auf limitierten Liefer- und Anwohnerverkehr; in der Nähe zur Altstadt ist das Parkplatzangebot sehr begrenzt.

### Kirchen und Klöster
- Die Kathedrale Mariä Himmelfahrt befindet sich im historischen Zentrum südlich des Fürstenpalastes und ist eine dreischiffige Längsbasilika in Form eines lateinischen Kreuzes mit einer Kuppel an der Kreuzung. Sie wurde vom Architekten Andrea Buffalini im Stil des römischen Barocks entworfen und von den Baumeistern Andreotti, Bazzi, Napoli und Katičić zwischen 1672 und 1713 erbaut. Die Hauptfassade ist typisch für die italienischen Barockkirchen des 17. Jahrhunderts. Das Gotteshaus ist bereits die dritte Kirche an dieser Stelle. Zwischen dem 7. Und 8. Jahrhundert stand eine der Vorgängerkirchen an diesem Ort. Durch archäologische Untersuchungen und Ausgrabungen im Jahr 1979 wurde dies bewiesen.[21]
- Die Kirche und der Friedhof des Heiligen Michael im Stadtbezirk Lapad war im 19. Jahrhundert der Hauptfriedhof der Stadt Dubrovnik. Die Kirche wurde im Jahr 1282 zum ersten Mal urkundlich erwähnt. Das Gotteshaus erlebte architektonische Veränderungen im 15. und 16. Jahrhundert und weitere Umbauten wurden im 19. und 20. Jahrhundert durchgeführt.[22]
- Sankt Blasius (Sveti Vlaho): Nachdem 1706 die Kirche des Schutzheiligen der Stadt, Blasius, aus dem 14. Jahrhundert niedergebrannt war, wurde  an derselben Stelle 1715 die dreischiffige Barockkirche errichtet. Am Hochaltar steht die vergoldete Statue des Heiligen, der ein Modell der mittelalterlichen Stadt trägt.[23]
- Das Dominikanerkloster (Ulica iza medja) wurde im 13. Jahrhundert gegründet und im 14. und 15. Jahrhundert erbaut, danach mehrfach umgebaut. Ebenso wie der Glockenturm weist die Kirche romanische, gotische und barocke Stilelemente auf. Sie enthält wertvolle Gemälde, darunter die Kreuzigungsgruppe von Paolo Veneziano (um 1350) oder die „Heilige Magdalena mit Sankt Blasius“ von Tizian. Die reich verzierten Arkaden des Kreuzgangs stehen im Übergang von der Gotik zur Renaissance.[24]
- Das Dominikanerkloster aus dem 15. Jahrhundert befindet sich im nordwestlichen Teil der Gruška-Bucht, direkt neben der Küstenstraße. Der zentrale Teil der Klosteranlage besteht aus der Kirche des Heiligen Kreuzes mit Glockenturm, einem Kreuzgang sowie dem Nord- und Westflügel des Klosters. Im 16. Jahrhundert wurden die Gebäude des Klosters erweitert. Während dem Erdbeben von 1667 erlitt es schwere Schäden und wurde danach wieder komplett restauriert, Während des Zweiten Weltkrieges wurde die Anlage bei einem Luftangriff der Alliierten ebenfalls schwer beschädigt und nach Ende des Krieges folgten umfangreiche Renovierungsarbeiten.[25]
- Das Franziskanerkloster stammt aus dem 14. Jahrhundert. Über dem spätgotischen Südportal der Kirche befindet sich eine Pietà der Brüder Petrović. Im Inneren ist eine Kanzel aus dem 15. Jahrhundert und das Grab des Dichters Ivan Gundulić zu sehen. Der in der ersten Hälfte des 14. Jahrhunderts erbaute Kreuzgang ist romanisch und wurde teilweise im 15. Jahrhundert im gotischen Stil restauriert.[26]  Im Inneren befindet sich eine mittelalterliche Apotheke, aus dem Jahr 1317, eine der ältesten Europas.[27]
- Die aus dem Mittelalter stammende Synagoge, die noch heute genutzt wird. Sie wurde im Stil der barocken Synagogen Italiens im 14. Jahrhundert erbaut und befindet sich im dritten Stock eines schmalen und länglichen Gebäudes in der jüdischen Straße. Die Büros der noch heute tätigen jüdischen Gemeinde befinden sich im zweiten Stock. Die Innenausstattung im Barockstil wurde im Jahr 1652 fertiggestellt und ist bis heute erhalten geblieben.[28]
- Die Allerheiligenkirche Domino befindet sich im zentralen Teil des historischen Kerns der Stadt Dubrovnik und ist heute in einem rechteckigen Wohngebäude integriert. Die erste schriftliche Erwähnung  des Gotteshauses war im Jahr 1272. Die Kirche wurde 1667 beim damaligen Erdbeben zerstört und zwischen 1675 und 1709 wieder aufgebaut. Der Innenraum ist im Stil des Barock. Das Kirchengebäude ist ein einschiffiges Längsgebäude aus massivem Mauerwerk mit gleichmäßiger Ausrichtung und gepflastertem Boden, unter dem sich eine große Krypta befindet.[29]

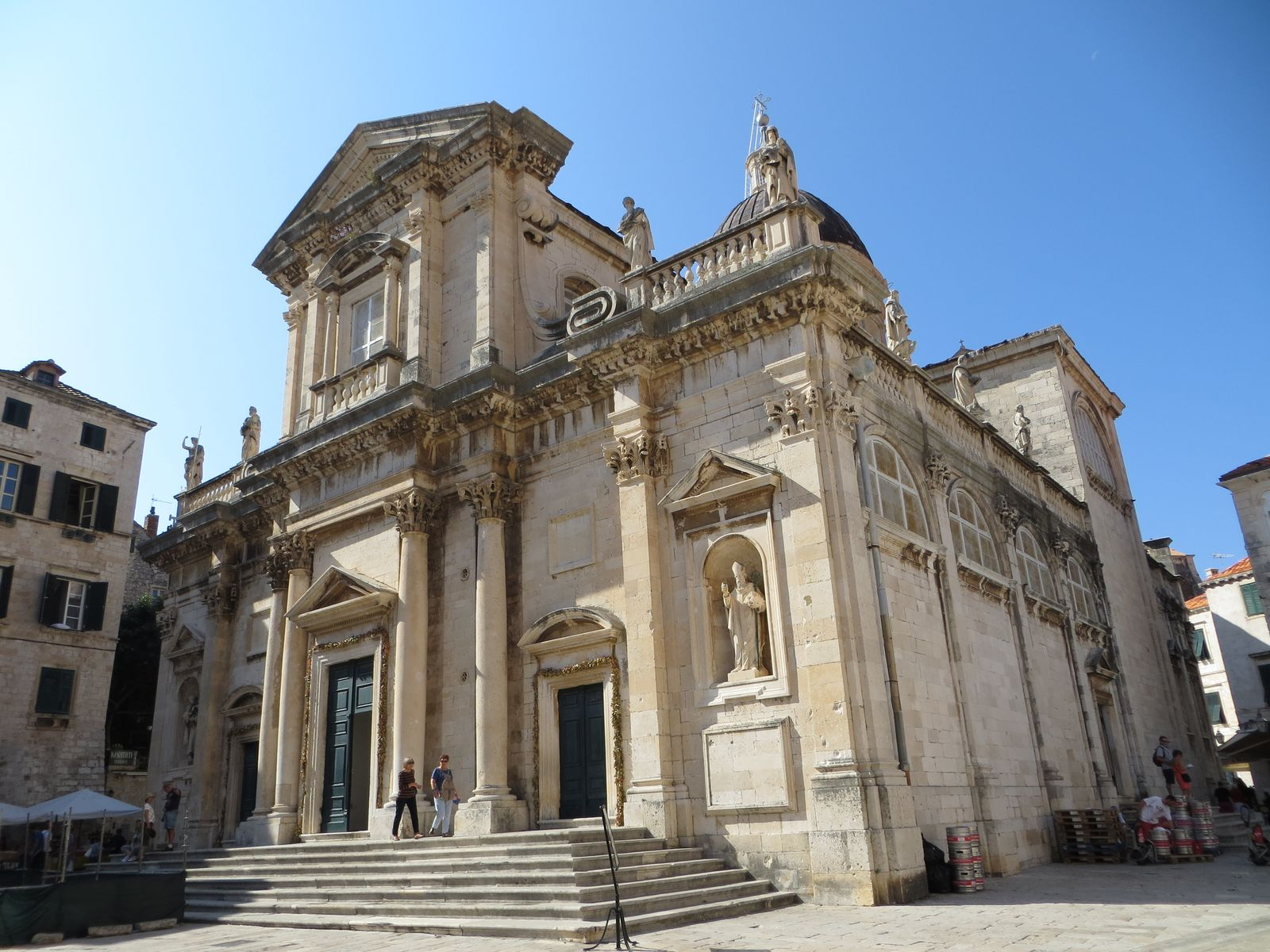
Kathedrale von Dubrovnik
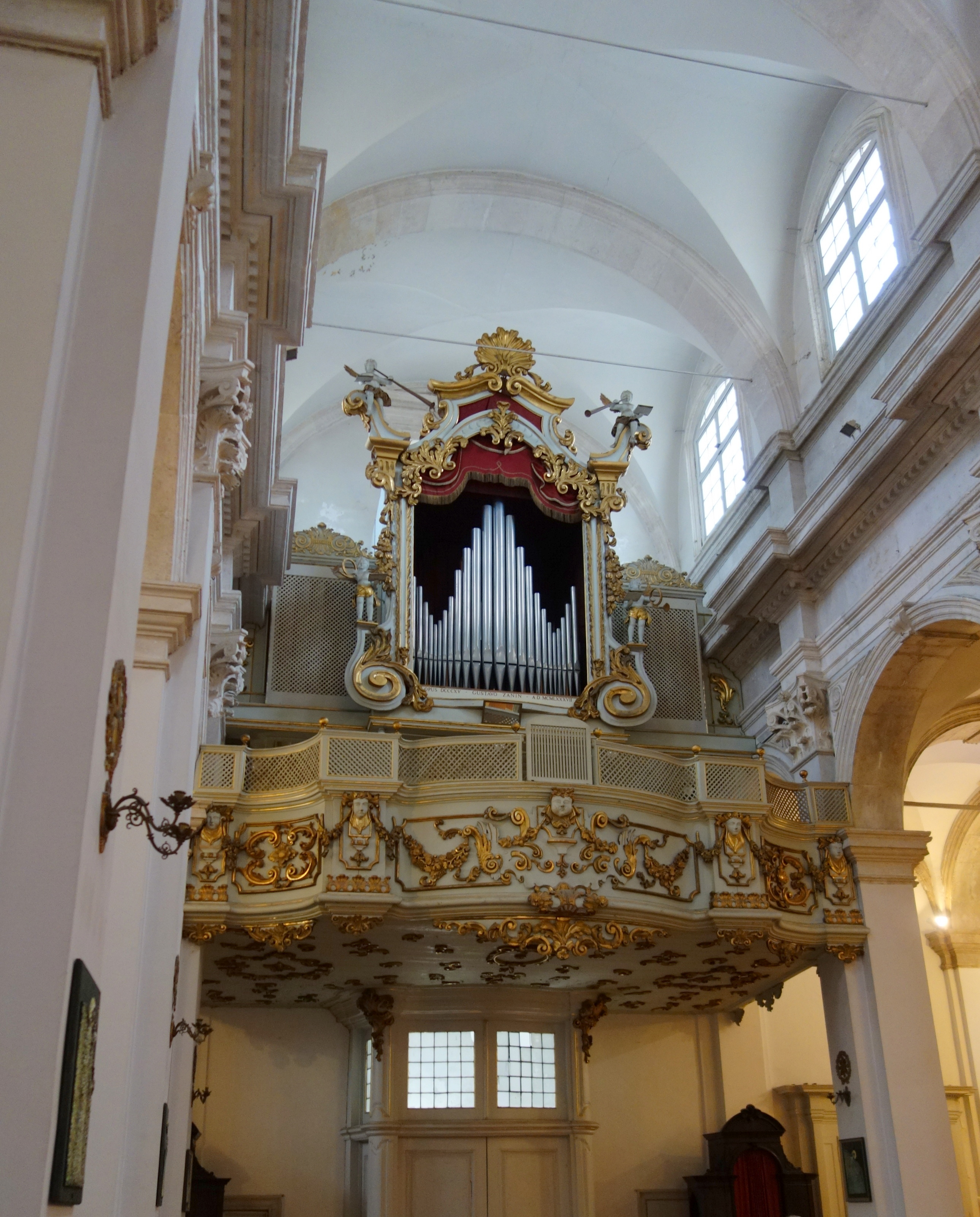
Orgel in der Kathedrale
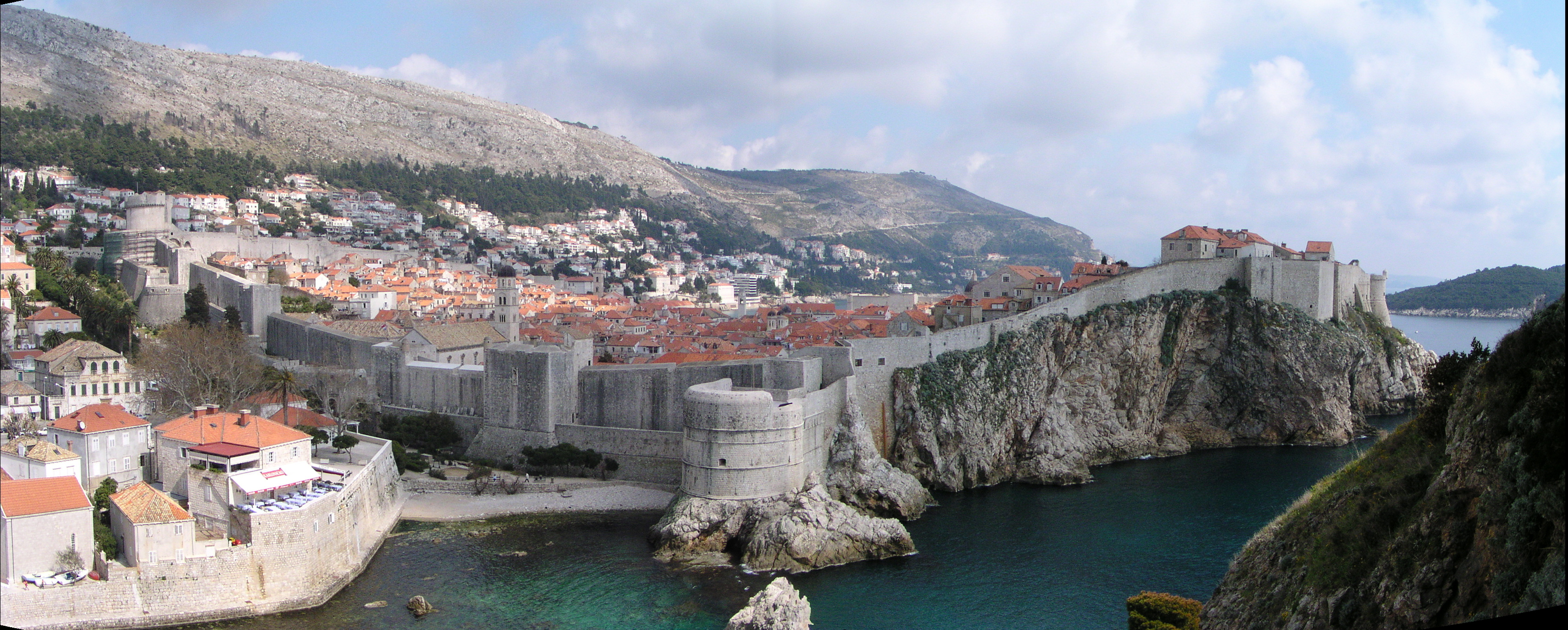
Stadtmauer von Dubrovnik
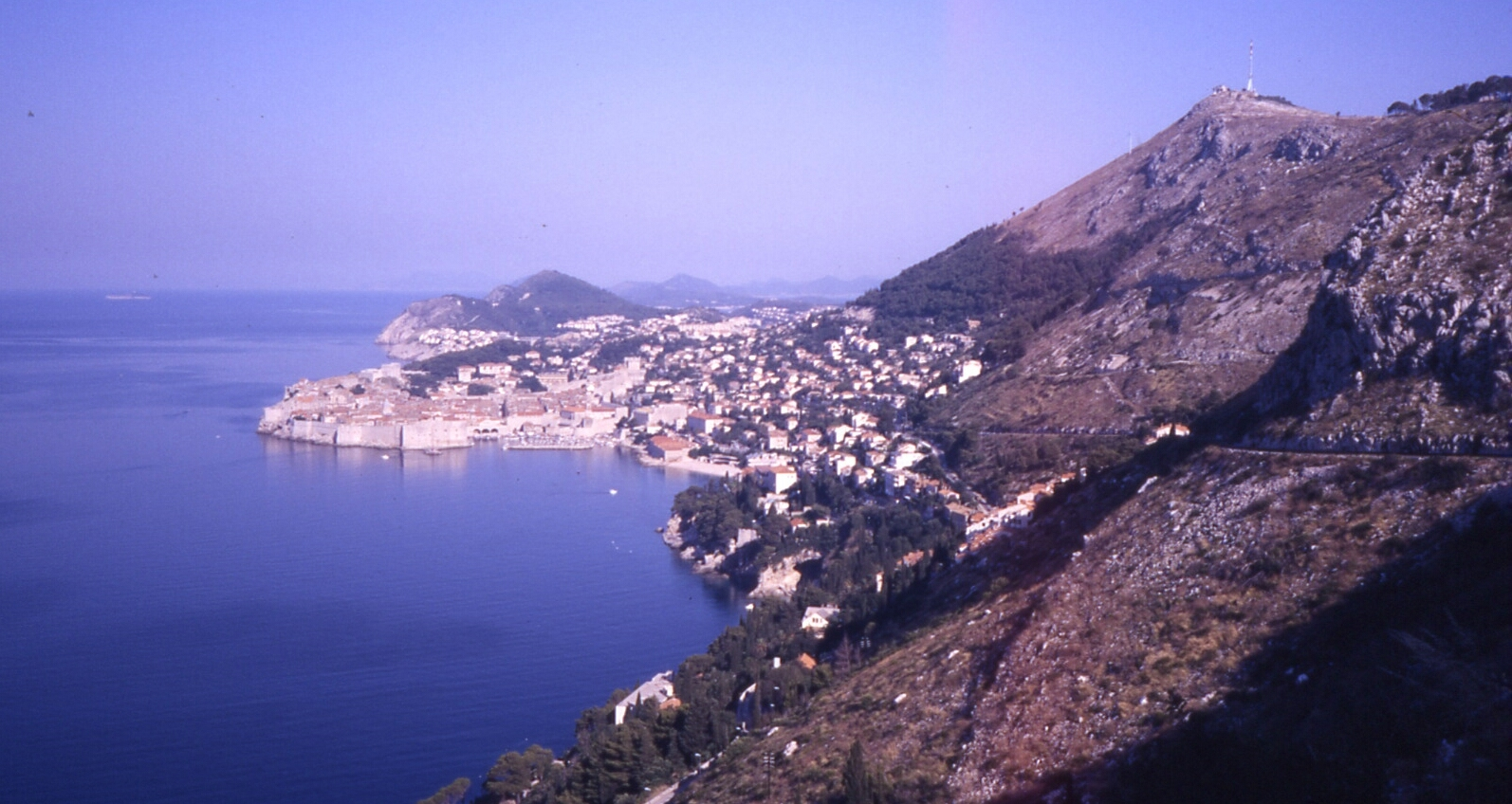
Blick von oben (1987)
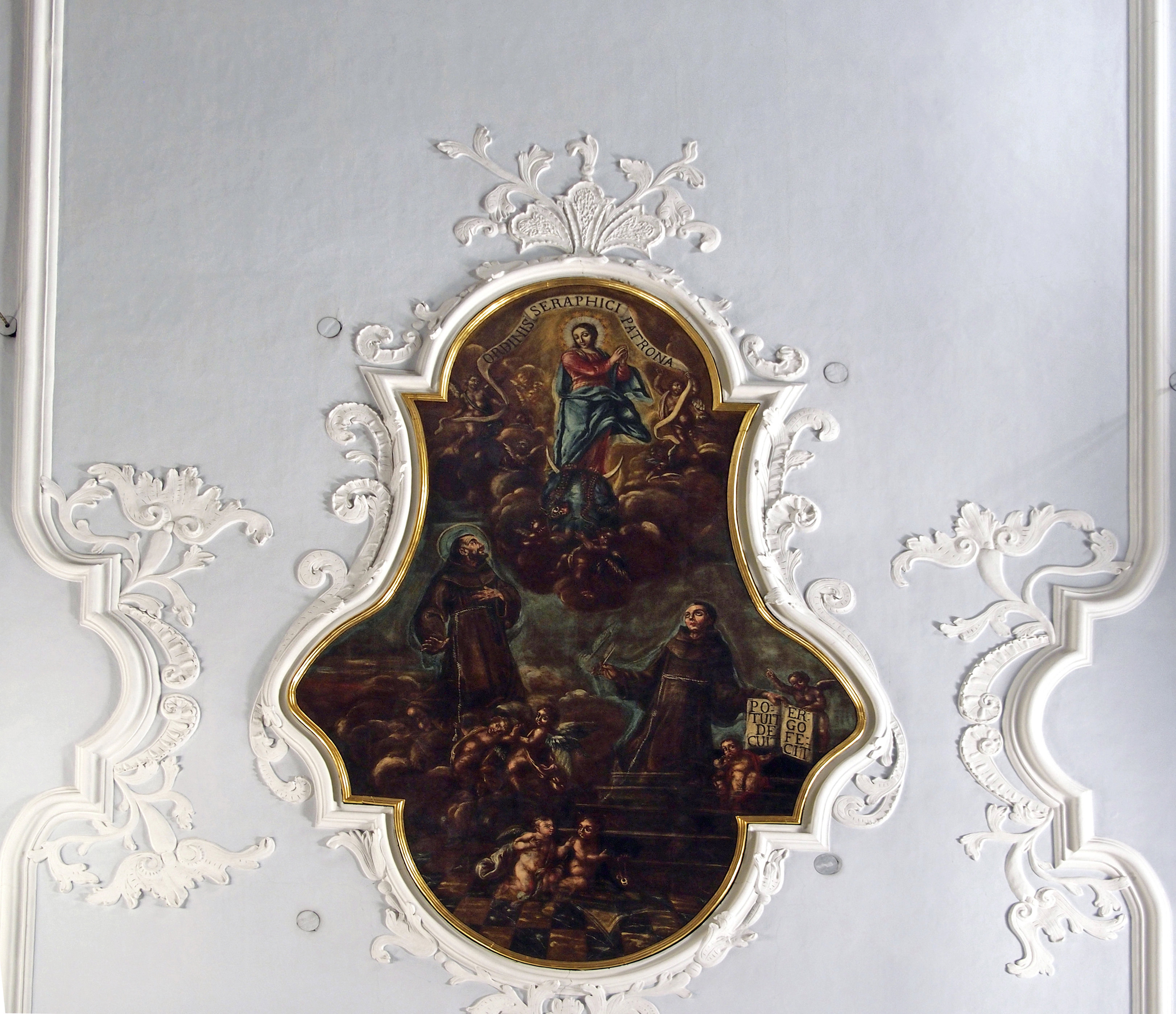
Decke der Kirche im Franziskanerkloster
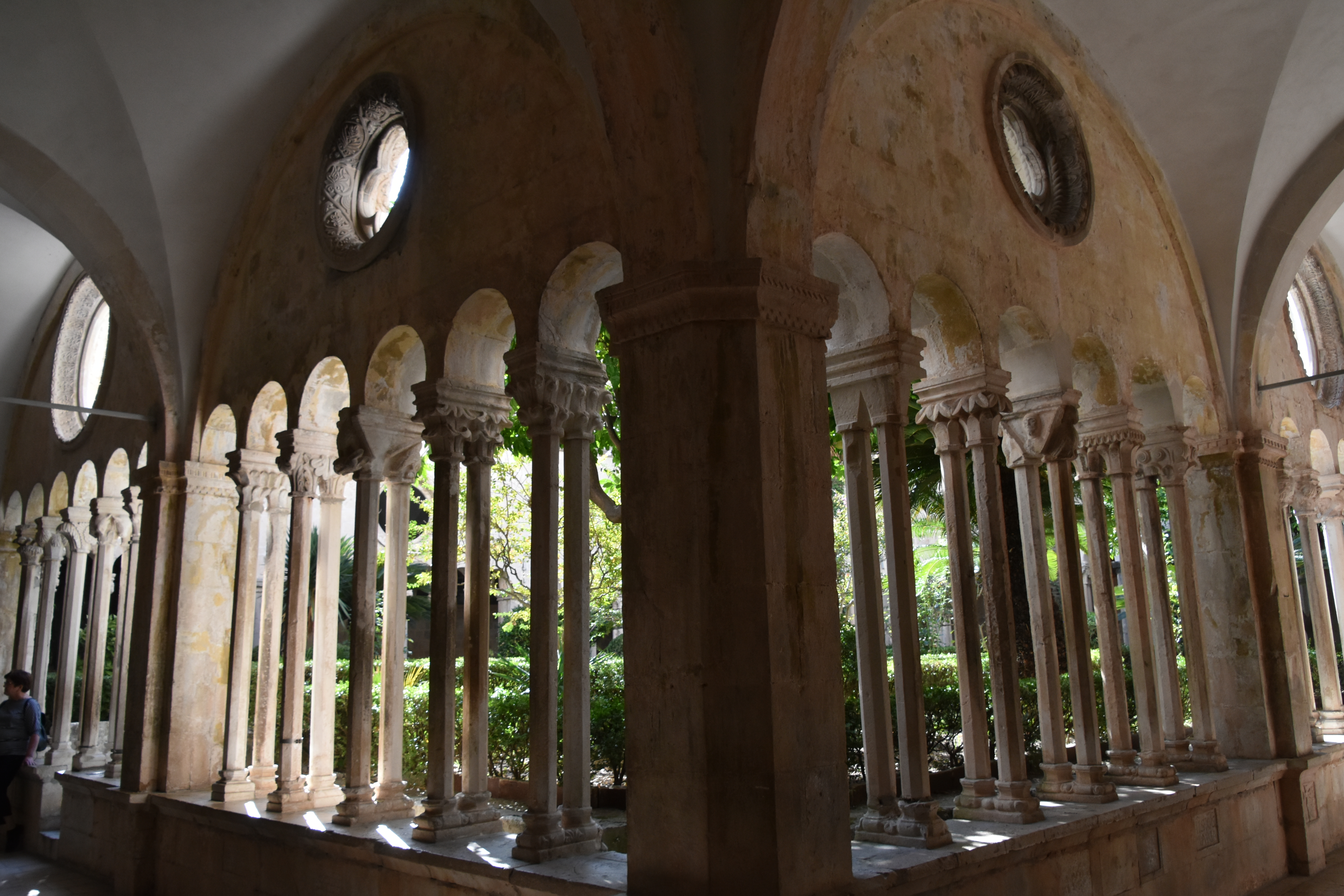
Kreuzgang des Franziskanerklosters
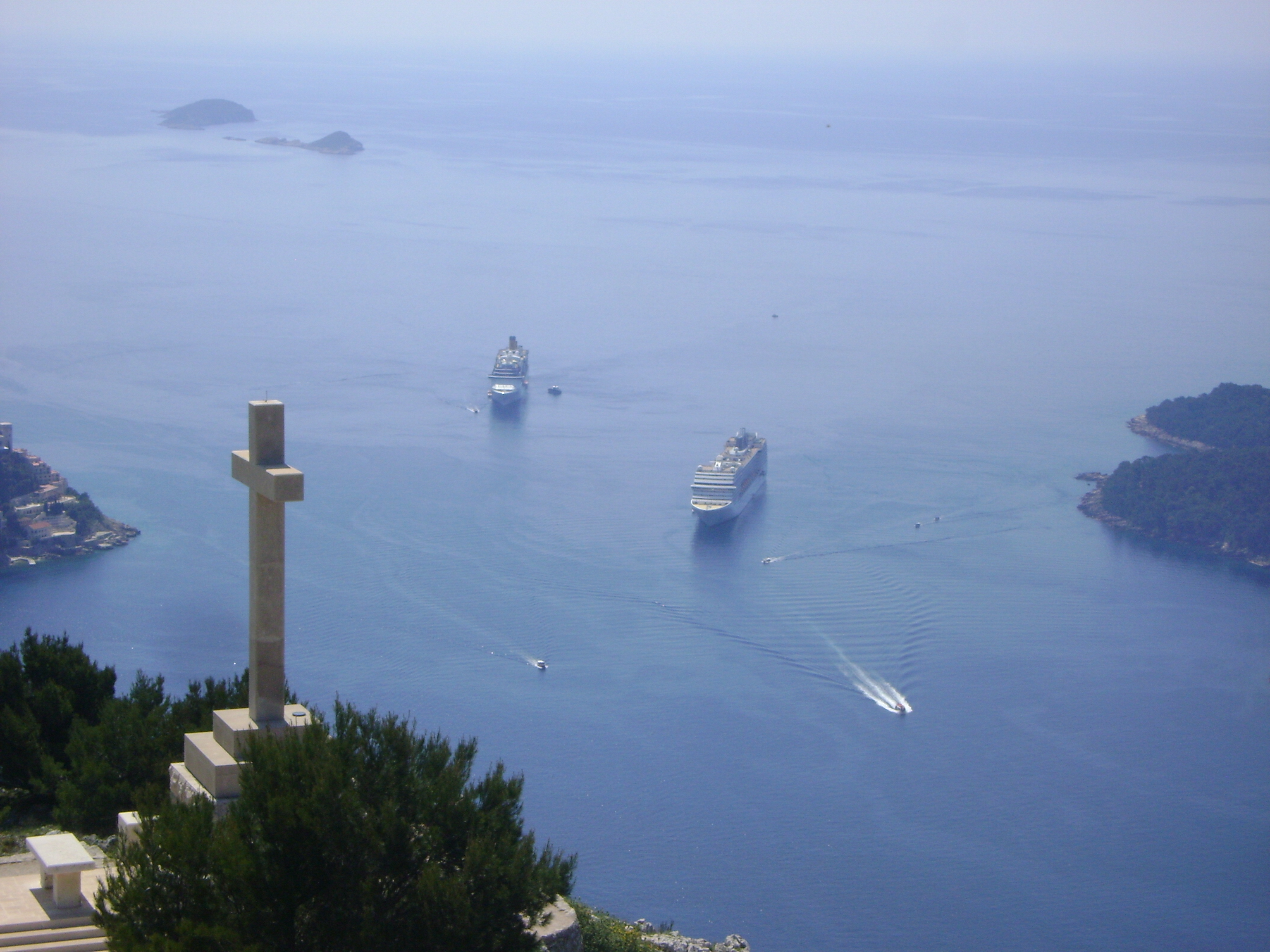
Blick vom Hausberg Srđ auf vor der Altstadt liegende Kreuzfahrtschiffe

- Das Benediktinerkloster des Heiligen Peter Jakov wurde 1222 gegründet und befindet sich bei Višnjica am östlichen Ende der Stadt, oberhalb der Küste. Die Klosteranlage schafft einen außergewöhnlichen landschaftlichen, kulturellen und historischen Wert. Die Kirche des Klosters, die sich auf der Nordseite des Komplexes befindet, ist ein einschiffiges Gebäude mit einer rechteckigen Apsis. An der südwestlichen Ecke des Komplexes befindet sich ein viereckiger Turm und der Glockenturm befindet sich an der Kreuzung des Nord- und Westflügels. Sein heutiges Aussehen bekam die Anlage zu Beginn des 16. Jahrhunderts.[30]
- Im Jahr 1683 wurde die kleine Kirche des Heiligen Johannes des Täufers errichtet und befindet sich am Ende der Srednji-Kono-Straße. Der einschiffige Steinbau hat einen rechteckigen und tonnenförmigen Grundriss mit Satteldach und Kuppel. Die symmetrisch gestaltete Hauptseite ist offen mit einem Portal, einer Rosette und einem Glockenturm. Im Inneren befindet sich ein wertvolles Altarbild eines Malers und ein sekundäres eingebautes romanisches Relief aus dem 12. Jahrhundert.[31]
- Aus dem Spätmittelalter liegt in einer Straßenreihe, nördlich der Festung Revelin und in der Nähe der Altstadt, die Kirche des Heiligen Lazar von Dubrovnik. Das Gebäude hat einen rechteckigen Grundriss mit halbkreisförmiger Apsis sowie einer regelmäßigen Ausrichtung mit einer Giebelfassade zur Straße hin. Der Innenraum ist mit einem Tonnengewölbe überwölbt und die Wände der Fassade weisen eine unebene Struktur auf. In der Kirche führen zwei Stufen zu einem Portal aus einfachem Rahmen mit halbkreisförmiger Lünette. Bis zum Jahr 1463 bildete das Gotteshaus zusammen mit dem Nachbarhaus einen Zufluchtsort für Kranke und Infizierte der Pest.[32]
- Im Vorort Gorica, in direkter Lage an der Küste und mit Blick auf das Meer, existierte die erste außerhalb der Stadt erbaute Heiligenkirche laut Schenkungsdokumenten bereits im Jahr 1255. Neben der Kirche gab es auch eine Einsiedelei für ältere Menschen. Die heutige Kirche wurde im Jahr 1857 auf den Resten der Vorgängerkirche erbaut. Das Gebäude mit rechteckigem Grundriss und halbrunder Apsis, beinhaltet einen Hauptteil mit einem Portal und einer Rosette und endet mit einem Glockenturm. Im Jahr 2010 folgten an der Kirche umfangreiche Renovierungsarbeiten und Restaurierungen.[33]

### Stadtmauer und Festungen
- Die Stadtmauern von Dubrovnik sind 1940 Meter lang sowie bis zwischen drei und sechs Meter breit und (gegen eine Gebühr) komplett begehbar. Sie sind das besterhaltene Fortifikationssystem in Europa und umfassen einen perfekt erhaltenen Komplex öffentlicher und privater, sakraler und säkularer Bauwerke aus allen Perioden der Stadtgeschichte, beginnend mit seiner Gründung im 7. Jahrhundert.[34]
- Die kaiserliche Festung, das Fort Imperial, wurde von den Franzosen zwischen 1806 und 1812, auf dem Srđ-Plateau über der Stadt, erbaut. Die Verteidigungsanlage besteht aus einer zentralen Kaserne, einem zweistöckigen Kastell und zwei seitlich angeordneten massiven Bastionen. Diese drei Teile des Komplexes der Festung sind durch einen geschützten Weg, entlang der nördlichen Landesseite, miteinander verbunden. Südlich der Kaserne befindet sich zum Schutz des Festungseingangs ein Verteidigungselement mit polygonalem Grundriss.[35]
- Die Festung Lovrijenac liegt westlich der Altstadt auf einem 37 Meter hohen Felsen. Die Inschrift auf der Festung „Non bene pro toto libertas venditur auro“ bedeutet zu Deutsch „Die Freiheit wird nicht für alles Gold der Welt verkauft“. 1301 wurde diese erstmals in einem offiziellen Dokument erwähnt. Im Laufe der Zeit wurde die Anlage bis zum Ende des 17. Jahrhunderts ständig befestigt und erweitert. Die Festung hat die Form eines Dreiecks, das so konzipiert ist, dass sich um das zentrale Atrium mit einer Zisterne im Erdgeschoss stufenweise Festungsräume befinden. Hier waren die Soldaten untergebracht und Kanonen sowie andere Waffen gelagert. Das Festungssystem von Dubrovnik ist eines der vielen Wahrzeichen der Stadt.[36]
- Die monumentale Festung Revelin aus dem 14. und 15. Jahrhundert steht am östlichen Teil der Altstadt von Dubrovnik. In der Zeit von 1539 bis 1605 entstand nach dem Entwurf des italienischen Baumeisters aus Bergamo Antonio Ferramolino das heutige Aussehen der Festungsanlage. Das Erdgeschoss der Anlage befindet sich auf der Höhe des Stadtgrabens mit einem System aus Kasematten und das hohe erste Stockwerk ist ein durch Arkaden getrennter dreischiffiger Raum. Die Spitze der Festung wird von einer großzügigen Terrasse mit starken Brüstungen gebildet. Innerhalb der Festung befindet sich auf der Südseite auch ein weitläufiges Plateau, der Waffenplatz, der durch zwei Brücken mit der Stadt und dem Vorort Ploče verbunden ist.[37]

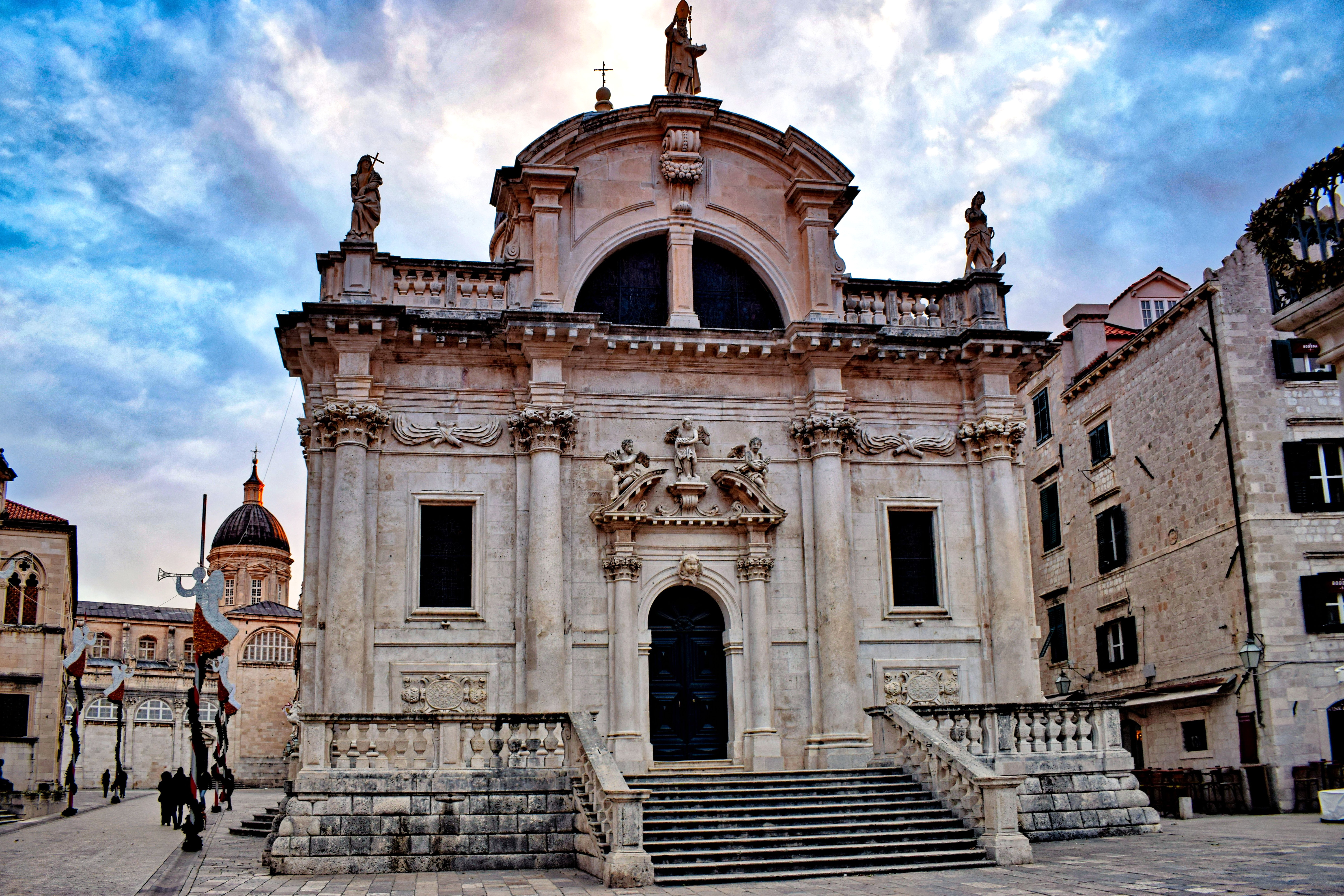
Kirche des Heiligen Blasius
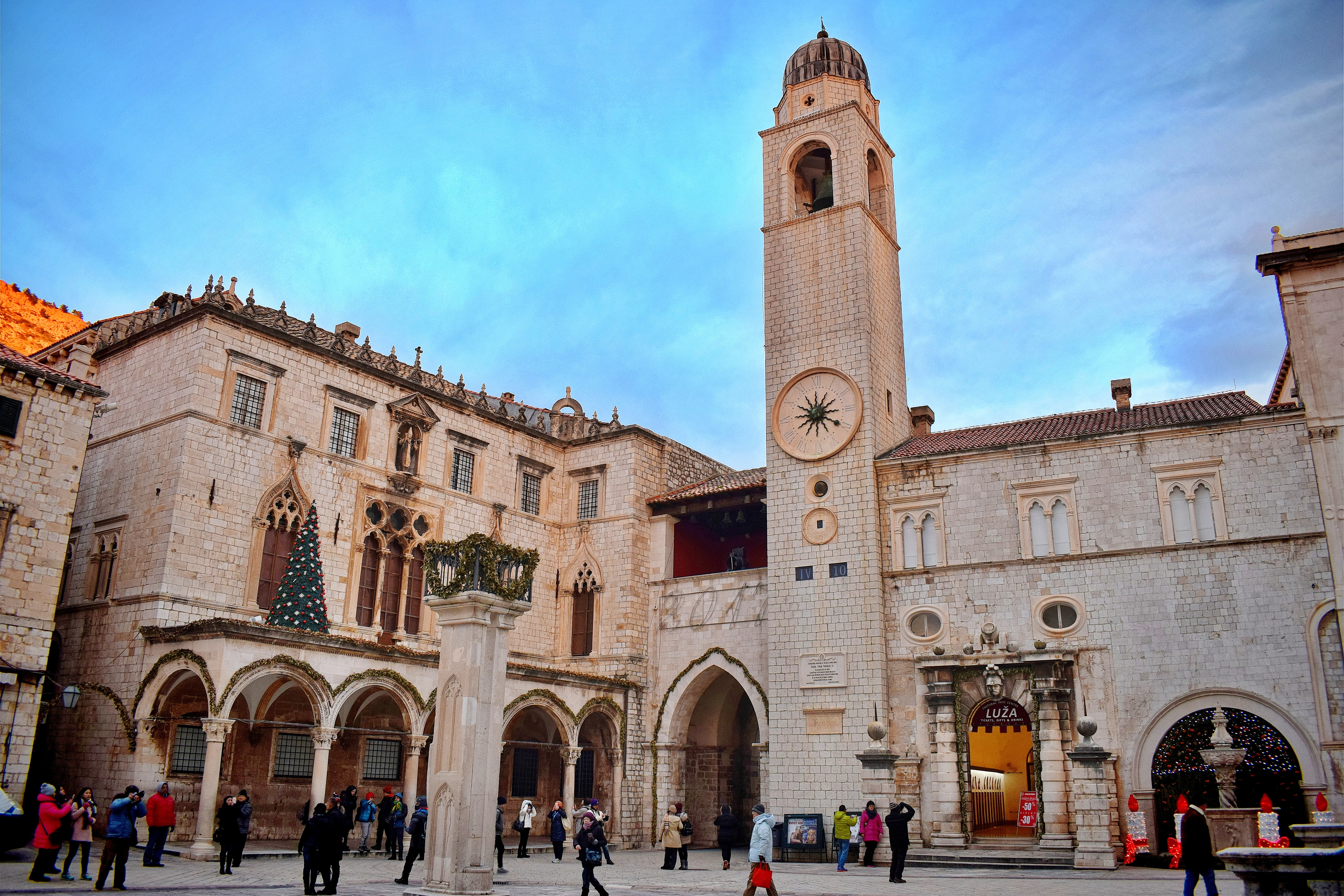
Die Placa in der Altstadt
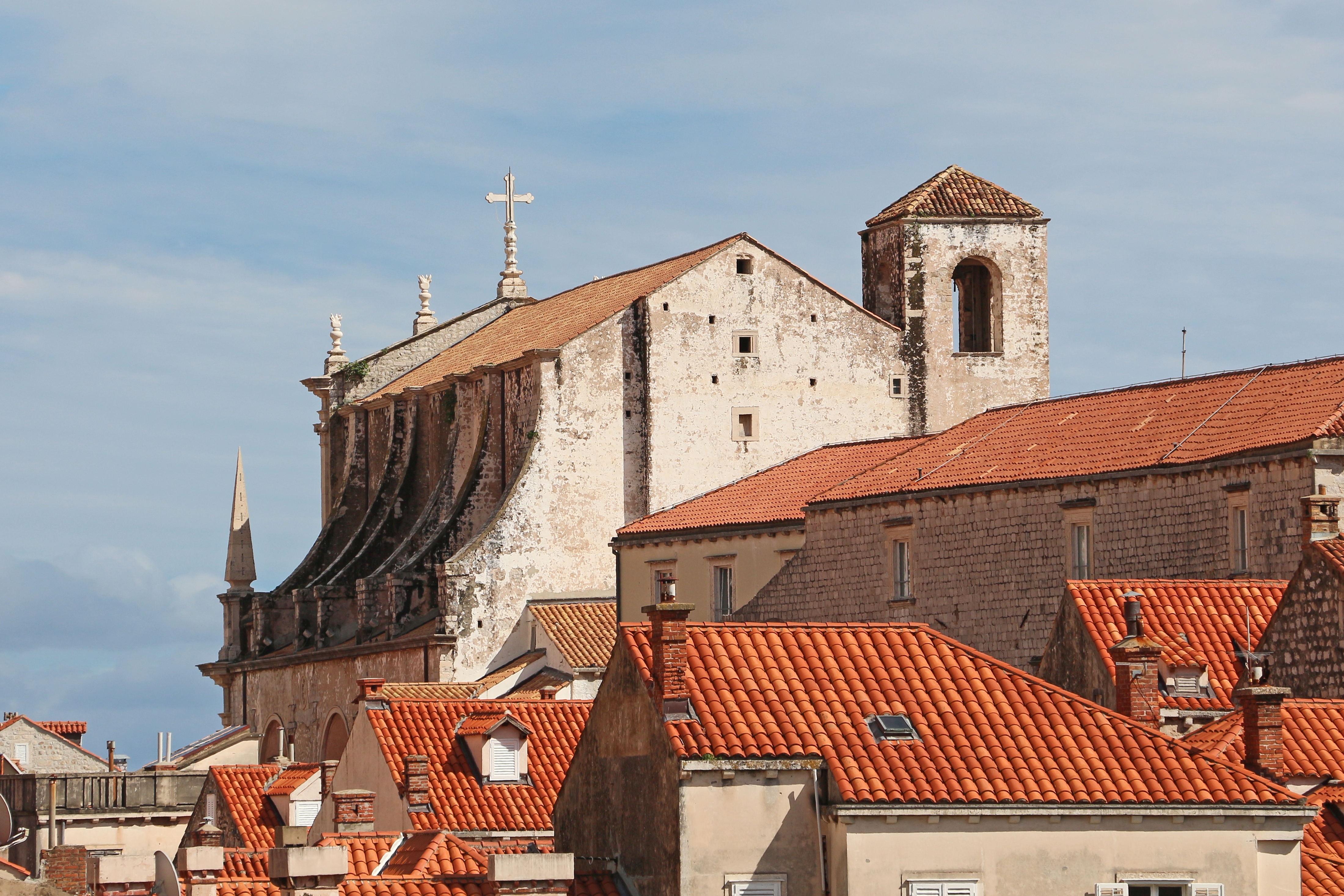
Kirche des Heiligen Ignatius
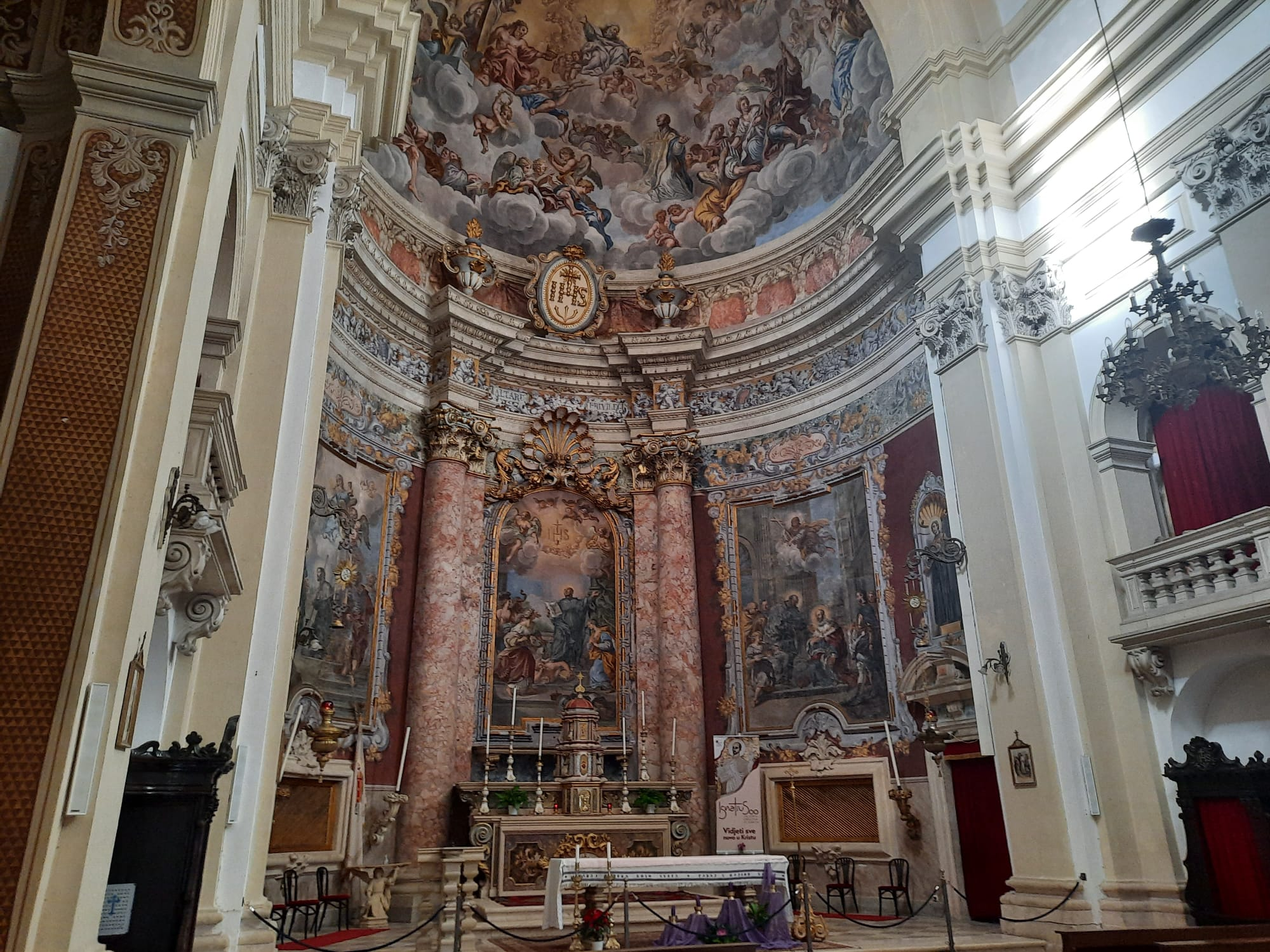
Altar der Ignatiuskirche
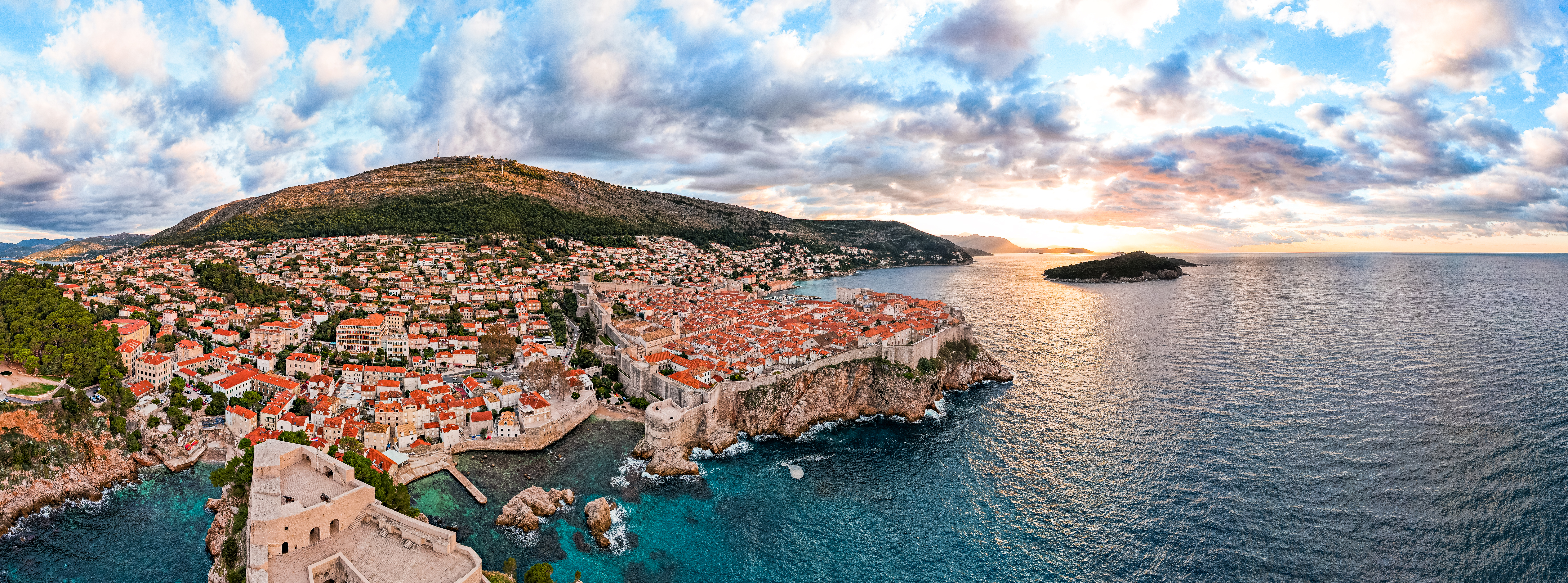
Dubrovnik am Morgen aus der Luft
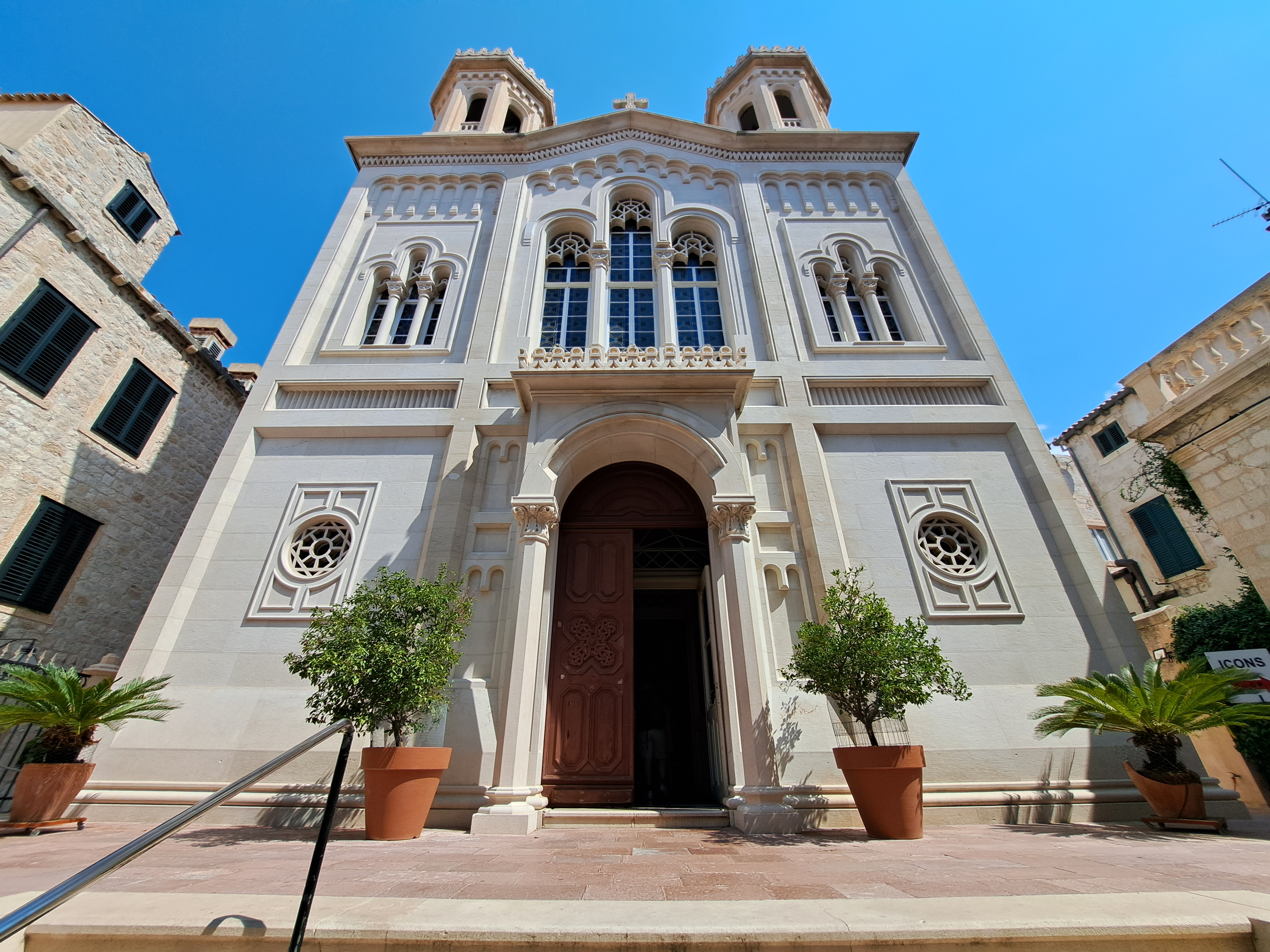
Orthodoxe Kirche
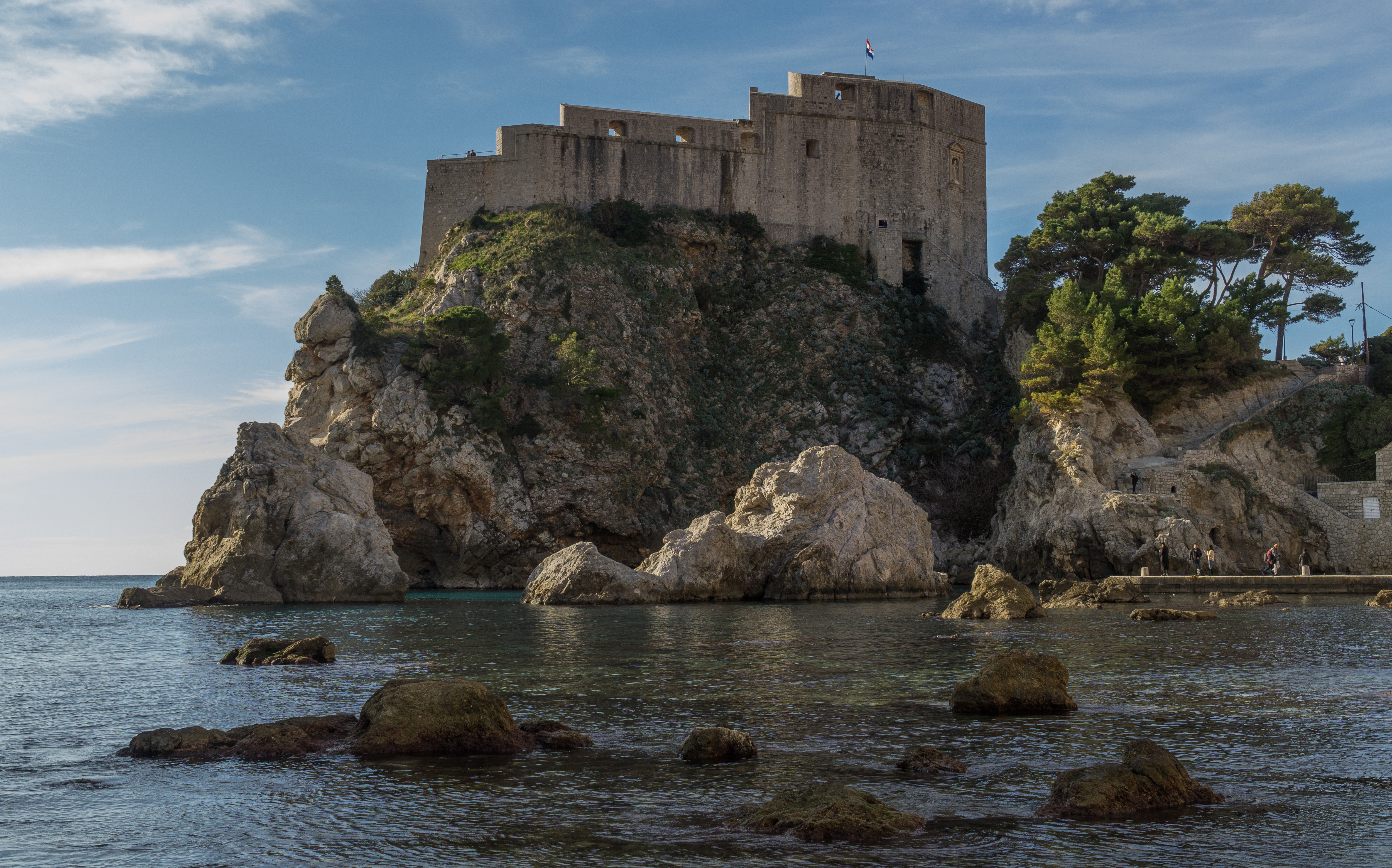
Festung Lovrijenac

- Aus dem Jahr 1806 befindet sich die Festung Delgorgue auf dem Hügel Žarkovica. Sie ist ein Teil des Verteidigungssystems von Dubrovnik und liegt auf dem östlichen Plateau des Srđ-Hügels. Die Festung Delgorgue wurde nach dem Fall der Republik Ragusa von den Franzosen etwas östlich der Stadt errichtet, interagiert jedoch aufgrund ihrer Lage mit den umliegenden Befestigungsanlagen der Stadt.[38]
- Die ehemalige Festung und heutige Ruine Gnjilište befindet sich in Lapad, am höchsten Punkt der Halbinsel Babin Kuk. Die Überreste der Festung stellen einen Teil der Verteidigungssysteme von Dubrovnik dar, die im 19. Jahrhundert während der Habsburgermonarchie in einem weiten Gebiet von Žarkovica im Osten über das Plateau des Srđa-Hügels, bis zu der Inselgruppe der Elaphiten im Westen geschaffen wurde.[39]

### Paläste
- Der Rektorenpalast (erster Bau 1435) wurde im 15. Jahrhundert durch Schießpulverexplosionen zerstört, danach im Stil der Renaissance erneuert. Nach dem Erdbeben von 1667 wurden beim Wiederaufbau barocke Stilelemente hinzugefügt. In der Palastmitte befindet sich das von Arkaden umgebene Atrium und ein Brunnen aus dem 15. Jahrhundert. Der imposante Palast, der ehemalige Verwaltungssitz der Republik Dubrovnik, ist ein Gebäude des historischen und politischen Gedächtnisses. Entsprechend seiner Bedeutung arbeiteten regelmäßig renommierte Designer an dem Erhalt des Gebäudes.[40]
- Der Sponza-Palast wurde zu Beginn des 16. Jahrhunderts erbaut. Die Bauarbeiten an dem Gebäude wurden zwischen 1516 und 1522, im Übergang der Gotik zur Renaissance Plänen des Baumeisters Paskoje Miličević Mihov, durchgeführt. Im Erdgeschoss befindet sich eine Veranda mit Arkaden und im ersten Stock ein Triforium und Fenstern mit deutlichen gotischen sowie morphologischen Merkmalen. Die Fenster des zweiten Stockwerks entsprechen dem Stil der Renaissance. Das Atrium des Palastes bewahrt eine Reihe von historischen Denkmälern sowie ein berühmtes Renaissance-Relief des Meisters Beltand Gallicus aus dem Jahr 1520 mit einer lateinischen Inschrift. Dieser multifunktionale Palast der das Erdbeben von 1667 überlebte, war Sitz der Münzstätte, des Zollamtes und des damaligem Gymnasiums von Dubrovnik. Heute ist es der Sitz des Staatsarchivs, eines der drei reichsten europäischen Archive, das die geschriebene Geschichte von Dubrovnik und des gesamten Mittelmeerraums bewahrt.[41]
- Der Palast der Adelsfamilie Gundulić ist ein dreistöckiges Eckgebäude an der Ecke der Božidarevićev-Straße und der Polača-Straße. Für den Dubrovniker Juristen und Historiker Frano Gundulić wurde der Palast im Jahre 1546 erbaut. Das Konzept der Fassade wurde konsequent nach den Prinzipien der klassischen Architektur umgesetzt, indem Reihen bei der Gestaltung der Öffnungen entsprechend dem Wachstum des Gebäudes übereinander gelegt wurden. Bis zum Ende des 19. Jahrhunderts behielt der Palast sein ursprüngliches Aussehen, als sein südlicher Teil für den Bau der orthodoxen Kirche abgerissen wurde.[42]
- Der Barockpalast der Familie Vlajki bei Prijeko aus dem 17. Jahrhundert war ursprünglich ein zweistöckiges Gebäude. Die räumliche Aufteilung des Schlosses im heutigen spätbarocken Stil wurde erst im 18. Jahrhundert errichtet. Die Vollendung der inneren Ausstattung des Gebäudes mit Fresken des Spätbarock im klassizistischen Stil wird auf das Jahr 1782 datiert. Der rechteckige Grundriss des Palastes zeichnet sich durch einen symmetrischen dreiteiligen Innenraum aus. Spezifisch für diese Stilepoche zeichnet es sich durch die hochwertigen und noch erhaltenen Wandmalereien des Klassizismus aus.[43]
- Der Bischofspalast der Familie Sorkočević befindet sich im südöstlichen Teil der Stadt, auf der Poljana gegenüber der Kathedrale. Die ersten Bauarbeiten des Gebäudes lassen sich auf das frühe 16. Jahrhundert datieren. Es wurde im toskanischen Stil des Barock und der Renaissance errichtet. Nach dem Erdbeben von 1667 wurde es stark beschädigt und wieder renoviert sowie um ein weiteres Stockwerk erhöht. Der Grundriss, die Anordnung des Innenraums und die Fassade wurden damals verändert. Die Kirche des Heiligen Peter befindet sich direkt an dem Bauwerk und schließt sich dem Palast an.[44]
- Der zwischen 1549 und 1553 erbaute Palast Skočibuhe – Bizzaro im Wohngebiet Pustijerna ist einer der wertvollsten Renaissance-Paläste in Dubrovnik. Das dreistöckige Gebäude mit Stilmerkmalen der Spätrenaissance wurde an der Stelle eines früheren Palastes errichtet. Der Grundriss zeigt die traditionelle und dreiteilige Anordnung der Dubrovniker Wohnarchitektur. Hier handelt sich um ein seltenes Beispiel der Architektur der Stadt Dubrovnik. Der damalige Dichter und Sammler von seltenen und historisch wertvollen Büchern Ivan Bizzaro bewohnte eine Zeit lang den Palast.[45]

- Bei dem repräsentativen und dreistöckiger Steinpalast Ranjina in einer Straßenzeile im Wohnviertel Pustijerna aus dem 15. Jahrhundert handelt es sich um einen rechteckigen Grundriss mit dreiteiliger Raumaufteilung. Die Treppen entlang der Umfassungsmauern und exzellenter architektonischer Verarbeitung sowie das innere Inventar, die Profilierung, die heraldischen Markierungen und die Exzellenz der Schnitzereien machen das Gebäude zu einem der originellsten Paläste im Dubrovniker Wohnungsbau aus damaliger Zeit.[46]

### Herrenhäuser
- Das Herrenhaus Bunić – Gradić aus dem Jahr 1550 befindet sich im südöstlichen Teil der Gruž-Bucht. Bei dem Gebäude handelt es sich um ein Landhaus mit rechteckigem Grundriss und einem seitlichen, vertikal angelegten Erdgeschossflügel. Das Haus im Stil der Gotik und Renaissance befindet sich In der Mitte eines quadratisch angelegten Gartens, der von einer hohen Mauer umschlossen ist. Am Ende des 18. Jahrhunderts wurde die Renovierung der Sommerresidenz durchgeführt. Mit seinen typologischen Merkmalen und erhaltenen Elementen des ländlichen Ensembles, des markanten Baus und dem einheitlichen Designs den Details der architektonischen Leistung gehört es zu den besten Beispielen der Dubrovniker Bauweise aus damaliger Zeit.[47]
- Die Villa Rusko befindet sich an der Spitze eines weitläufigen Terrassengartens, der von der Gornji-Kono-Straße in Richtung der Hauptstraße abfällt. Das sehr gut erhaltene Grundstück, vor allem die gegliederten Gartenflächen, einschließlich des Wohn- und Wirtschaftsteils, verleihen dem Ganzen den Charakter einer repräsentativen Vorstadtbebauung des 18. Jahrhunderts. Das Anwesen wurde 1806 bei der Besetzung der Stadt durch russische und montenegrinischen Truppen zerstört. Mitte des 19. Jahrhunderts wurde es wieder renoviert und 1934 nach dem Entwurf der Architekten Kauzlarić und Gomboš komplett umgebaut und modernisiert.[48]
- In der zweiten Hälfte des 16. Jahrhunderts wurde die Sommerresidenz Bonda – Majstorović erbaut. Das historische Bauwerk befindet sich auf einem Grundstück nordwestlich der Stadtmitte bei der Bucht von Gruž. Der Garten ist trapezförmig, umgeben von einer Mauer die zum Meer hin niedrig gehalten ist und mit einem Eisenzaun versehen wurde. Das Herrenhaus ist ein Steinhaus mit einem länglichen, rechteckigen Grundriss, dessen längere Seite dem Ufer der Bucht zugewandt ist. Mit der Bauweise und den Eigenschaften der architektonischen Leistung weist das Herrenhaus auf die Zugehörigkeit zum charakteristischen Übergangsstil der Gotik und Renaissance.[49]
- Das Gebäude im Landhausstil Bunić-Kabužić befindet sich in Batahovina, am linken Ufer des Flusses Dubrovačka, von dem es durch eine Straße getrennt ist. Das Herrenhaus wurde im gotischen Stil der Renaissance im 16. Jahrhundert erbaut. Eines der wenigen Gebäude in Dubrovnik, in dem zwei wichtige architektonische Stile des Landbaus aufeinandertreffen. Die Veranda, Loggia und die räumlichen Aufteilungen sind auf zwei Ebenen verteilt. Die Kapelle der Sommerresidenz wurde im Jahr 1538 von Petar Andrijić errichtet.[50]
- Aus dem 16. Jahrhundert steht das Herrenhaus Natali – Sorkočević im nordöstlichen Teil der Bucht von Gruž, in der Gegend von Kantafig. Dabei handelt es sich um ein eingeschossiges Landhaus mit quadratischem Grundriss, das mit der Hauptseite nach Südwesten ausgerichtet ist. Etwas südlich des Hauses befindet sich noch eine kleine Kapelle. Die Treppe zwischen dem Landhaus und der Kapelle führt hinauf in einen kleinen Garten. Die verwendeten architektonischen Elemente sowie die Verarbeitung bestimmter Details als Ganzes, weisen auf die stilistischen Determinanten des Manierismus hin.[51]
- Die Villa Roma befindet sich in der Ante-Starčević-Straße und wurde zwischen 1906 und 1909 erbaut. Der Zugang zum Gebäude erfolgt über einen repräsentativen Treppen- und Gehweg, der durch den Garten auf das gepflasterte Plateau vor der Villa führt. Das einstöckige Haus im Jugendstil des Baumeisters Vicko Capursi verfügt über eine Fassade, die reich mit Blumen- und Figurenornamenten verziert ist.[52]

### Weitere Sehenswürdigkeiten
- Der Stadthafen von Dubrovnik mit der ehemaligen Werft aus dem Jahr 1409. Innerhalb des Hafens stand einst die kleine Werft aus dem 15. Jahrhundert mit Platz für insgesamt drei Schiffe. Das damalige Bauwerk für den Schiffsbau erhielt die endgültige Form im Jahr 1574 und ist fast größtenteils verschwunden. An seiner Stelle wurde 1830 das Gebäude des Hafenmeisteramtes errichtet. Im Innenhof des Gebäudes sind noch Spuren und Überreste der ehemaligen Werft zu sehen.[53]

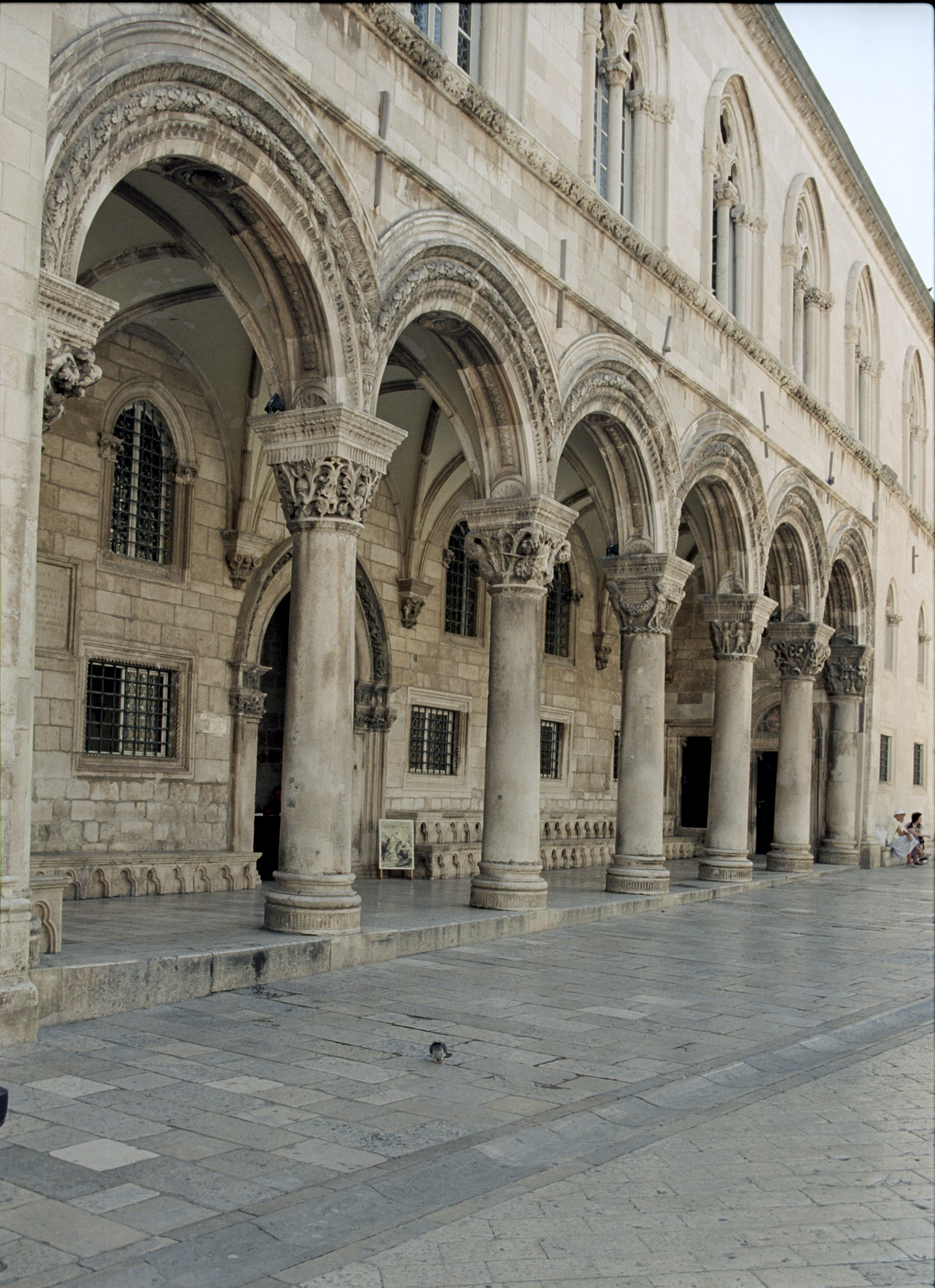
Rektorenpalast
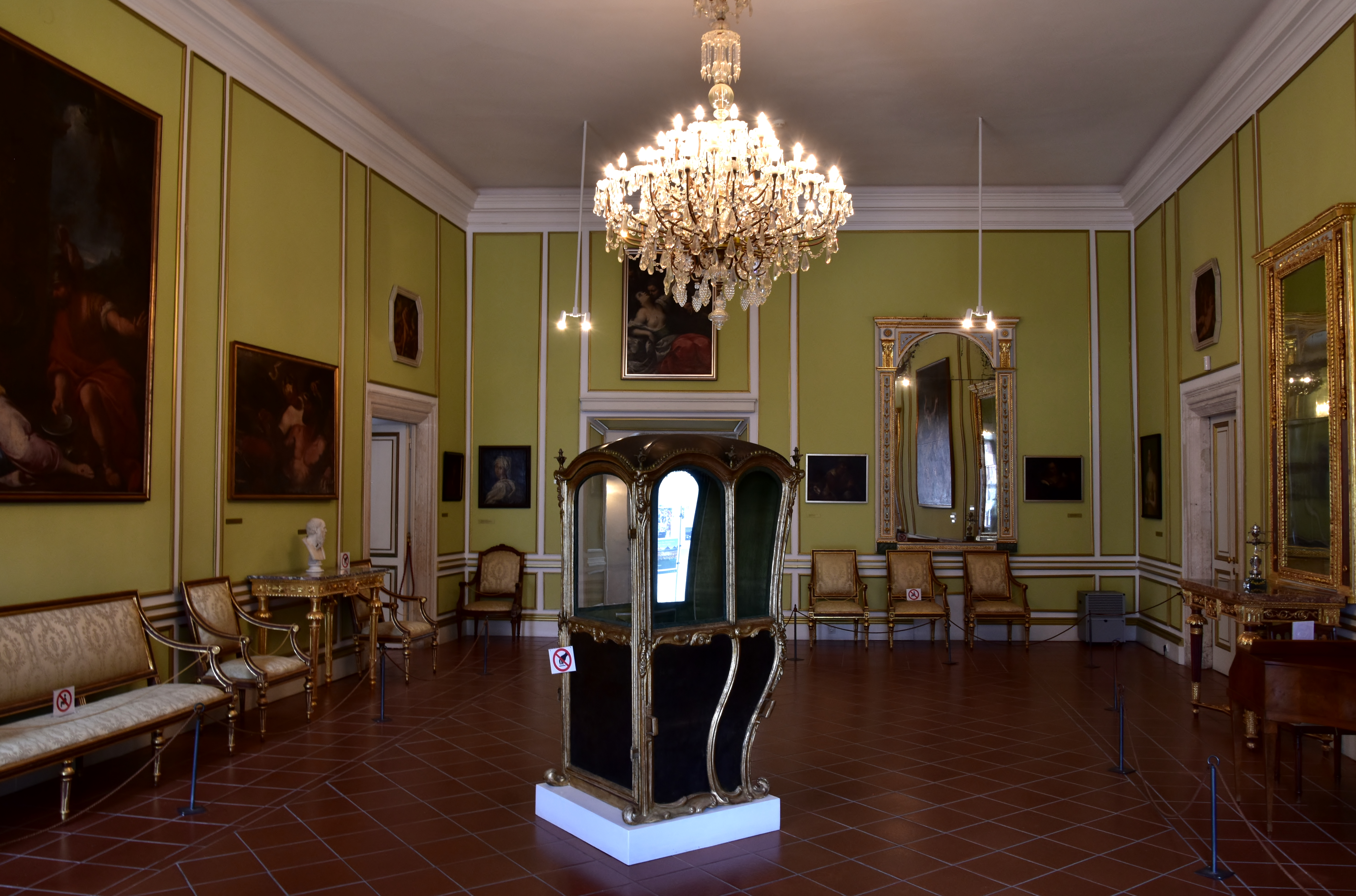
Innenansicht Rektorenpalast
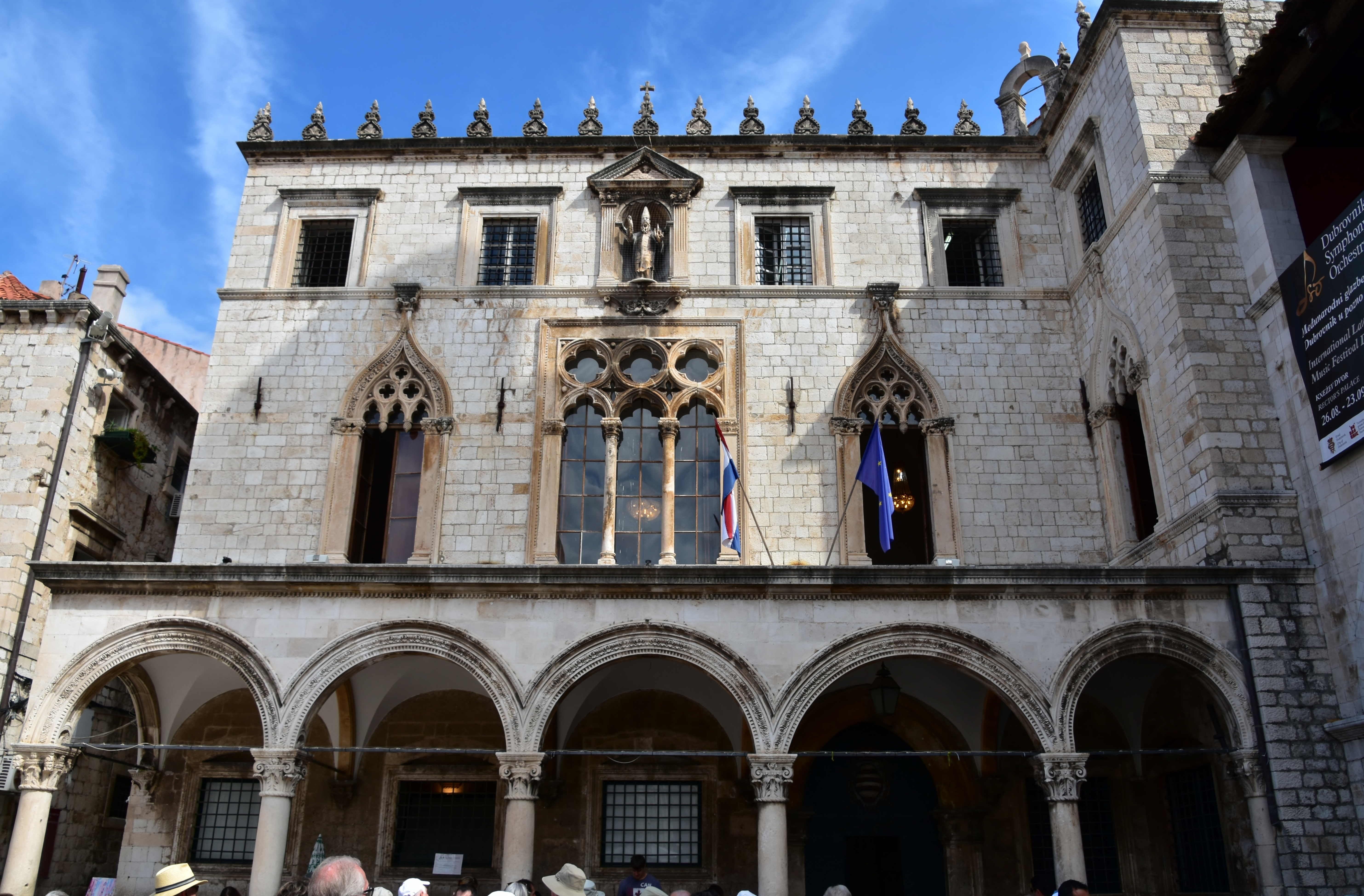
Sponza-Palast
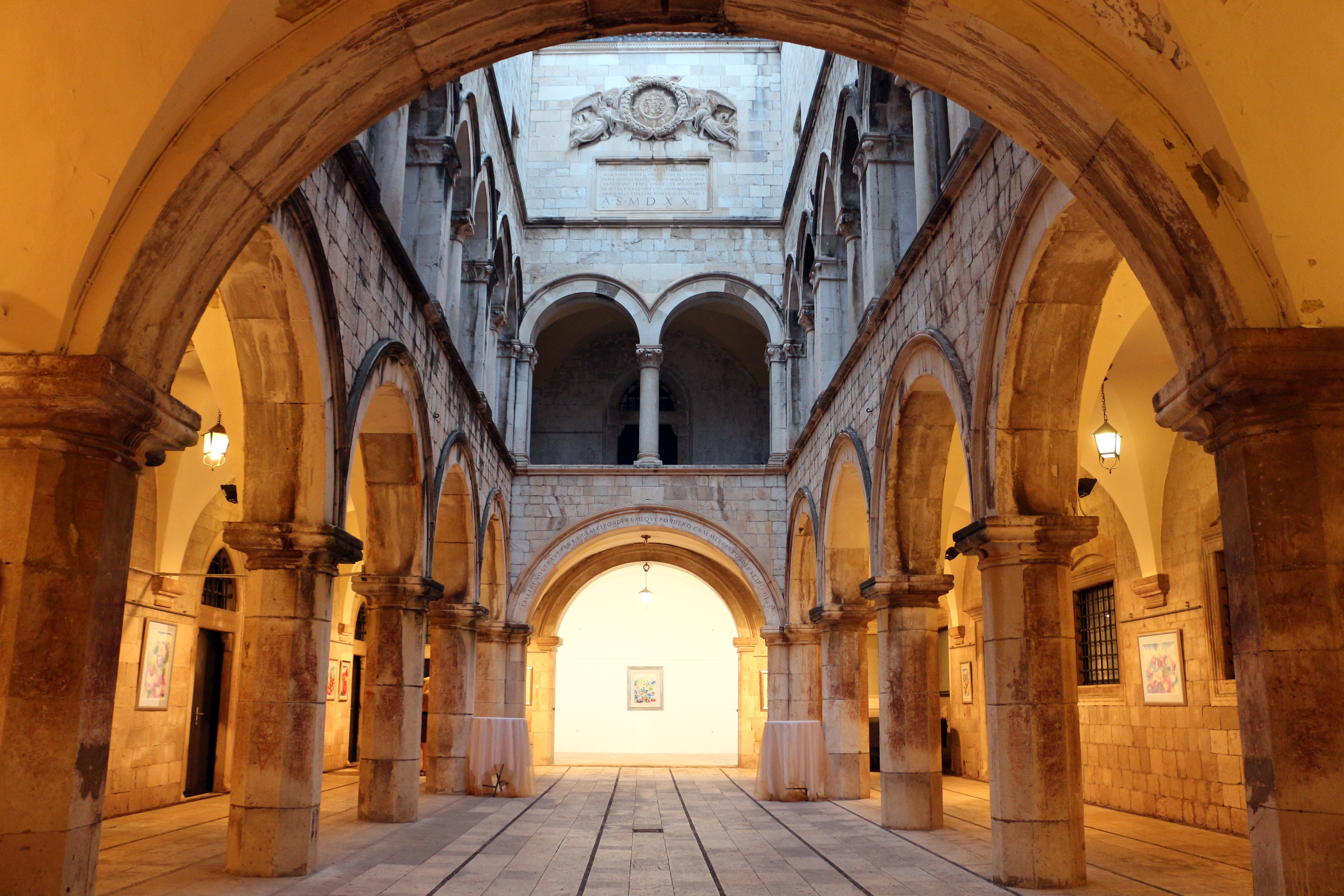
Innenhof vom Sponza-Palast
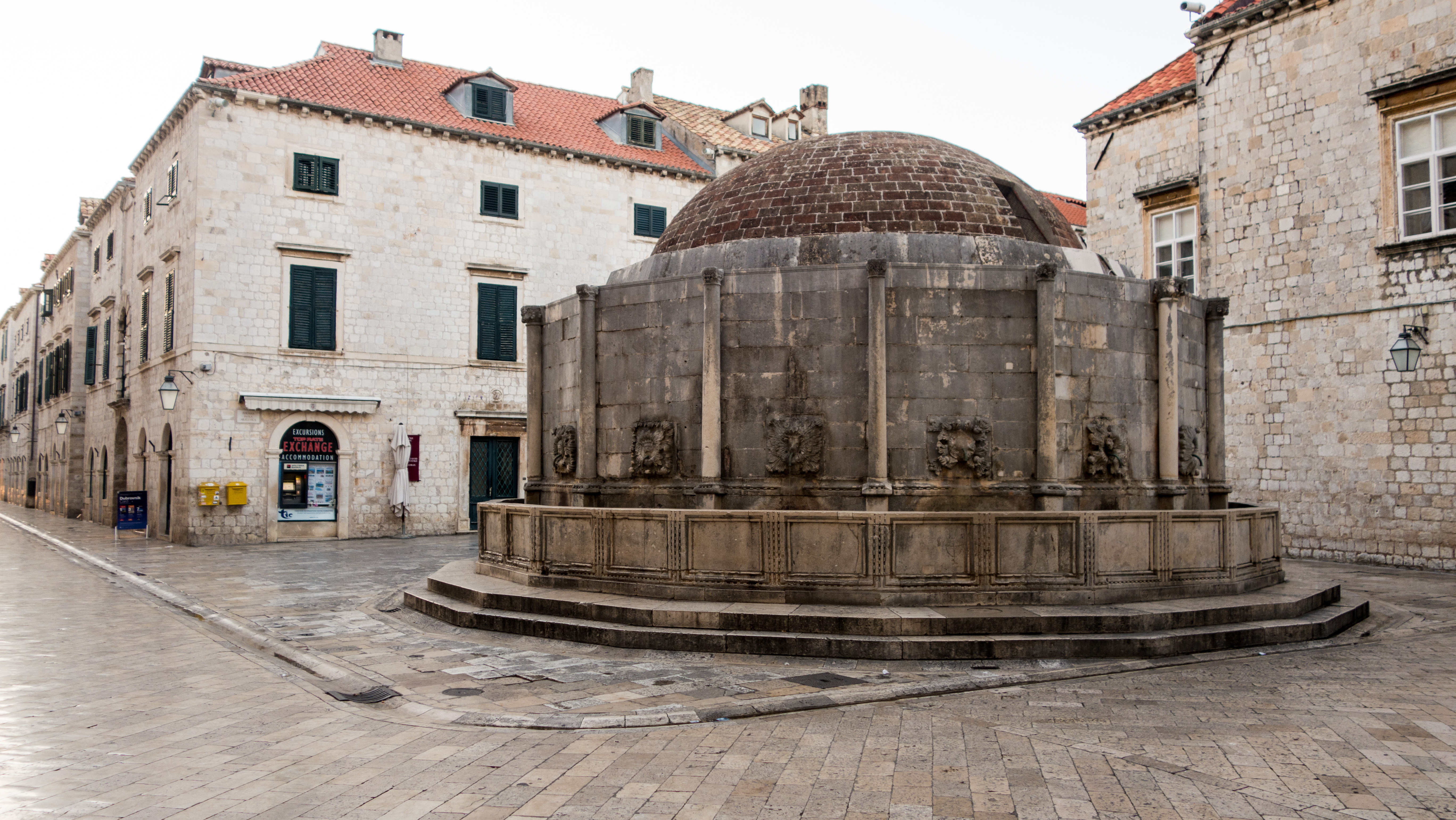
Onofrio-Brunnen
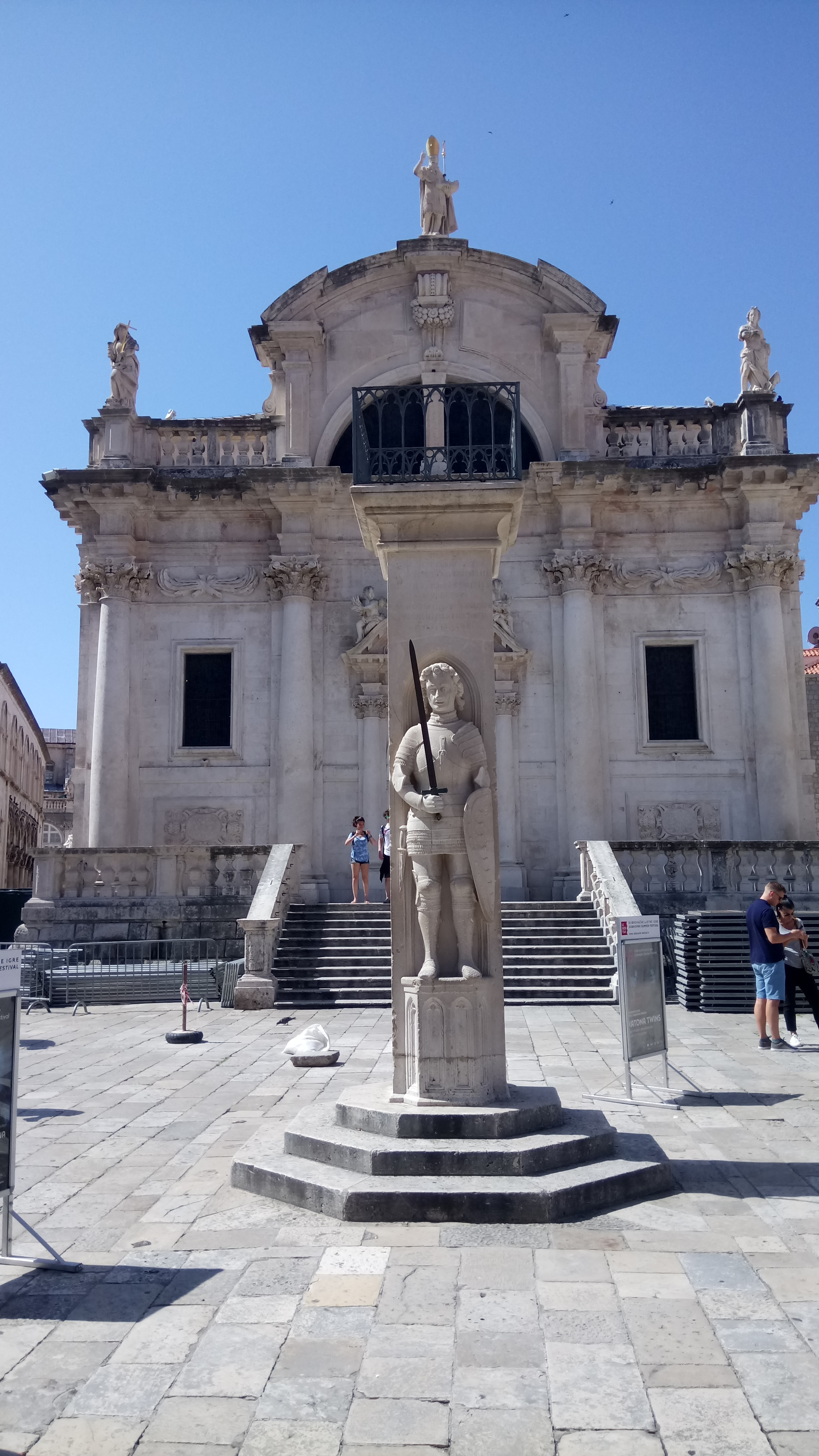
Rolandsäule
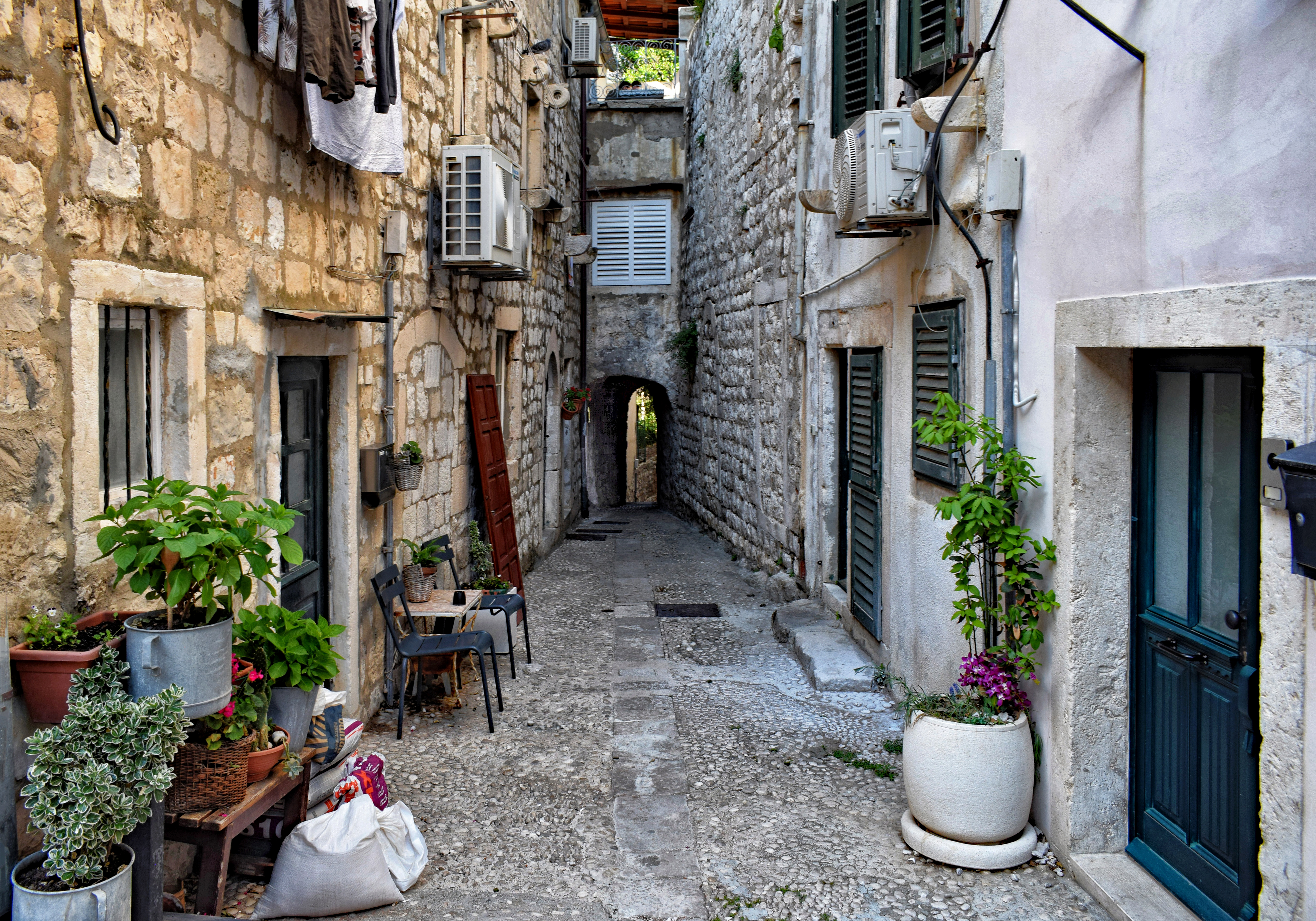
Gasse in der Altstadt

- Die Hauptpromenade „Stradun“ oder „Placa“ genannt ist eine rund 300 Meter lange Straße im Stadtzentrum,  die nach dem Erdbeben von 1667 einheitlich nach Plänen und auf Anordnung des Senats der Republik neu aufgebaut wurde. Sie ist eine belebte  Hauptstraße mit Cafés, Geschäften, Souvenirshops und Restaurants.
- Das Wohngebäude aus dem 19. Jahrhundert im nordwestlichen Teil der Altstadt ist ein umzäunter Wohnkomplex mit Nebengebäuden, einer Zisterne und einem Gastank. Das Bauwerk beinhaltet eine lange Promenade, eine gepflasterte Terrasse und einen Garten im Stadtteil Gornji Konal. Das Gebäude hat die Grundrissform eines langgestreckten Rechtecks und ist in Nord-Süd-Richtung ausgelegt. Der gesamte Komplex weist mit seiner Bauweise auf die Fortsetzung der Tradition des Wohn- und Landbaus in der Umgebung von Dubrovnik.[54]
- Die Jesuitentreppe, die zur Kirche des hl. Ignatius, der ehemaligen Jesuitenkirche, führt.
- Der 412 Meter hohe Mount Srđ ist der Hausberg von Dubrovnik. Aus der Stadt führt ein Wanderweg in Serpentinen zum Gipfel. Der Gipfel mit einem großen Steinkreuz ist außerdem per Seilbahn und mit dem Auto über eine relativ schmale Straße zu erreichen. Der Gipfel wurde zu einer Touristenattraktion mit Aussichtsterrasse und Restaurant ausgebaut.
- Weitere Sehenswürdigkeiten sind die Rolandsäule von 1418 auf dem Hauptplatz in Form einer quadratischen Säule[55]. Außerdem gibt es in Dubrovnik eines der ältesten kommunalen Theater Europas, in dem immer noch Aufführungen stattfinden.
- Der Glockenturm im Zentrum der Altstadt wurde Mitte des 15. Jahrhunderts, am östlichen Ende der „Placa“, des zentralen Gemeindegebiets von Dubrovnik erbaut. Der Turm mit der Uhr, eines der Wahrzeichen der Stadt, wurde von den Baumeistern Grubačević, Utišenović und Radončić errichtet. Damals fertigte Luka Žurgović eine Messinguhr mit dem Zeiger der Mondphasen an. Im Mittelalter wurden die Holzstatuen durch die Bronzestatuen der Soldaten ersetzt und im Jahr 1506 wurde eine Glocke im Turm installiert. Nach mehreren Erdbebenschäden wurde der Glockenturm im Jahr 1929 mit einer Spende von Pasko Baburica gründlich restauriert.[56]
- Der Lagerkomplex der damaligen österreichisch-ungarischen Marine aus der Mitte des 19. Jahrhunderts befindet sich im Hafen von Gruška und besteht aus vier miteinander verbundenen rechteckigen Lagergebäuden. Ursprünglich diente es zur Lagerung von Kohle für den Bedarf der Marine. In seiner ursprünglichen Form verfügte es über sechs aneinandergereihte Lagergebäude und als es 1940 zur Unterbrechung der Straße kam, wurden Teile des Lagers abgerissen. Während des Zweiten Weltkrieges diente der Komplex zur Lagerung von Salz.[57]
- Das Wohnhaus Sandri aus dem 20. Jahrhundert liegt am südlichen Stadtrand von Gruški polje, umgeben von einer Mauer mit Betonpfeilern, inmitten eines kleinen quadratischen Gartens. Das einstöckige Haus liegt mit seiner repräsentativen Fassade an der  Dr. Ante-Starčević-Straße.[58]

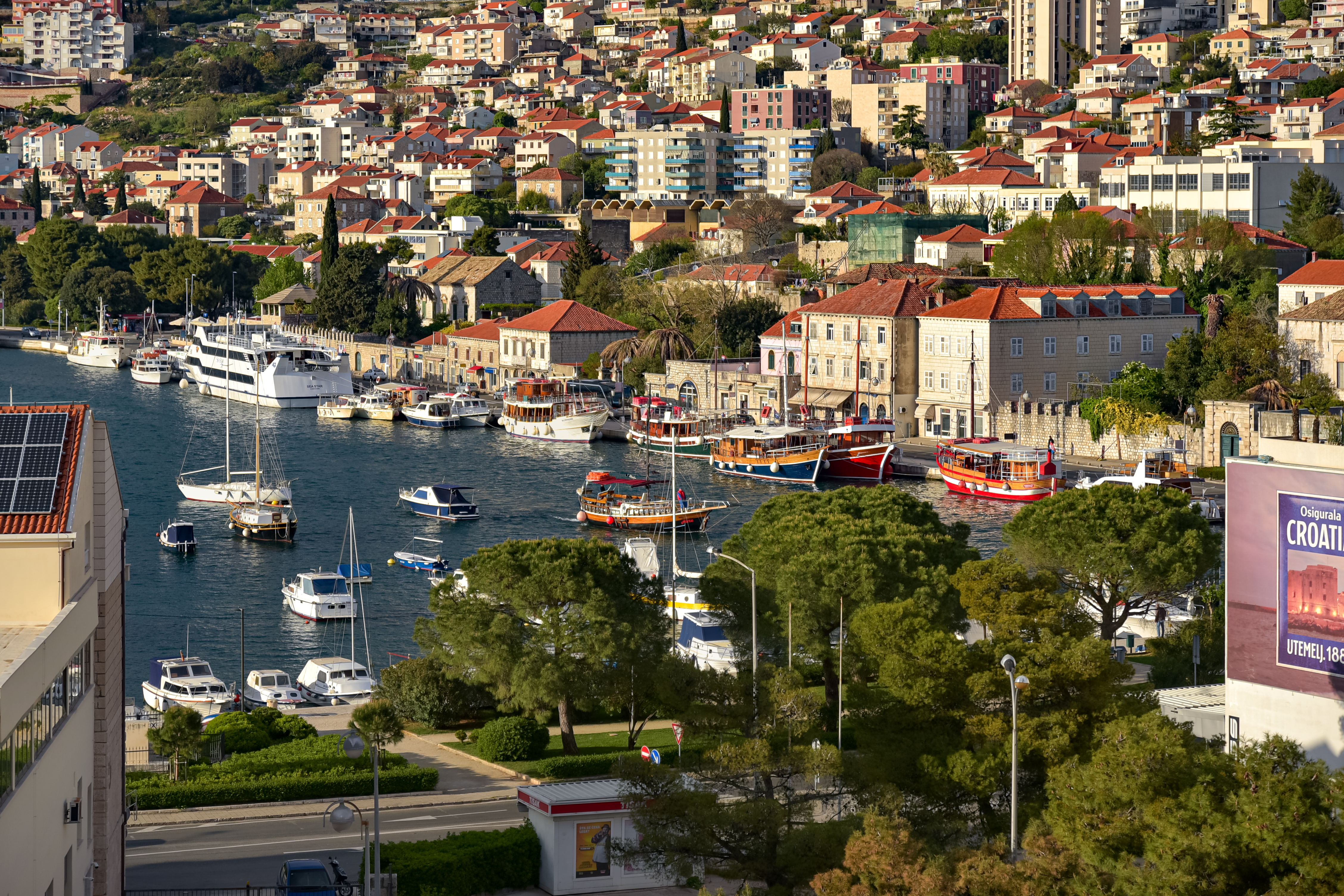
Blick auf die Bucht von Gruž
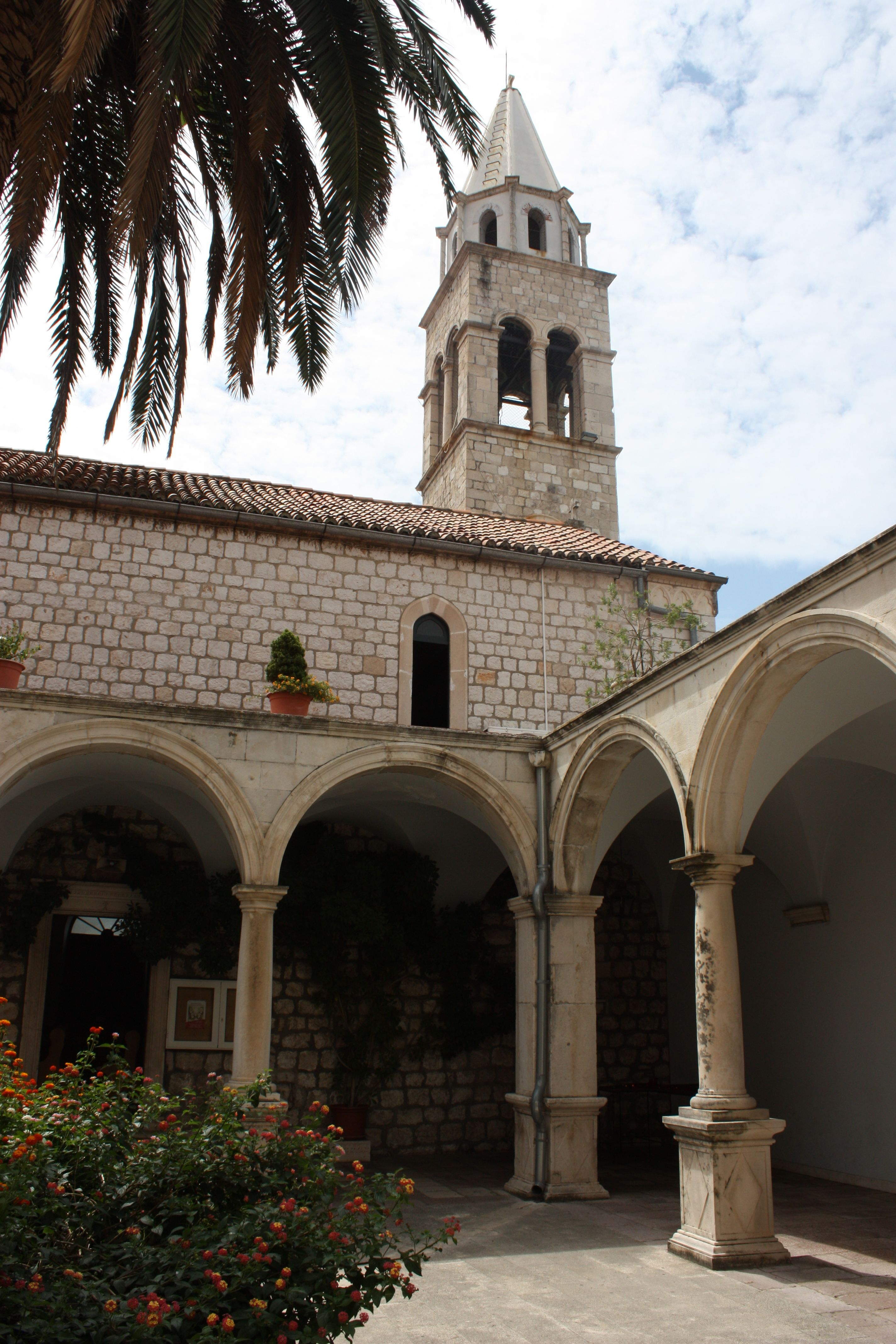
Dominikanerkloster mit Kirche des Heiligen Kreuzes
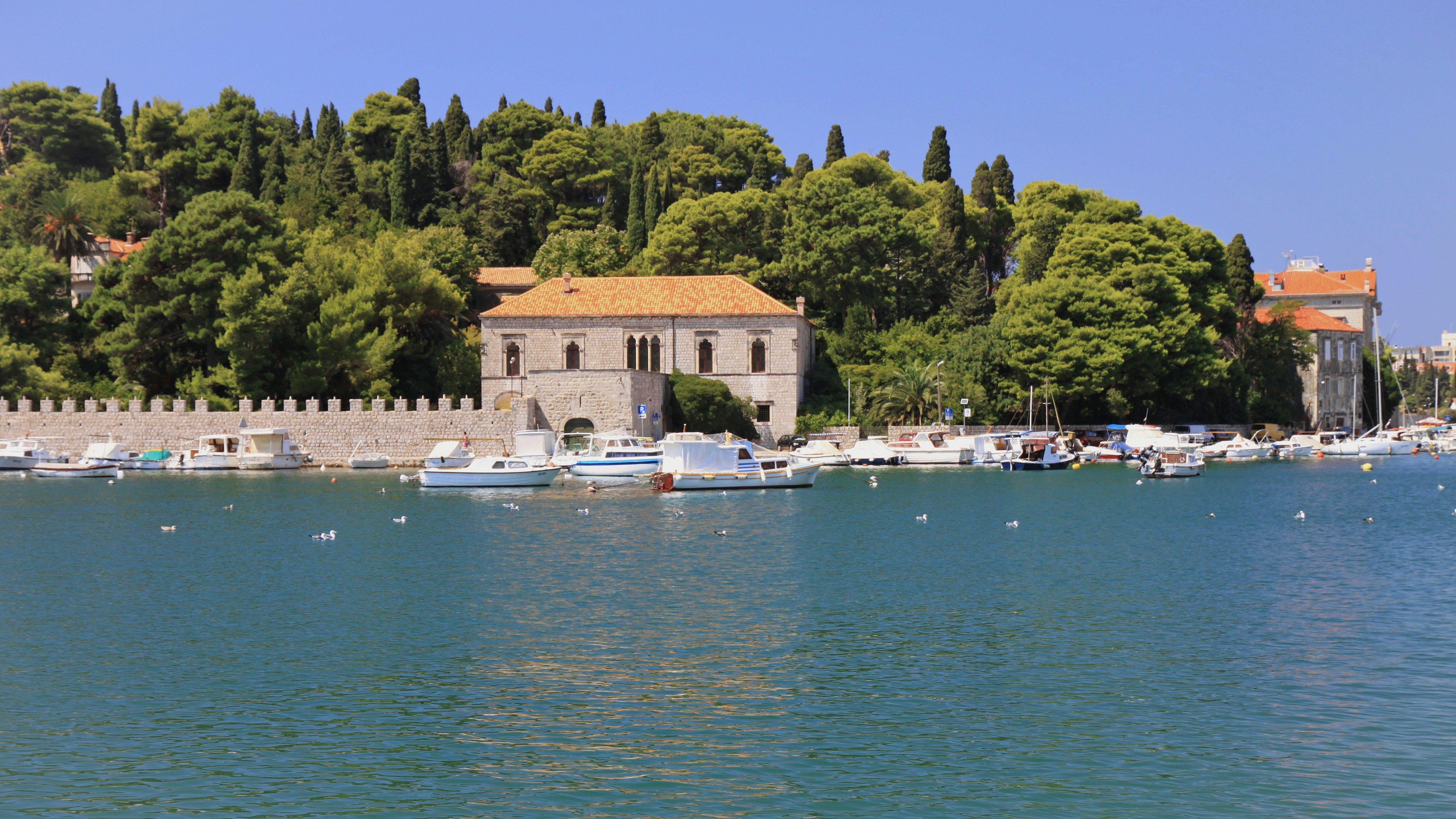
Herrenhaus von Petar Sorkočević
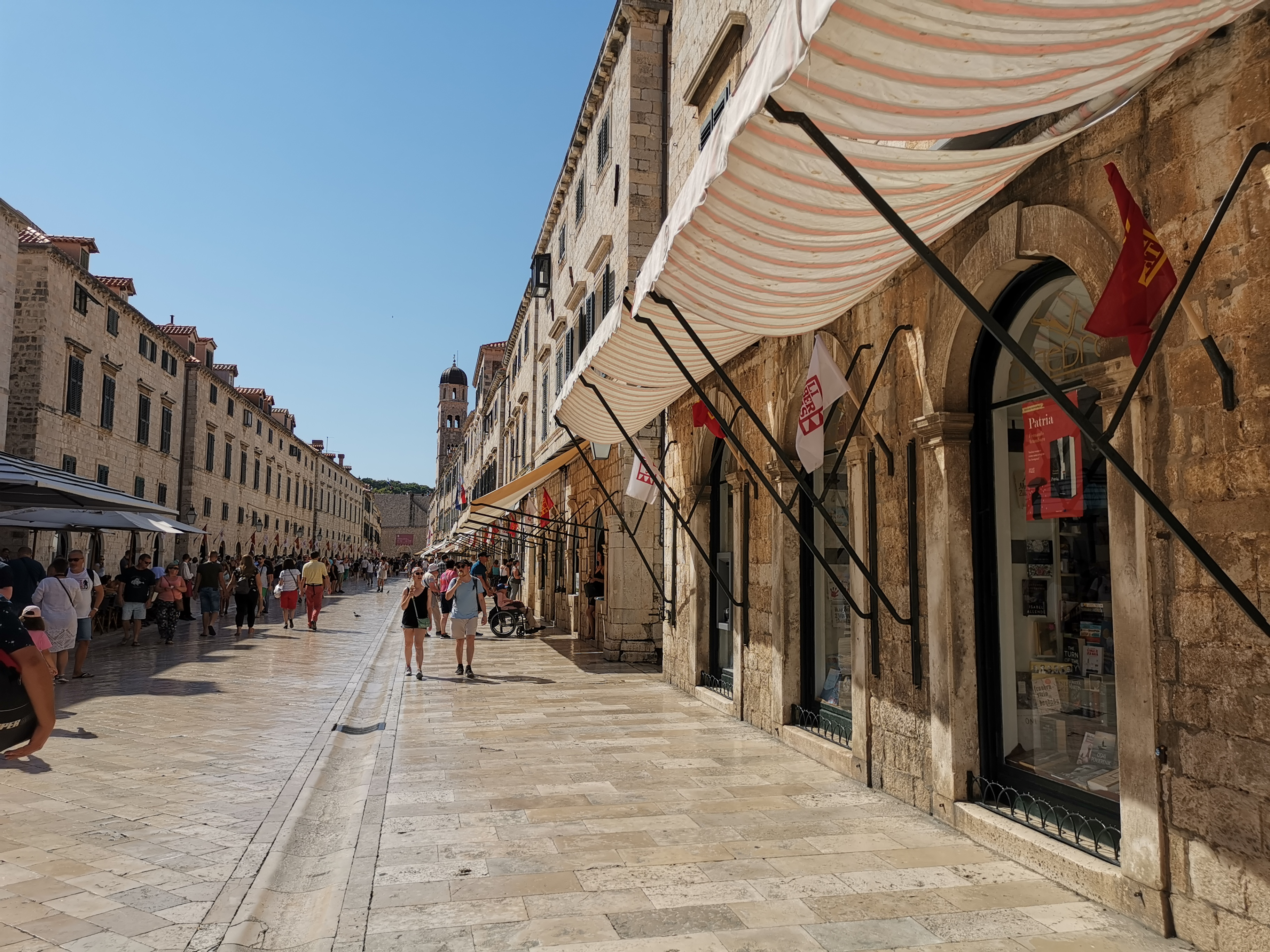
Stradun im Stadtzentrum
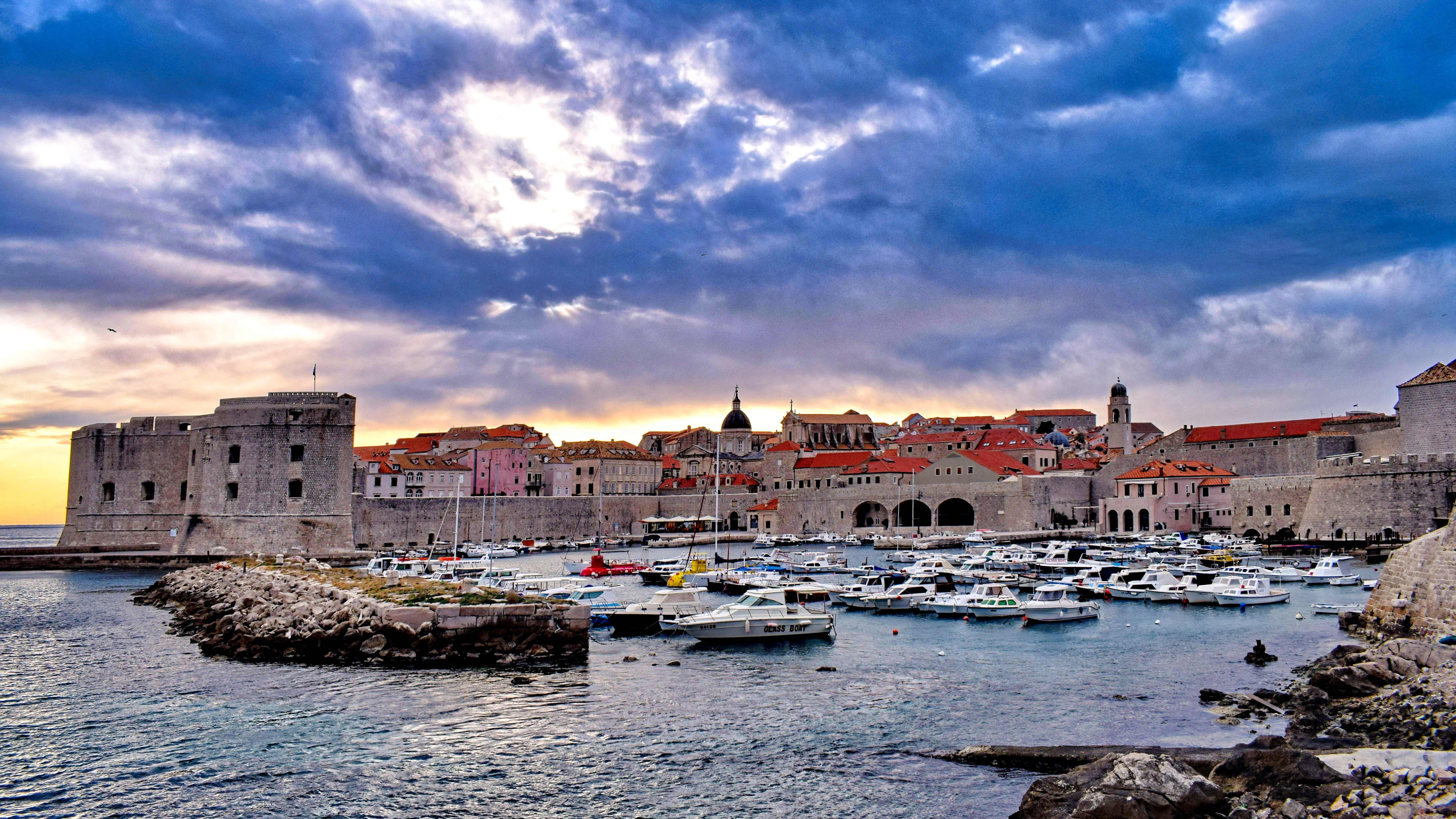
Hafen in der Altstadt
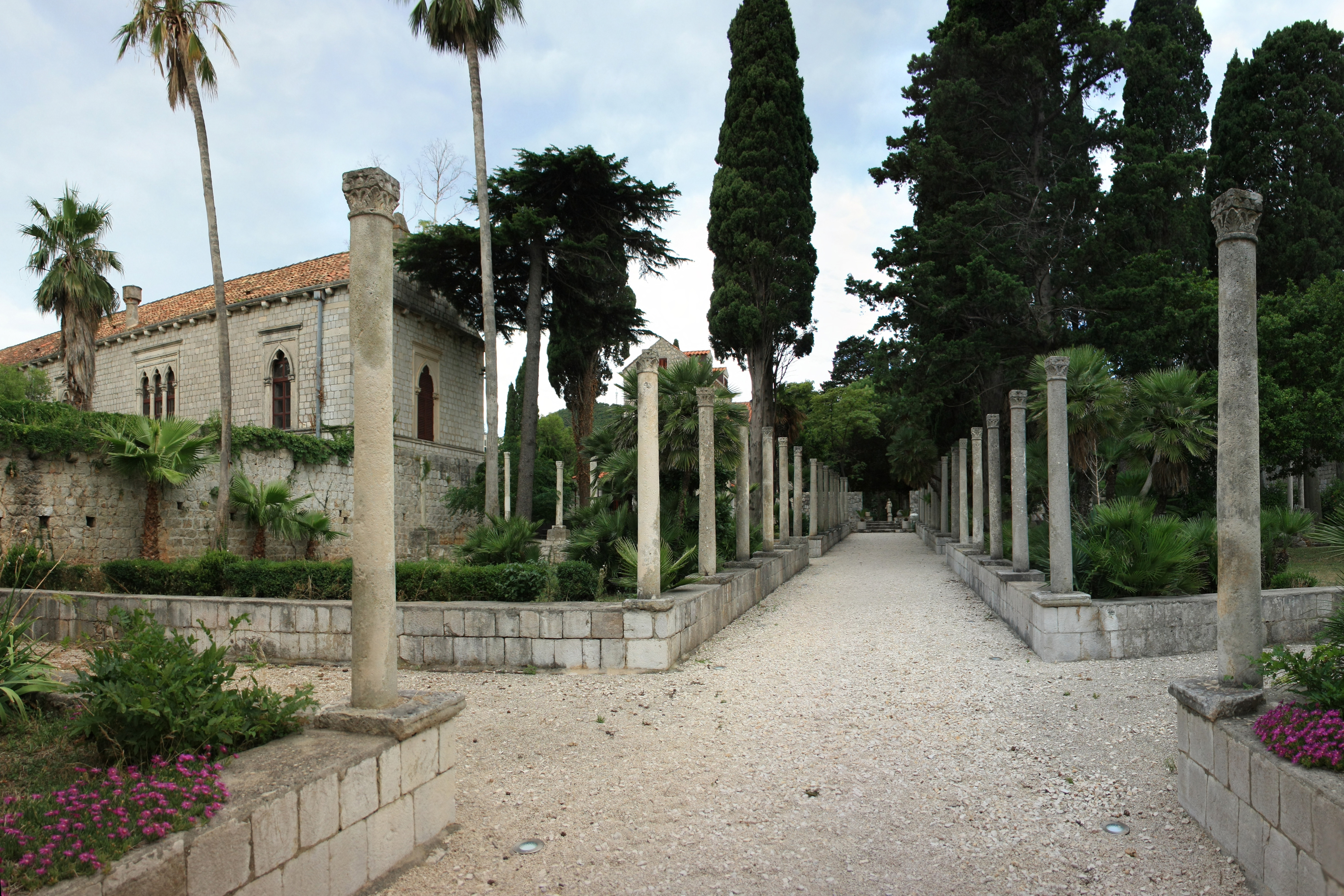
Herrenhaus Pucić – Kosor
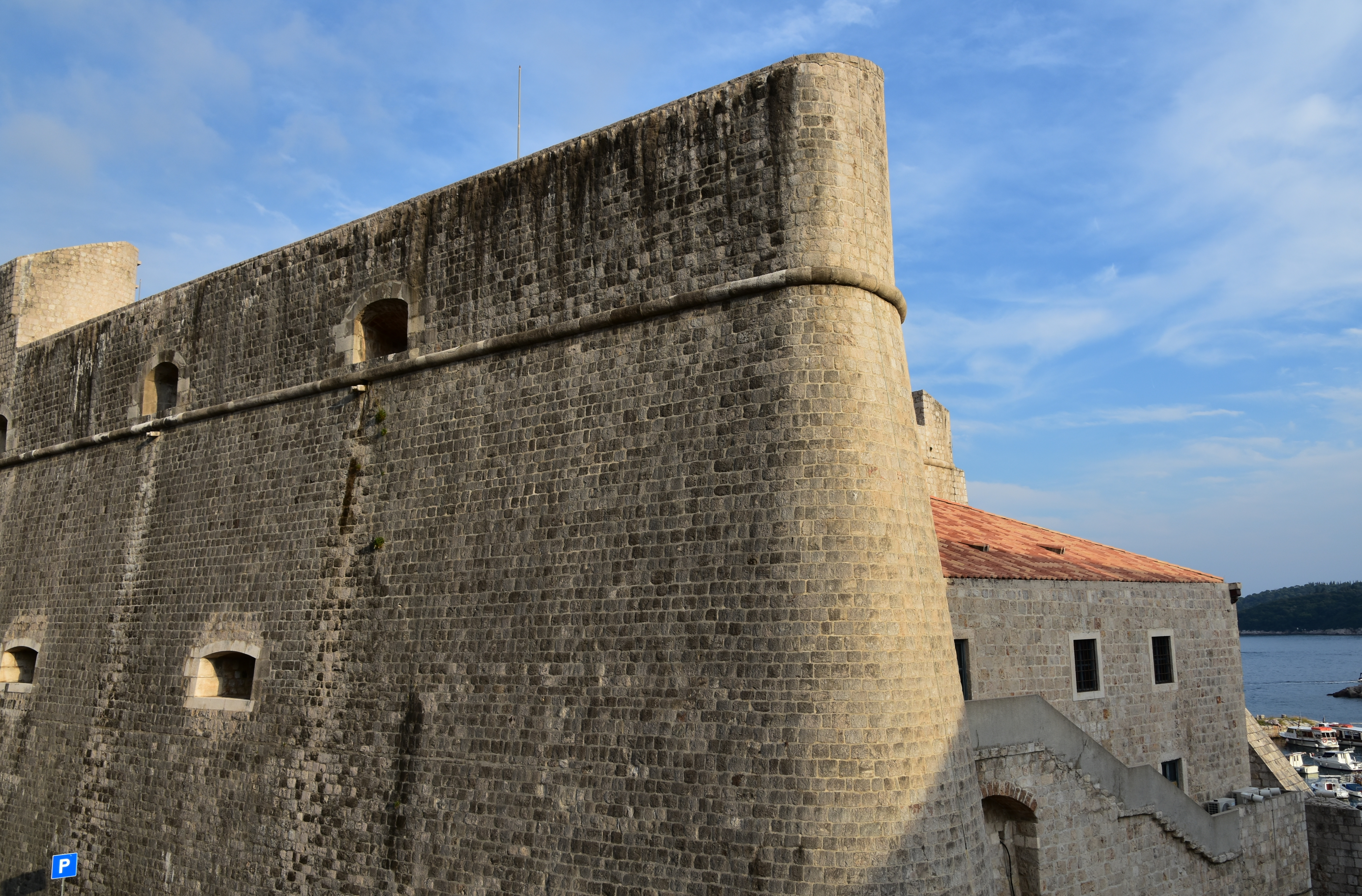
Fort Revelin

- Die archäologische Ausgrabungsstätte „Na Andriji“ des ehemaligen Benediktinerklosters erstreckt sich über drei regelmäßig angelegte Terrassen. Die Südfassade mit der Mauer des Klosters grenzt direkt mit der Straße. Ursprünglich war es das Kloster des Heiligen Bartholomäus und hatte einmal zwei Kirchen, bevor es beim großen Erdbeben von 1667 zerstört wurde. Die Stätte befindet sich im südwestlichen Teil der Altstadt, die sich entlang der Stadtmauern erstreckt. Die erste schriftliche Erwähnung des Klosters stammt aus dem Jahr 1281 und es ist bekannt, dass im 15. Jahrhundert im Keller sechs Trockenbrunnen existiert haben. Ebenfalls besaß die Anlage eine „Rupe“, indem das Getreide gelagert wurde.[59]
- Auf der vorgelagerten Insel Lokrum und in der Vorstadt Ploče befinden sich Lazarette, hier genannt Lazareti, in denen erstmals in Europa ab dem Jahr 1377 ankommende Reisende zum präventiven Schutz der Stadt vor der Pest 30 Tage, später 40 Tage isoliert in Quarantäne verweilen mussten. Die Gebäude des Lazaretts in Ploče, welche zwischen 1627 und 1648 erbaut wurden befinden sich direkt an der Küste und nicht weit von der Altstadt von Dubrovnik entfernt. Der Grundriss des Gebäudekomplexes ist in fünf identisch aufgeteilte Abschnitte unterteilt. Jeder Abschnitte ist in drei weitere Teile unterteilt und mit einer Reihe gewölbter Eingänge zum zentralen Innenhof versehen.[60] Mit dem Bau des Lazarett auf der Insel Lokrum wurde der Bau im Jahr 1533 begonnen aber nie fertiggestellt. Heute kann man noch die übriggebliebenen Ruinen von damals auf der Insel besichtigen.[61]
- Das weltweit älteste Arboretum, Arboretum Trsteno, das etwa im Jahr 1492 angelegt wurde, befindet sich nahe der Stadt Dubrovnik.

Die Insel Lokrum wurde 1023 zum ersten Mal als Ort einer Abtei und eines Benediktinerklosters erwähnt. 1839 wurde vom Erzherzog Maximilian von Österreich die Insel gekauft und ein Sommerhaus errichtet. Die Pflanzen im Garten stammen zum großen Teil aus Australien und Südamerika. Im Jahr 1963 wurde die Insel zum Naturschutzgebiet sowie 1976 zum besonderen Waldreservat erklärt. Der See Mrtvo More (totes Meer) ist mit dem offenen Meer direkt verbunden.
Rund um Dubrovnik gibt es zahlreiche Strände und Buchten (z. B. Banje, Danče, Đivovići, Kupari, Mlini, Srebreno, Sveti Jakov), von denen die meisten gut ausgestattet sind.

### Veranstaltungen
Am 3. Februar wird alljährlich das Stadtfest des Hl. Blasius (Schutzpatron von Dubrovnik) (kroatisch Festa svetoga Vlaha) gefeiert. Das Fest des Schutzpatrons wird bereits seit dem 10. Jahrhundert ununterbrochen durchgeführt. Bis heute hat es seine traditionellen Merkmale des Ausdrucks bewahrt und prägt die lokale und nationale Kulturlandschaft mit vielseitigen Erscheinungsformen. Die kulturelle Veranstaltung mit der Prozession und der Zeremonie wurde im Jahr 2009 in die Repräsentative Liste des immateriellen Kulturerbes der Menschheit der UNESCO aufgenommen.
Außerdem finden im Juli und August seit 1950 in der Festung Lovrijenac die alljährlichen Sommerfestspiele von Dubrovnik (Dubrovačke ljetne igre) mit zahlreichen Veranstaltungen im Bereich der Darstellenden Künste statt. Täglich gibt es mehrere verschiedene Aufführungen von Werken einheimischer und internationaler Autoren, wobei die besten Künstler und Ensembles Kroatiens und der Welt mitwirken. Die Vorstellungen finden auf mehreren Bühnen im Freien sowie in Innenräumen von Palästen, Kirchen und Klöstern statt.

### Museen

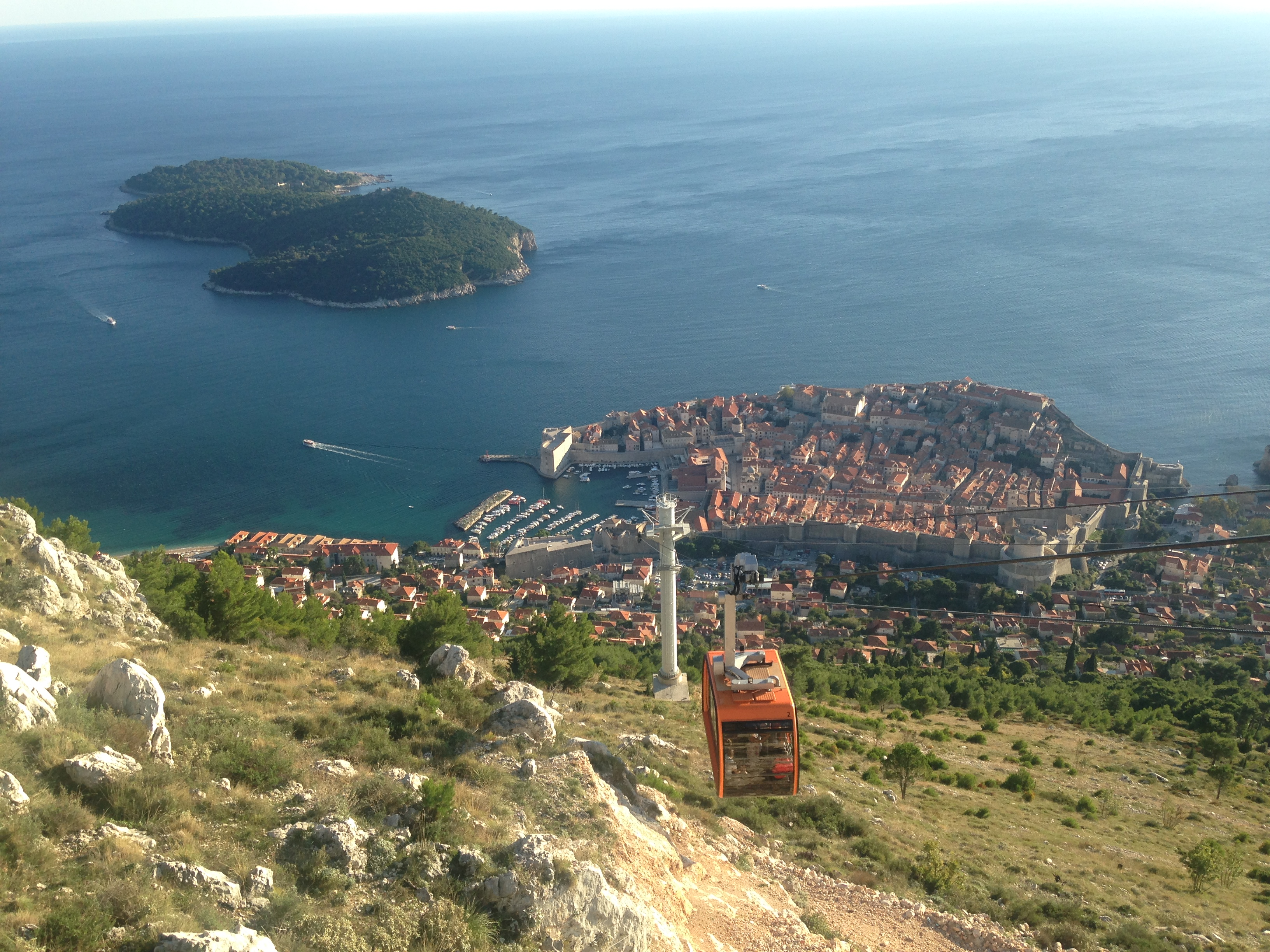
Seilbahn von Dubrovnik

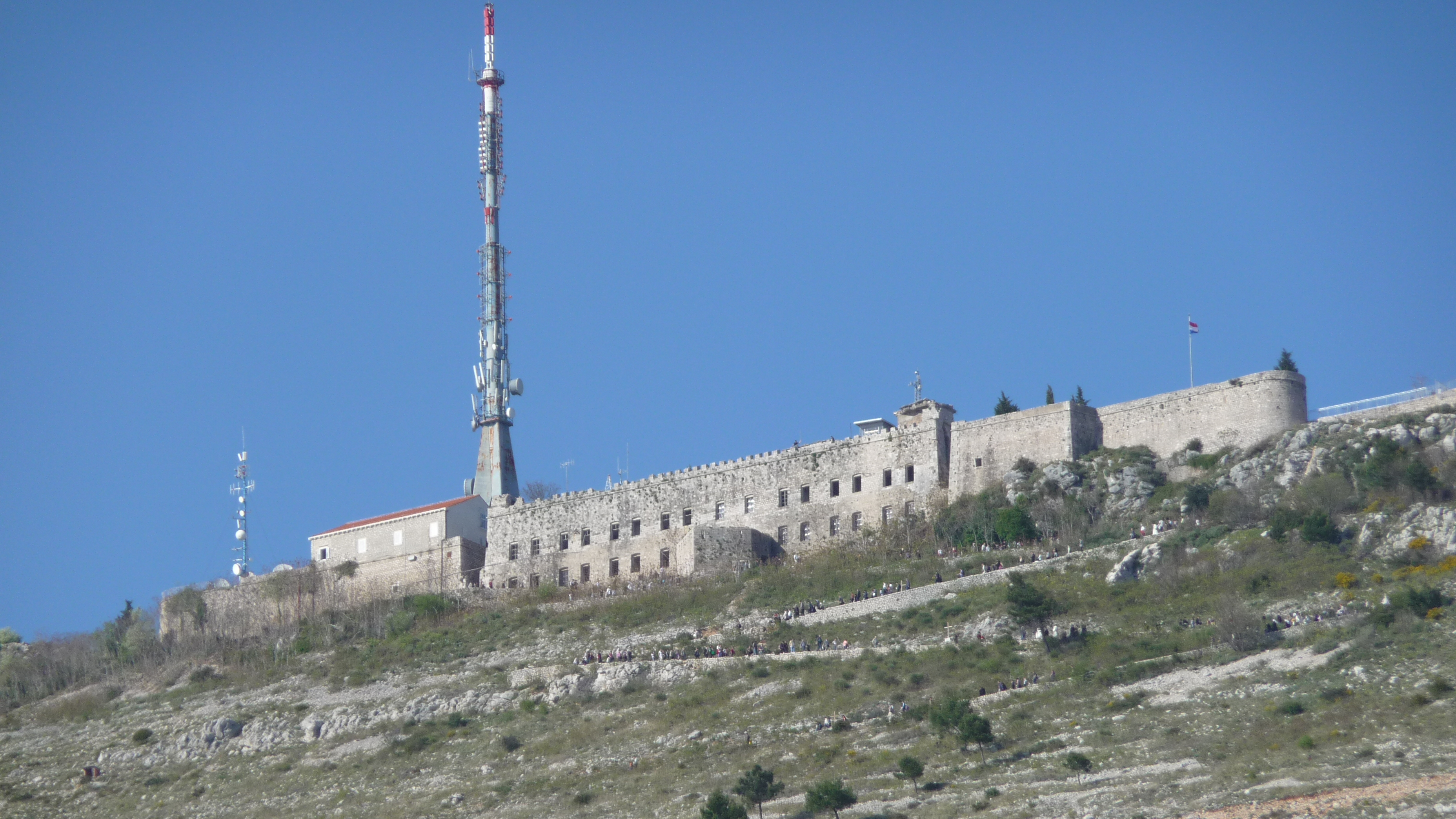
Fort Imperial

Das Marin Držić-Haus wurde im Jahr 1989 gegründet und widmet sich dem Leben und Werk des Dubrovniker Komödiendichters der Renaissance Marin Držić. Es befindet sich neben der katholischen Kirche Domino, in einem Gebäude, das nach dem Erdbeben von 1667 erbaut wurde. Die Dauerausstellung des Museums wurde als Erinnerungsort an Držić konzipiert, der aufgrund seiner wiederholten Reisen, vor allem nach Italien, dann nach Wien und Istanbul, dem europäischen Kulturerbe nahe stand. Ausgestellt werden unter anderem Plakate, Programme und Fotografien von Aufführungen der Werke Držićs in Kroatien und der Welt.
Im Fort Imperial befindet sich das Museum des kroatischen Unabhängigkeitskrieges, das eine Ausstellung zur Zeit der Belagerung von Dubrovnik während des Kroatienkrieges in den Jahren 1991 bis 1995 zeigt. Der Hauptfokus der Ausstellung liegt auf der Stadt Dubrovnik während des Krieges sowie der Geschichte des Forts Imperial. Zur Ausstellung des Museums gehören Dokumente, Kunstgegenstände, Dokumentarfotografien, Drucke, Waffen, Minen und Sprengstoffe, Landkarten und militärische Anordnungen. Des Weiteren sind Teile militärischer Ausrüstung, Gegenstände des täglichen Lebens der Bürger und Bürgerinnen von Dubrovnik und den Soldaten an der Front, Originalaufnahmen und Videos, Erinnerungen der Betroffenen sowie Kriegs- und Militärflaggen ausgestellt. Das Fort mit dem Museum befindet sich auf dem Berg Srđ, den man mit der Seilbahn der Stadt oder zu Fuß erreicht.
Das nationale Schifffahrtsmuseum der Stadt befindet sich im ersten und zweiten Stock der Festung Sveti Ivan. Die Exponate im ersten Stock geben einen Überblick über die Entwicklung des Seehandels und des Schiffbaus in Dubrovnik von den Anfängen bis zum Untergang der Republik Ragusa. Die Ausstellungsstücke im zweiten Stock zeigen das Wiederaufleben des Seehandels der Stadt und auf der Halbinsel Pelješac im 19. Jahrhundert sowie die Stärke der Dubrovniker Dampfschiffe im 20. Jahrhundert.
Das Ethnographische Rupe-Museum befindet sich in einem alten Getreidespeicher aus dem 16. Jahrhundert und ist Anfang des 20. Jahrhunderts entstanden. Im Museum wird dargestellt, wie sich die Einwohner von Dubrovnik der Lagerung von Getreide gewidmet haben. Die Stadtrepublik Dubrovnik bewahrte alle staatlichen Reserven an Weizen, Gerste und Hirse in tiefen Silos auf, die „Rupe“ genannt werden. Die Silos sind aus Stein gehauen und mit einem wasserdichten Material beschichtet, welches das Getreide auf einer Temperatur von 17 °C hielt. Im ersten Stock wird die traditionelle Landwirtschaft und Architektur der Region Dubrovnik aus der damaligen Zeit gezeigt. Außerdem gehören Trachten und textiles Kunsthandwerk zu den Ausstellungsstücken, die im zweiten Stock zu sehen sind.
Das Naturhistorische Museum Dubrovnik befindet sich im Andrović-Palast und wurde im Jahr 1872 gegründet. Im selben Jahr feierte man im großen Saal des Stadtpalastes offiziell die Eröffnung und 1882 wurde der Amateur-Naturforscher sowie Sammler Baldo Kosić zum Direktor des Museums gewählt. Während seiner Arbeit im Museum blühte das Studium der Fauna von Dubrovnik und Umgebung auf. Es wurden fast vollständige Sammlungen von Vögeln, Fischen, Amphibien, Reptilien und Säugetieren der Region gesammelt. Nach seinem Tod entstand aufgrund der großen Anzahl von naturkundlichen und anderen Objekten, die das Museum gesammelt hat, ein neuer Ausstellungsraum. Naturhistorische, kulturhistorische, archäologische, ethnographische, geologische und maritime Sammlungen wurden in verschiedene Abteilungen gegliedert, die heute dort besichtigt werden können.
Die Kunstgalerie Dubrovnik wurde 1945 gegründet und befindet sich seit 1948 im monumentalen Banac-Palast etwas außerhalb der Altstadt. Sie zeigt Werke der klassischen Moderne und der zeitgenössischen Kunst. Der Schwerpunkt der Sammlung liegt auf Künstlern und Künstlerinnen mit Bezug zu Dubrovnik und seiner Umgebung. Besonders sehenswert sind die Gemälde von Vlaho Bukovac und Celestin Mato Medović.

### Theater
Das Stadttheater „Marin Držić“ in Dubrovnik ist eine kulturelle Einrichtung mit langer Tradition und existiert als solche seit dem Jahr 1944. Das Gebäude des Theaters wurde bereits 1865 errichtet und befindet sich direkt neben dem Rektorenpalast in der Altstadt. Auch heute noch findet das Programm in den gleichen Räumen wie damals statt.
Die Theaterprogramme basieren vor allem auf dem literarischen Erbe Dubrovniks, die von einer regelmäßigen Gruppe mit etwa 20 Schauspielern aufgeführt werden. Auf dem Programm stehen Stücke der Dramatiker Ivo Vojnović, Marin Držić, Ivan Gundulić, Mavro Vetranović sowie weiteren kroatischen Künstlern. Außerdem werden ebenso einige Weltklassiker dargeboten.

### Dubrovnik als Drehort
Dubrovnik dient für zahlreiche Szenen der Fantasy-Fernsehserie Game of Thrones als Drehort. Unter anderem die Festung Lovrijenac, das Pile-Tor und Teile der Stadtbefestigung wurden in der HBO-Serie als Schauplätze, hauptsächlich für die Hauptstadt Königsmund und die Stadt Qarth, verwendet. Aufgrund der großen Popularität der Serie werden in Dubrovnik inzwischen spezielle Game-of-Thrones-Stadtführungen angeboten.
Im Februar 2016 wurde bekannt, dass Szenen des Films Star Wars Episode VIII in Dubrovnik gedreht werden.
In der Folge der Serien kam es in Dubrovnik zu einem signifikanten Anstieg des Tourismus.

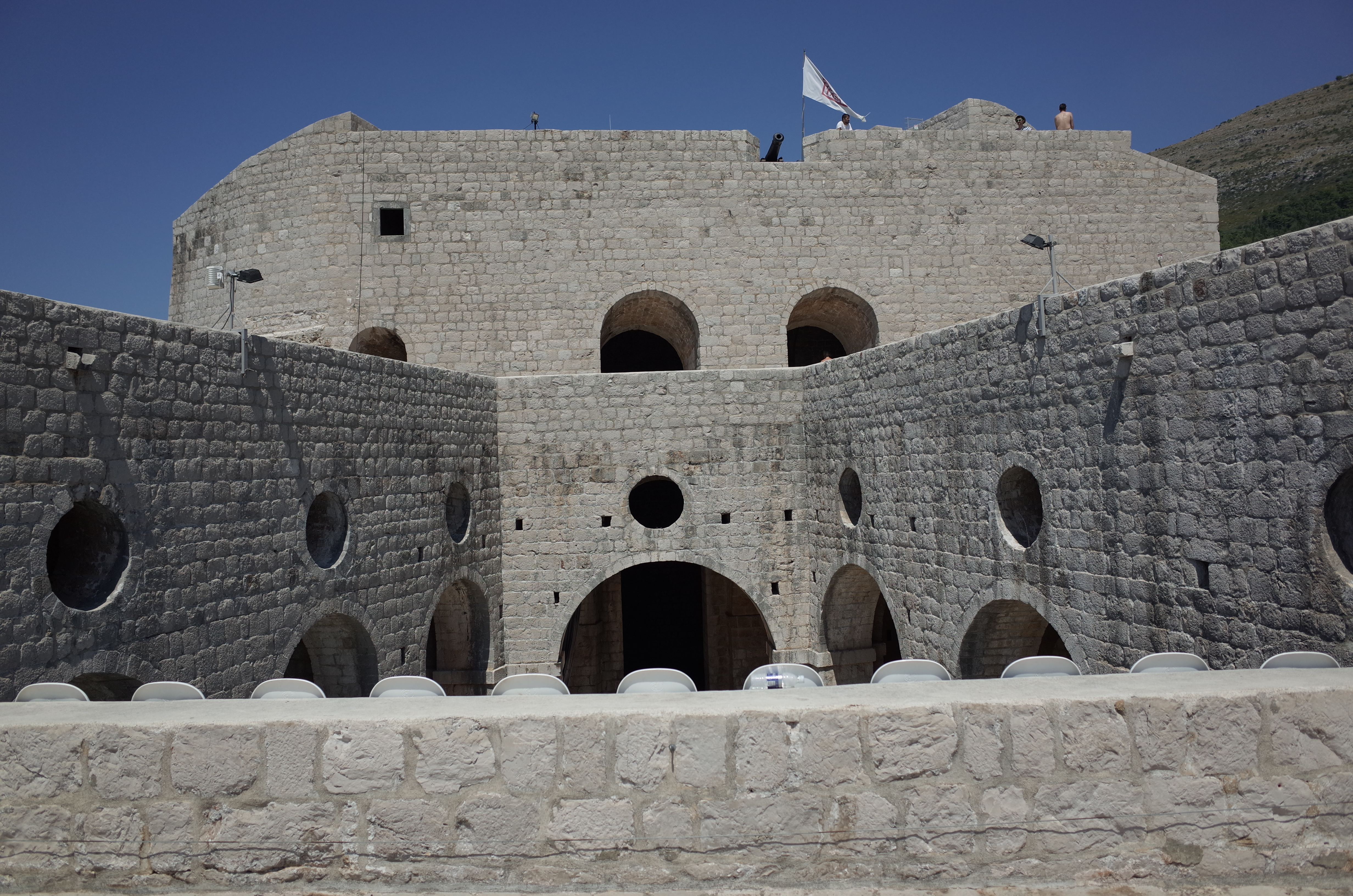
Die Festung Lovrijenac dient als Kulisse des „roten Bergfrieds“ in der Fernsehserie Game of Thrones.

## Verkehr

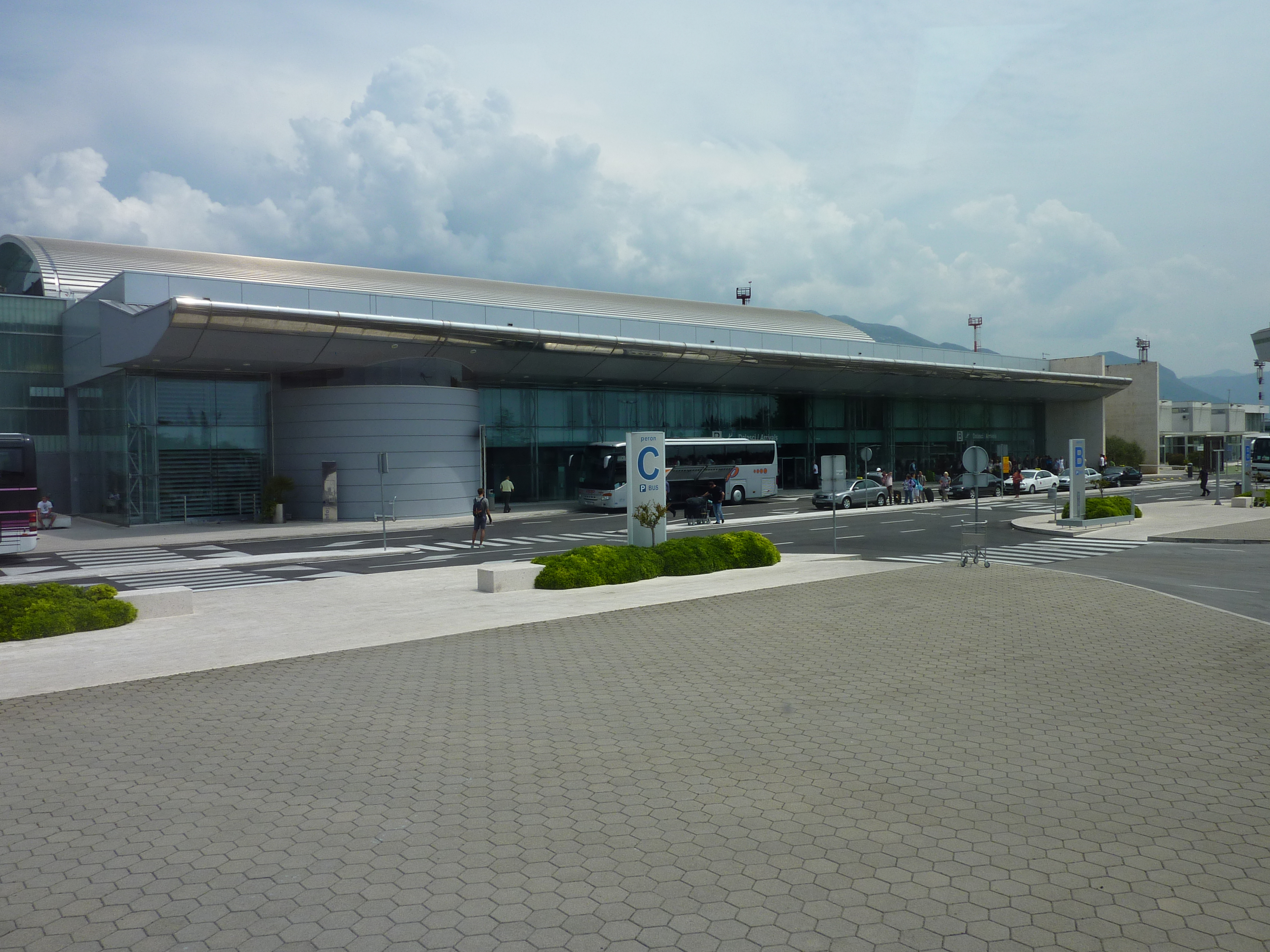
Flughafen von Dubrovnik

Ehemaliger Bahnhof mit Schmalspureisenbahn von 1968

Dubrovnik hat einen internationalen Flughafen, der am 15. Mai 1962 für den Charterflugverkehr und am 15. Juli 1962 für den Linienverkehr geöffnet wurde. Der Flughafen ist das ganze Jahr über mit der Hauptstadt Zagreb und weiteren Zielen innerhalb Europas verbunden. Dubrovnik hat mit Deutschland eine sehr gute Verbindung und es besteht ein Linienverkehr zu den Flughäfen Frankfurt am Main, München, Düsseldorf, Berlin, Hamburg, Hannover, Köln-Bonn und Stuttgart. Weiterhin besteht Linienverkehr nach Österreich mit dem Flughafen Wien sowie mit dem Flughafen Zürich in der Schweiz.
Im Jahr 1996 kam es zu einem Absturz eines Passagierflugzeuges. Während des Landeanfluges auf den Flughafen in Dubrovnik flog die Boeing CT-43A mit der Flugunfallnummer IFO-21 am 3. April in einen Berg. Bei dem Flugzeugabsturz kamen damals alle 35 Menschen ums Leben.
Der Ausbau der Autobahn A1, der längsten Autobahn Kroatiens, bis nach Dubrovnik ist geplant, derzeit (2023) endet sie circa 70 Baukilometer nördlich der Stadt. Der Weiterbau soll 2024 fortgesetzt und voraussichtlich bis 2029 fertiggestellt werden. Bislang ist Dubrovnik ausschließlich über die kroatische Nationalstraße D8 (Jadranska Magistrala) zu erreichen. Von der im Westen Dubrovniks gelegenen Franjo-Tuđman-Brücke über die Bucht Rijeka Dubrovačka führt sie als Umgehungsstraße an den Hängen oberhalb von Dubrovnik entlang und ist über zwei Anschlüsse an die Stadt angebunden.
Einen Normalspur-Eisenbahnanschluss besaß Dubrovnik nie. Bis 1972 befand sich der Endbahnhof der Schmalspurbahn Uskoplje–Gruž, einer Zweigstrecke der damaligen Dalmatinerbahn im Ortsteil Kantafig. Von besagtem Bahnhof führte – bis zur Einstellung infolge eines schweren Unfalls – eine ebenfalls schmalspurige Straßenbahn bis vor die Altstadt in den Ortsteil Pile.
Die städtische Busgesellschaft Libertas betreibt Busse, die einen Transport in Dubrovnik und in die umliegenden Ortschaften gewährleisten.
Der heutige Haupthafen Dubrovniks, in dem auch Kreuzfahrtschiffe anlegen, befindet sich im nordwestlichen Stadtteil Gruž (ital. Gravosa). Etliche Kreuzfahrtschiffe ankern allerdings wegen des malerischen Panoramas an der Reede vor der Altstadt. Besonders durch die Kreuzfahrttouristen ist Dubrovnik saisonal überfordert; wie in anderen Städten spricht man von Massentourismus. Laut Medienberichten lässt Dubrovnik seit 2019 nur noch zwei Kreuzfahrtschiffe pro Tag in den Hafen.
Seit Juli 2023 dürfen in der Altstadt Rollkoffer nicht mehr (laut) über das Pflaster gerollt werden. Auch Radfahren, laute Musik in den Lokalen und Badekleidung in der Stadt wurden verboten.

## Bildung

### Universität
Die Universität Dubrovnik ist 2003 gegründet worden und hat 2023 nur etwa 1.500 Studenten. Ein Vorläufer war das Collegium Ragusinum, das die Jesuiten 1658 gründeten. In dessen Gebäude ist heute das konfessionelle Klassische Gymnasium Ruđer Bošković untergebracht. Private Hochschulen sind die Dubrovnik International University (2008) und die Amerikanische Hochschule für Management und Technologie (RIT Croatia, 1998).
Zu den Abteilungen und Fachgebieten der Universität Dubrovnik gehören folgende Wissenschaftsgebiete:

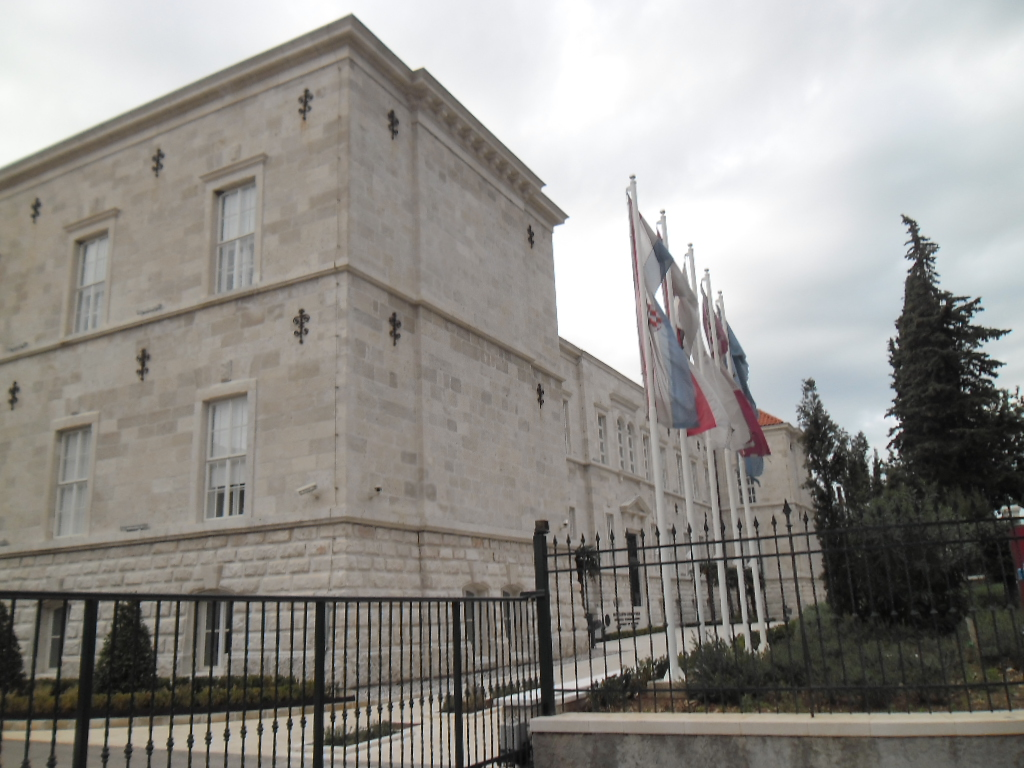
Universität
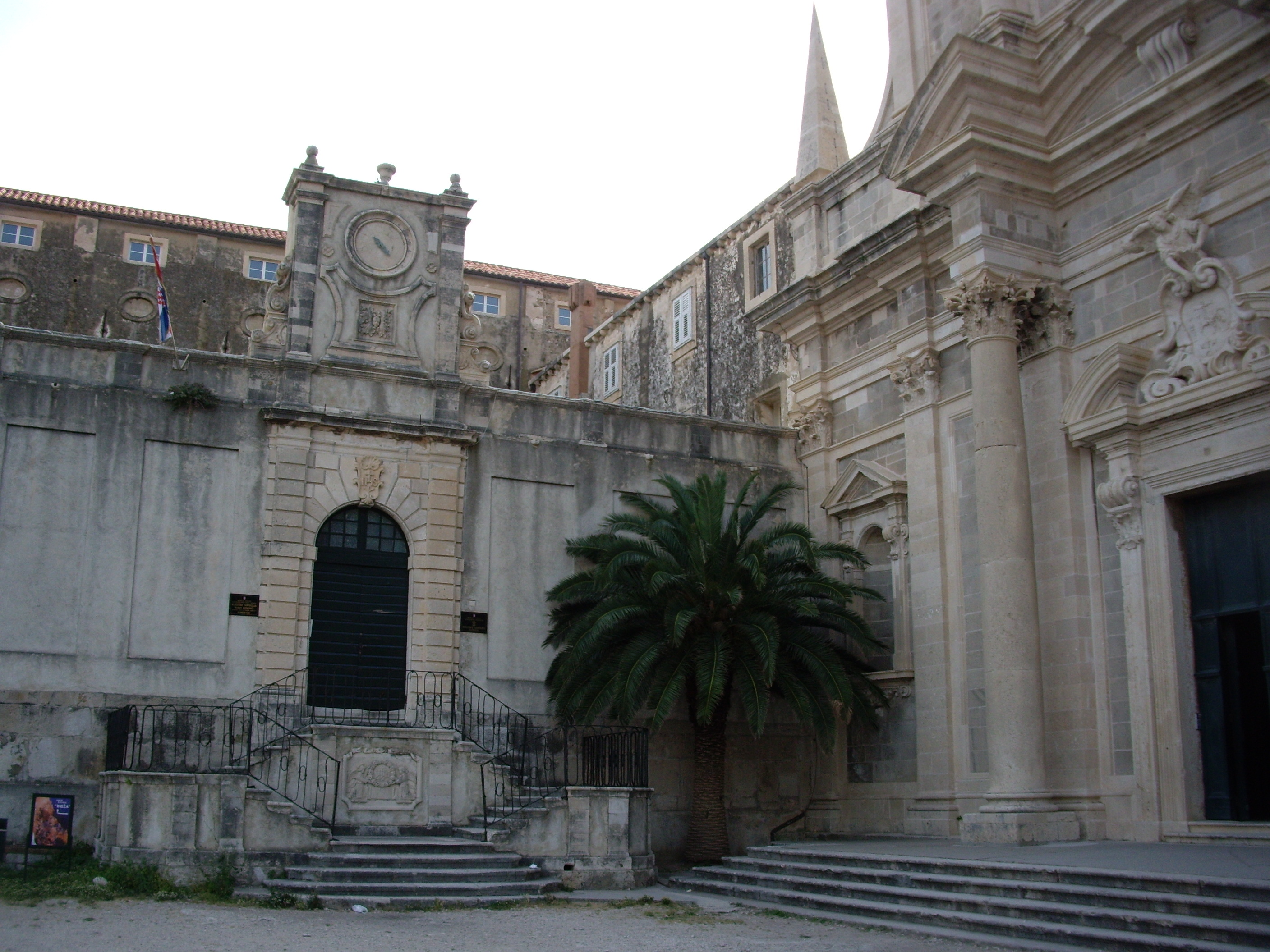
Diözesangymnasium Ruđer Bošković
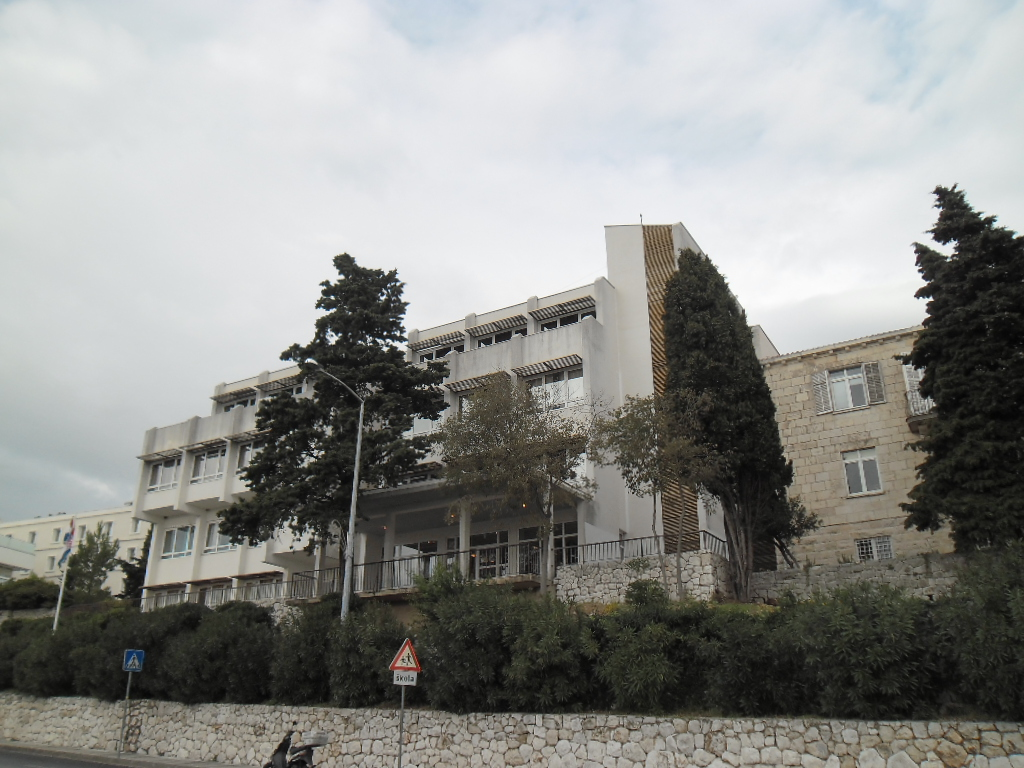
Handwerksschule
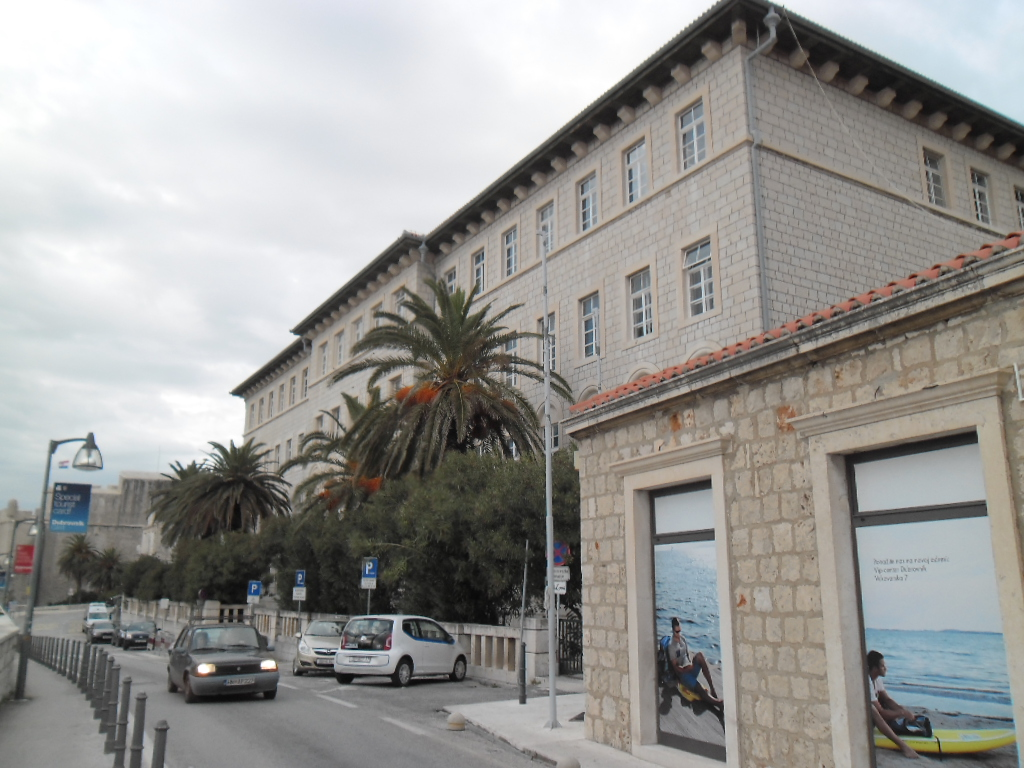
Allgemeinbildendes Gymnasium

- Fakultät für Wirtschaft und Betriebswirtschaft
- Abteilung für Seefahrt
- Abteilung für Elektrotechnik und Informatik
- Abteilung für Aquakultur
- Abteilung für Kommunikationswissenschaften
- Abteilung für Kunst und Restaurierung
- Grundstudium der Geschichte der Adria und des Mittelmeeres
- Grundstudium der Krankenpflege
- Fachstudium der klinischen Krankenpflege

### Allgemeinbildende Schulen
Es gibt sieben Grundschulen in der Stadt. Außerdem gibt es insgesamt neun Gymnasien, die nach der achten Klasse der Grundschule, besucht werden können. Davon sind sechs Gymnasien fachbezogen und auf bestimmte Berufe spezialisiert.

## Sport- und Kulturvereine
Die Stadt hat kulturell und sportlich sehr viel zu bieten. Im kroatischen Vereinsregister „Registar udruga Republike Hrvatske“ sind 510 aktive Vereine mit Sitz in Dubrovnik registriert. Mehrere Vereine wurden mittlerweile aufgelöst (Stand: X/2023):
- Der VK Jug Dubrovnik ist ein sehr erfolgreicher Wasserballverein in Dubrovnik. Der Verein wurde bereits im Jahr 1923 gegründet und spielt in der ersten kroatischen Wasserballliga. Durch die Jugendarbeit und des professionellen Umfeldes wurde er einer der erfolgreichsten Wasserballvereine der Welt. Die erfolgreichste Saison hatte der Verein in den Jahren 2006 und 2016 bei dem der Verein beim nationalen Pokal, der Euroliga der Landesmeister und beim europäischen Supercup, Pokale und Medaillen gewonnen hatte. Außerdem war der VK Jug Dubrovnik viermal europäischer Meister bei der LEN Champions League.

## Söhne und Töchter der Stadt
- Damjan Juda (12. Jh.–1205), Politiker

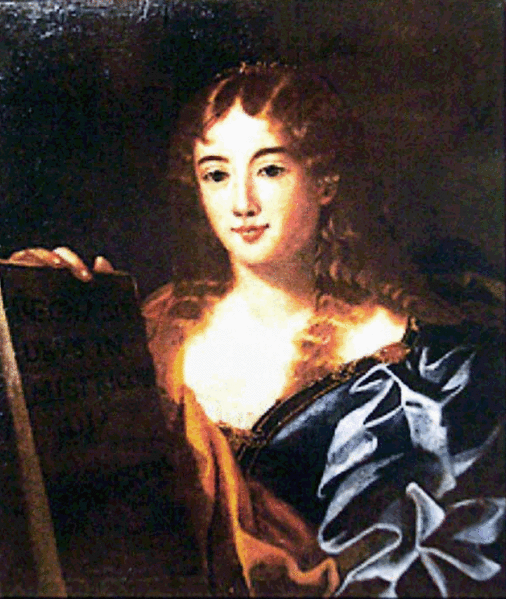
Flora Zuzzeri (Cvijeta Zuzorić)

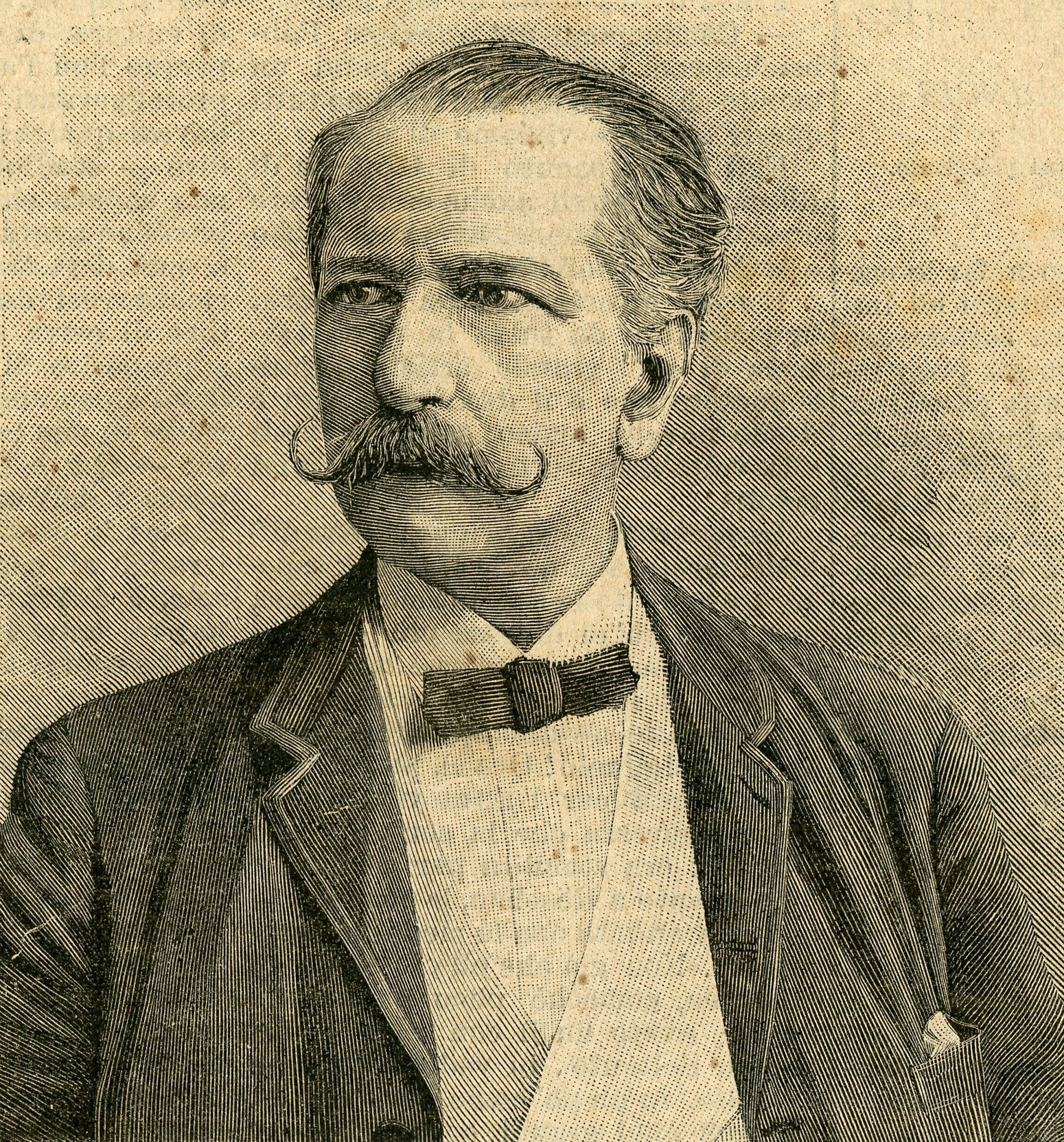
Federico Seismit-Doda

- Ivan Ugrinović (um 1405–um 1461), Maler
- Mavro Vetranović (1482–1576), Schriftsteller und Benediktiner
- Nikola Nalješković (zwischen 1500 und 1510–1587), Schriftsteller und Gelehrter
- Ivan Marin Gundulić (Giovanni Marino Gondola) (1507–1586), Diplomat und Humanist, Franziskaner und Wächter in Bethlehem, schrieb über die Geschichte der Pilger[74]
- Marin Držić (Marino Darza) (1508–1567), Schriftsteller
- Dinko Zlatarić (1558–1613), Poet und Übersetzer der Renaissance
- Marin Getaldić (Marino Ghetaldi) (1568–1626), Mathematiker
- Flora Zuzzeri (Cvijeta Zuzorić) (1552–1648), Dichterin
- Ivan Gundulić (Giovanni Francesco Gondola) (1589–1638), Dichter
- Stjepan Gradić (Stefano Gradi) (1613–1683), Kuriendiplomat und Universalgelehrter
- Ignjat Đurđević (Ignazio Giorgi) (1675–1737), Schriftsteller
- Rugjer Josip Bošković (Ruggero Giuseppe Boscovich) (1711–1787), Jesuit, Physiker und Diplomat
- Luka Sorkočević (Luca de Sorgo) (1734–1789), Diplomat und Komponist
- Đuro Ferić (1739–1820), Dichter und Jesuit
- Antun Sorkočević (Antonio Sorgo) (1775–1841), Komponist, Schriftsteller und Diplomat
- Bernhard Graf Caboga-Cerva (Brno bzw. Bernard Kabužić-Crijević) (1785–1855), Adeliger und österreichischer General
- Ljudevit Ćurčija (1818–1881), römisch-katholischer Apostolischer Vikar von Ägypten
- Niko Pucić (Nicola Pozza) (1820–1883), Politiker
- Federico Seismit-Doda (1825–1893), italienischer Staatsmann
- Milan Rešetar (1860–1942), Slawist und Numismatiker
- Blagoje Bersa (Benito Bersa) (1873–1934), Komponist
- Petar Trifunović (1910–1980), Schachgroßmeister
- Ivo Štakula (1923–1958), Wasserballspieler
- Hrvoje Kačić (1932–2023), Wasserballspieler, Rechtswissenschaftler und Politiker
- Tereza Kesovija (* 1938), Sängerin
- Ibrica Jusić (* 1944), Liedermacher und Musiker
- Luka Vezilić (* 1948), Wasserballspieler
- Milo Hrnić (* 1950), Sänger
- Ðuro Savinović (1950–2021), Wasserballspieler
- Mirjana Šegrt (* 1950), Schwimmerin
- Darrell Ubick (* 1952), Arachnologe
- Dubravka Šuica (* 1957), Politikerin
- Banu Alkan (* 1958), Schauspielerin und Sängerin
- Božo Vuletić (* 1958), Wasserballspieler
- Goran Sukno (* 1959), Wasserballspieler
- Josip Bogdanović (* 1960), Fußballspieler und -trainer
- Dragan Andrić (* 1962), Wasserballspieler
- Boris Jarak (* 1963), Handballspieler und -trainer
- Mario Kopić (* 1965), Philosoph
- Ognjen Kržić (* 1969), Wasserballspieler
- Oleg Valjalo (* 1970), Politiker
- Maro Balić (* 1971), Wasserballspieler
- Nikola Prkačin (* 1975), Basketballspieler
- Frano Vićan (* 1976), Wasserballspieler
- Emir Spahić (* 1980), Fußballspieler
- Srđan Lakić (* 1983), Fußballspieler
- Miho Bošković (* 1983), Wasserballspieler
- Nikša Dobud (* 1985), Wasserballspieler
- Andro Bušlje (* 1986), Wasserballspieler
- Sanja Jovanović (* 1986), Schwimmerin
- Paulo Obradović (* 1986), Wasserballspieler
- Maro Joković (* 1987), Wasserballspieler
- Andrija Prlainović (* 1987), serbischer Wasserballspieler
- Dinko Jukić (* 1989), österreichischer Schwimmer
- Sandro Sukno (* 1990), Wasserballspieler
- Marko Bijač (* 1991), Wasserballspieler
- Marko Macan (* 1993), Wasserballspieler
- Toni Popadić (* 1994), Wasserballspieler
- Loren Fatović (* 1996), Wasserballspieler
- Alen Halilović (* 1996), Fußballspieler
- Ana Konjuh (* 1997), Tennisspielerin
- Zvonimir Srna (* 1998), Handballspieler
- Marko Žuvela (* 2001), Wasserballspieler